# Renault
Pour les articles homonymes, voir Renault (homonymie).
Renault (/ʁə.no/) est un constructeur automobile français. Il est lié aux constructeurs japonais Nissan depuis 1999 et Mitsubishi depuis 2017, à travers l'alliance Renault-Nissan-Mitsubishi, dont le siège social se situe aux Pays-Bas. Renault Group possède des usines et filiales à travers le monde entier. L'entreprise commercialise aujourd'hui ses véhicules sous les marques Renault mais aussi Alpine, Dacia et Mobilize.
Fondée par les frères Louis, Marcel et Fernand Renault en 1898, l'entreprise joue un rôle majeur lors de la Première Guerre mondiale (activités d'armement, production de moteurs d'avion, du char Renault FT). Elle se distingue ensuite rapidement par ses innovations, en profitant de l'engouement pour la voiture des « années folles » et produit alors des véhicules « haut de gamme ».
L'entreprise est nationalisée à la fin de la Seconde Guerre mondiale, accusée de collaboration avec l'occupant allemand. « Vitrine sociale » du pays, elle est privatisée durant les années 1990. Elle utilise la course automobile pour assurer la promotion de ses produits et se diversifie dans de nombreux secteurs. Son histoire est marquée par de nombreux conflits du travail mais aussi par des avancées sociales majeures qui ont jalonné l'histoire des relations sociales en France (à l'exemple des accords de 1955 — instituant entre autres la 3e semaine de congés payés —, de 1962 — 4e semaine de congés payés — ou de l'« accord à vivre » de 1989). Renault a trente-huit usines dans le monde à son actif.

## Histoire
L'histoire de Renault démarre en 1898 à Boulogne-Billancourt. Jusqu’en novembre 2016, on y trouvait un musée qui retraçait différents aspects de cette histoire. Celui-ci renaîtra sous une toute nouvelle forme en 2027 sur le site de Flins-sur-Seine dans les Yvelines.

### Fondation (1898-1918)

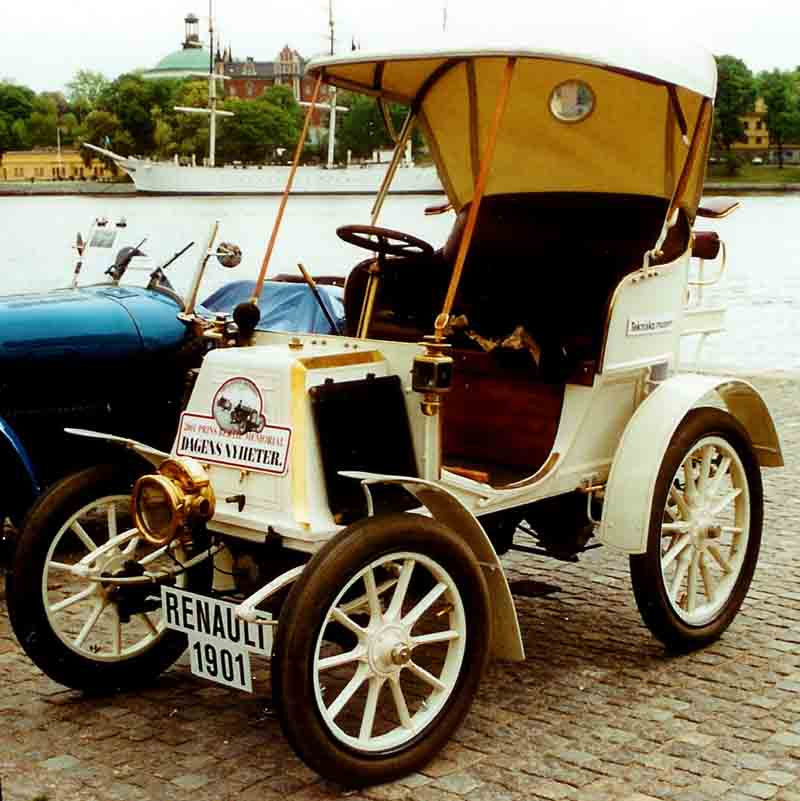
Voiturette Renault Type D Série B de 1901.

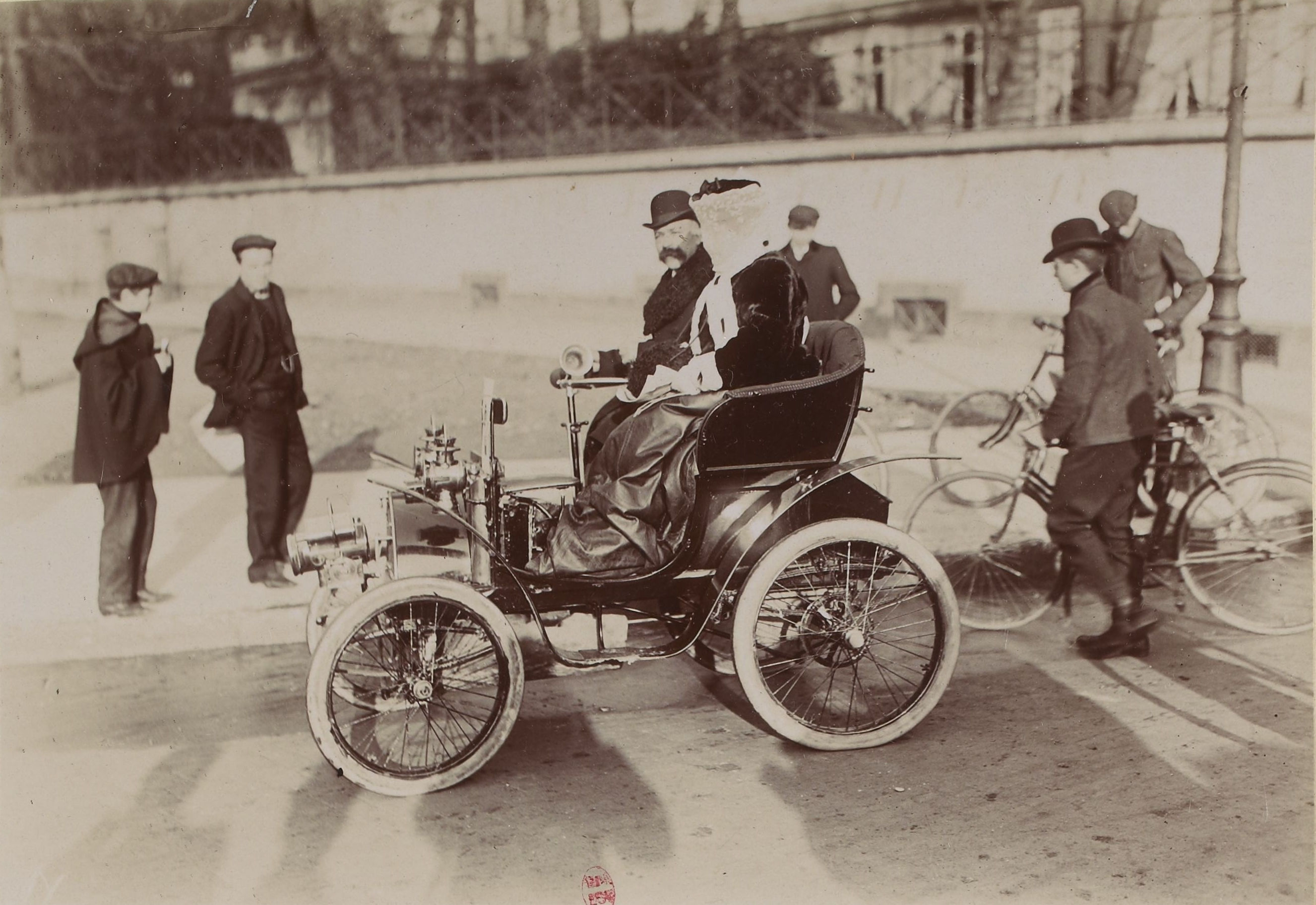
Renault Frères 2 hp 3/4 de 1899.

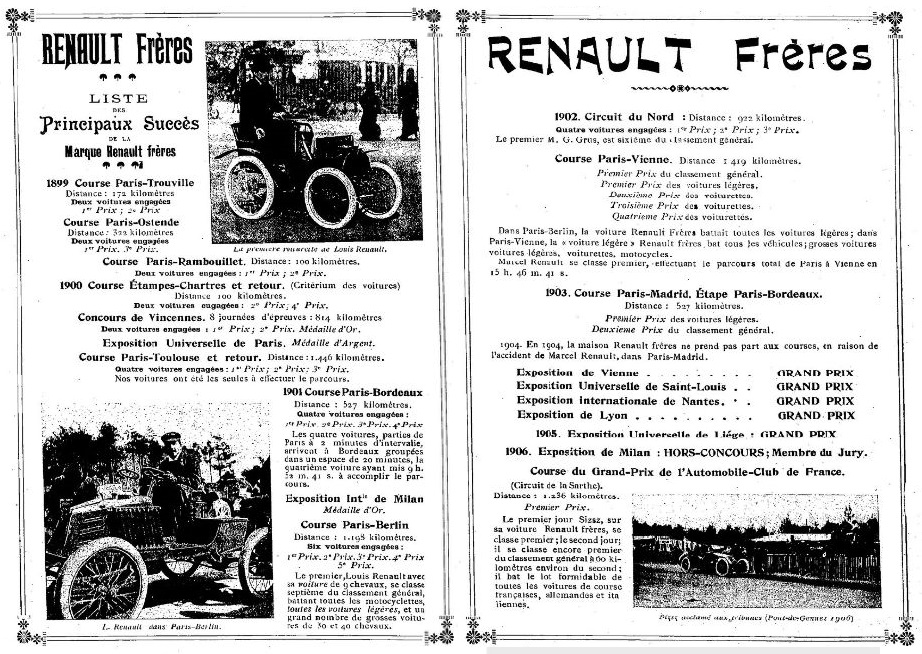
Succès Renault de 1899 à 1906.

En 1898, Louis Renault est un jeune homme passionné d'automobile. Ses frères, Marcel et Fernand, ont travaillé dans l’entreprise familiale de textile. Louis convertit, avec l’aide de son compagnon de régiment Edward Richet, son tricycle De Dion-Bouton en Voiturette de 1 ch à quatre roues Renault Type A. L'originalité de celle-ci est que Renault l'équipe d'une invention de son cru, la première boîte de vitesses en prise directe, contrairement aux chaînes et courroies de transmission utilisées jusque-là. Il réussit à la vendre à un ami de leur père qui l’essaye le 24 décembre et fut très impressionné par son comportement routier et sa puissance dans les pentes.
Après que Louis-Paul Renault a breveté la prise directe, les frères fondent officiellement le 25 février 1899, à Boulogne-Billancourt sur l'île Seguin, la Société Renault Frères avec deux amis de Louis, Thomas Evert et Julian Wyer, pour capitaliser sur ce nouveau moyen de transport. Louis est chargé du développement et de la production alors que ses frères se chargent de l’administration.
Les premières automobiles sont vendues à de riches particuliers qui peuvent se permettre de dépenser les 3 000 francs (dix ans de salaire d'un ouvrier). En 1900, un partenariat est passé avec Isotta Fraschini pour l'Italie. Devant ce marché limité, Renault se diversifie dans la production de taxis et de camions avant la Première Guerre mondiale.

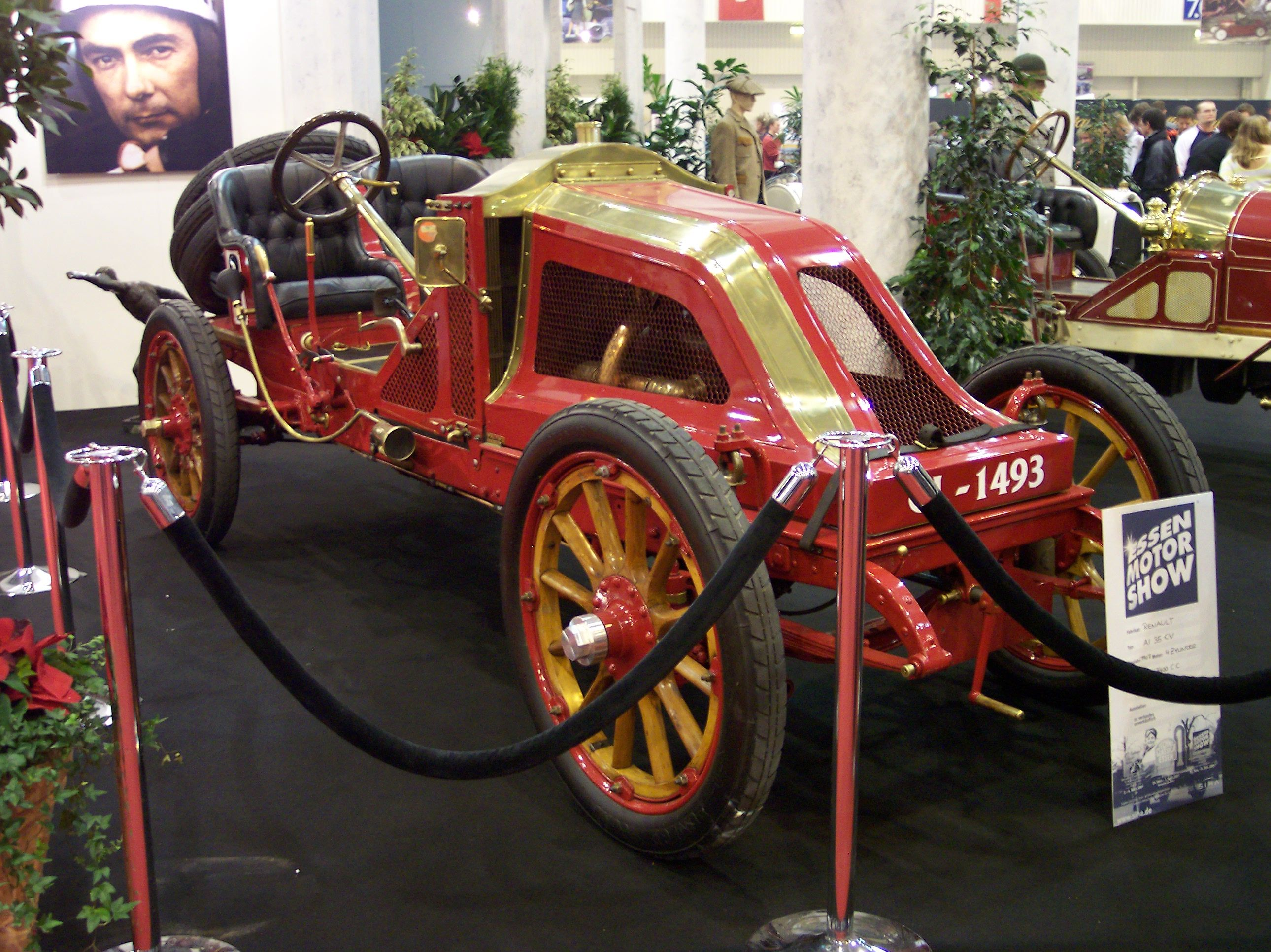
Une Renault AI 35 CS (AI 35CV type Sport), victorieuse de deux épreuves de 24 Heures américaines (1907, 1909), et encore de sprints à Saint-Pétersbourg en 1912 (avec Basil Soldatenkov).

Les frères Renault remarquent très tôt la publicité que leur société peut tirer de la participation aux courses automobiles, et ils engagent leurs véhicules dans des courses sur route, puis sur circuits, remportant d'emblée plusieurs succès en catégorie Voiturettes. Parmi ceux-ci citons : la Coupe des Chauffeurs Amateurs - ou Paris-Trouville - (1899), Paris-Ostende (1899), Paris-Rambouillet (1899), Paris-Toulouse-Paris - en catégorie voiturettes de moins de 400 kg - lors des Sports de l'Exposition Universelle de 1900 (sur 1 448 km et hors cadre olympique proprement dit), Circuit du Sud-Ouest (Pau, 1901), Paris-Bordeaux (1901), Paris-Berlin (1901), Paris-Vienne (1902), la première étape du Paris-Arras-Paris (1902), la première édition du Grand Prix de France du Mans (alors de l'A.C.F., 1906), puis successivement sur la 35HP - produite de 1907 à 1911 - équipée de pneumatiques Michelin les 24 Heures de Morris Park (NYC) avec l'expatrié Maurice Bernin et Paul Lacroix (1907) et les 24 Heures de Brighton Beach (NYC) avec Louis Raffalovich et Charles Bale (1909), tout en terminant entre-temps huitième au Grand Prix de Dieppe de 1908 avec le russe Sergey Dimitriewich derrière plusieurs constructeurs germaniques.

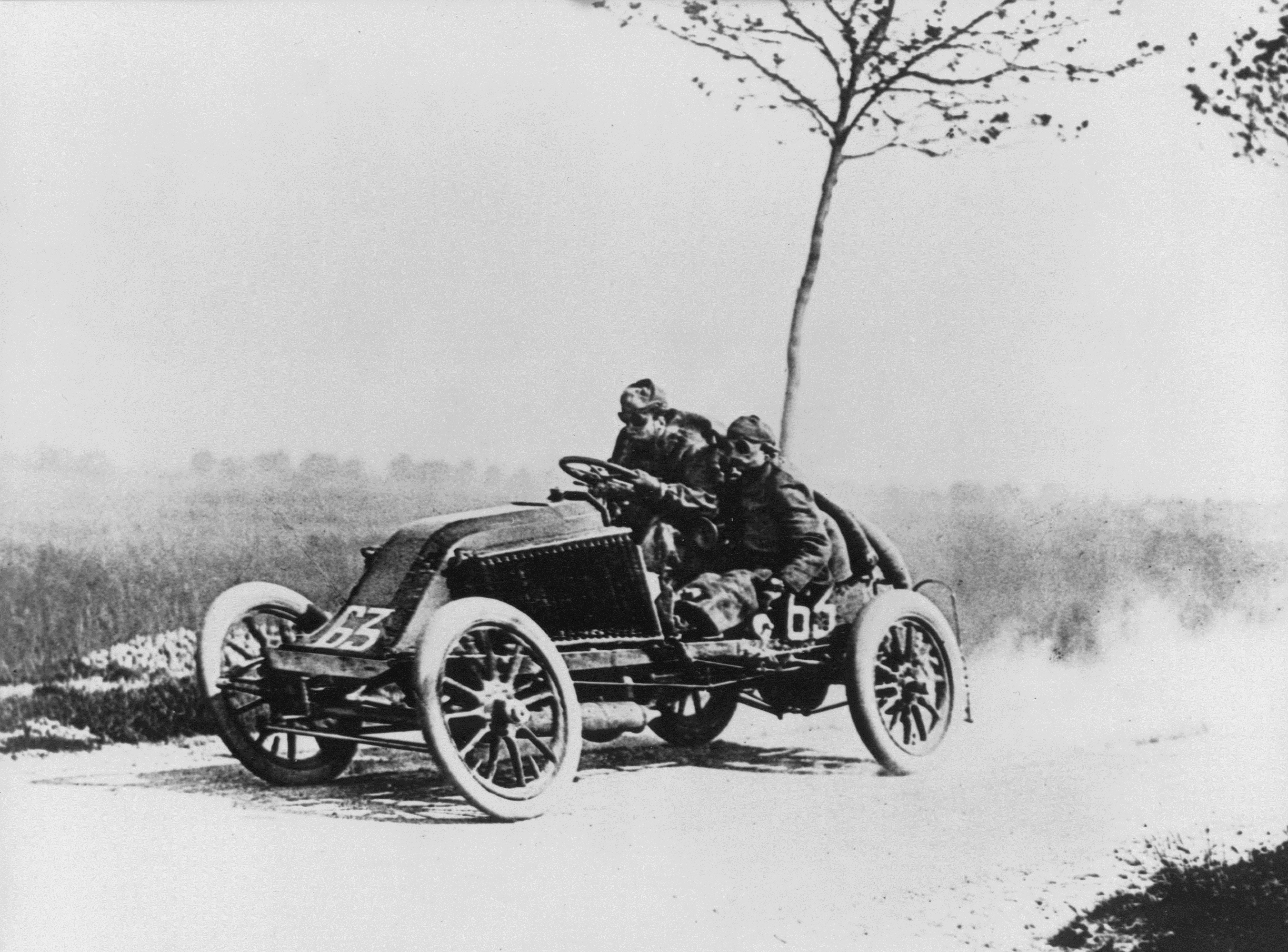
Marcel Renault lors du Paris-Madrid 1903.

Louis Renault se retrouve rapidement seul à la tête de l'entreprise. Marcel Renault meurt le 24 mai 1903 durant la course automobile Paris-Madrid, à laquelle il participait avec son frère Louis. Fernand Renault cède ses parts en 1908 et meurt de maladie en 1909.
L'ouvrage de L'ingénieur américain Taylor, traduit en France dès 1911, préfacé par le directeur de la "Revue de la Métallurgie" dépendant du Comité des Forges, a inspiré Renault, où en novembre 1912, il concerne un quart des 4000 ouvriers de l'usine de Boulogne. En 1913, les ouvriers de l'usine de Billancourt se mettent en grève contre l'introduction du "Système Taylor" de chronométrage du travail, une des premières grandes grèves provoquée par cette nouvelle organisation du travail, ce qui a entraîné d'autres grèves dans des usines automobiles de la Seine. Un comité comité de grève de trente-deux membres élu le 11 février 1913, présidé par Lucien Nectoux. La première grève contre le Sytème Taylor avait eu lieu à Lyon chez Berliet, en 1912 et face à celle de Renault, la direction refuse d'emblée la négociation, tente d'embaucher ailleurs, puis fait expulser le Comité de grève installé dans la coopérative de consommation "l'Union de Billancourt". Le conflit dure deux mois. Le refus de négocier et son extension à d'autres constructeurs plusieurs mois après sont à l'origine de l'expression "Désespérer Billancourt",. Selon Aimée Moutet, historienne, "c’est à la grève de 1913 chez Renault" qu'elle remonte. Les jours de grève symboliques, du 10 février au 26 mars 1913 sont soutenus par "un vaste mouvement national de solidarité". Et deux grèves similaires ont lieu la même année, chez deux autres constructeurs automobiles, chez de Dietrich, à Argenteuil, les 2 et 3 juin, et Brasier, à Ivry, du 3 au 19 décembr.
En 1914, lorsque la guerre éclate, la compagnie se lance dans la production de munitions, d’avions militaires et plus tard dans les chars de combat avec son Renault FT. En 1918, Renault est devenu le premier manufacturier privé de France et il est honoré par les Alliés pour sa contribution à l’effort de guerre.
À la suite de l’effondrement de la charpente métallique du bâtiment C4 de l'usine de Billancourt ayant causé 27 morts le 13 juin 1917, Louis Renault et son entreprise sont mis à mal, l'évènement étant vécu comme un drame industriel national. Mise en cause dans la responsabilité de cet accident pour avoir modifié et surchargé la structure porteuse, l'entreprise Renault est condamnée en juillet 1922 à payer 30 000 francs de dommages et intérêts à l'une des victimes.

### Entre-deux guerres (1919-1938)

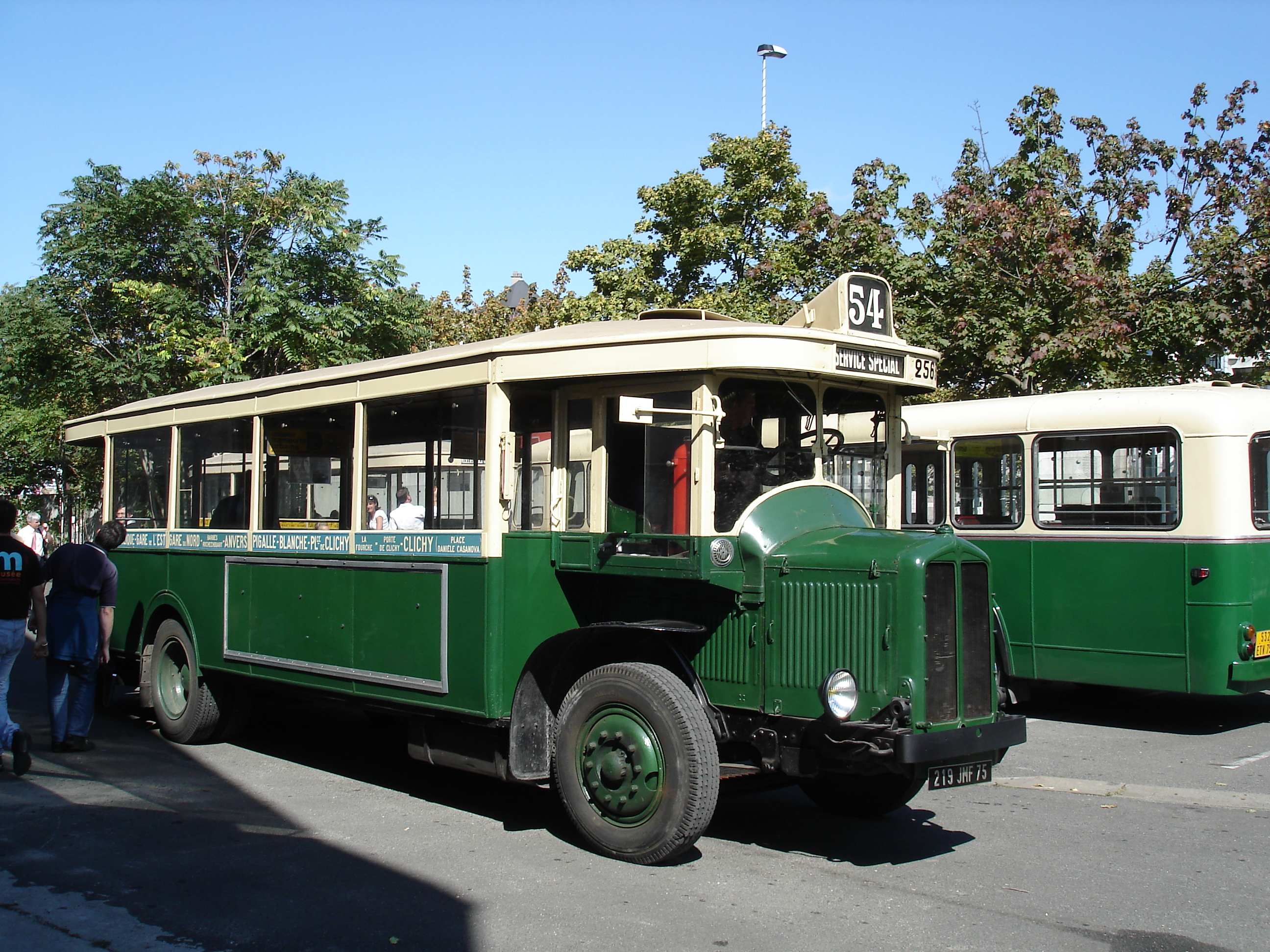
Autobus Renault TN6 de 1932.

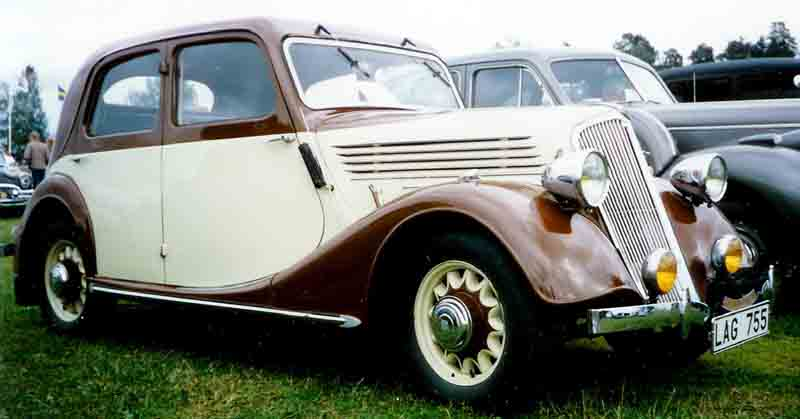
Berline Renault Celtaquatre de 1935.

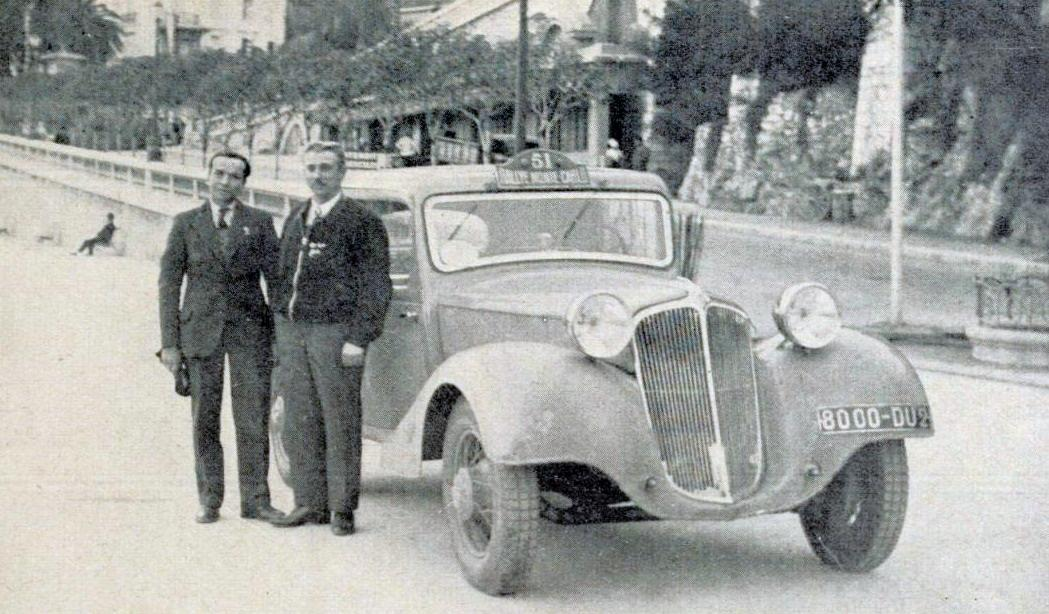
Lahaye (gauche) et Quatressous (droite) vainqueurs du rallye Monte Carlo 1935, sur Renault Nervasport.

Au sortir de la guerre, Louis Renault diversifie encore plus ses activités en se lançant dans la machinerie agricole et industrielle, les matériels roulants ferroviaires. Cependant, la compagnie commence à rencontrer des difficultés à vendre sa production automobile car la concurrence introduit de petits véhicules à faible coût accessibles à chacun. Renault doit donc sortir ses propres véhicules au moment où il rencontre des problèmes avec le marché financier et ses employés.

#### Automobiles
À l'issue de la Première Guerre mondiale, Renault subit une concurrence nouvelle, lors de la création de Citroën, un nouveau constructeur automobile qui investit massivement et qui devient le premier constructeur français, devant Peugeot et Renault.
Renault doit également former un réseau de distribution et en 1920, la compagnie s’associe avec Gustave Gueudet, un entrepreneur du nord de la France qui dirige le Groupe Gueudet, pour fonder les premiers concessionnaires. La gamme des modèles Renault s'étend désormais des petites automobiles aux poids lourds.
Renault ne se limite pas à la France et vend dans plusieurs pays. Le marché anglais est particulièrement intéressant, car il ouvre la porte aux colonies de ce pays. Un grand nombre de véhicules modifiés avec des suspensions surélevées, de plus puissants systèmes de refroidissement et des carrosseries spéciales partent par bateau vers les quatre coins de l’Empire britannique.
De cette période, les Grand Luxe se distinguent avec leur empattement de 3,68 mètres et de six à huit cylindres pouvant leur faire atteindre 150 km/h. La suspension est améliorée pour permettre ces vitesses et on utilise l’aluminium dans le moteur, les freins, la transmission, et plusieurs parties de la carrosserie. Toutes les Grand Luxe à partir de 1923 sont considérées comme des classiques et leurs carrosseries sont signées par des ateliers célèbres dont Kellner, Labourdette et J. Rothschild et Fils.
En sport, la marque remporte le rallye de Monte-Carlo en 1925 (sur Renault 40CV), puis 10 ans plus tard sur Renault Nervasport (1935).

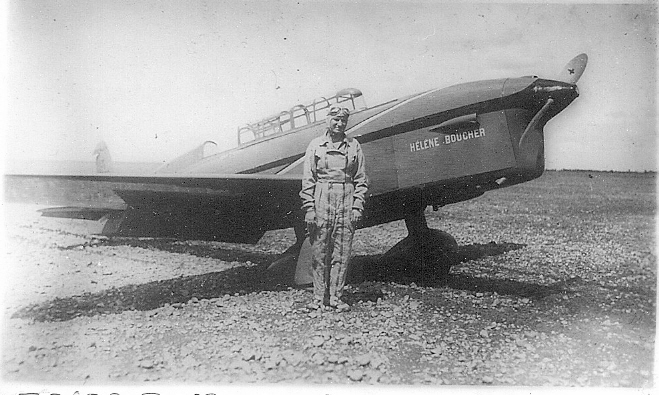
Hélène Boucher devant son Caudron Rafale.

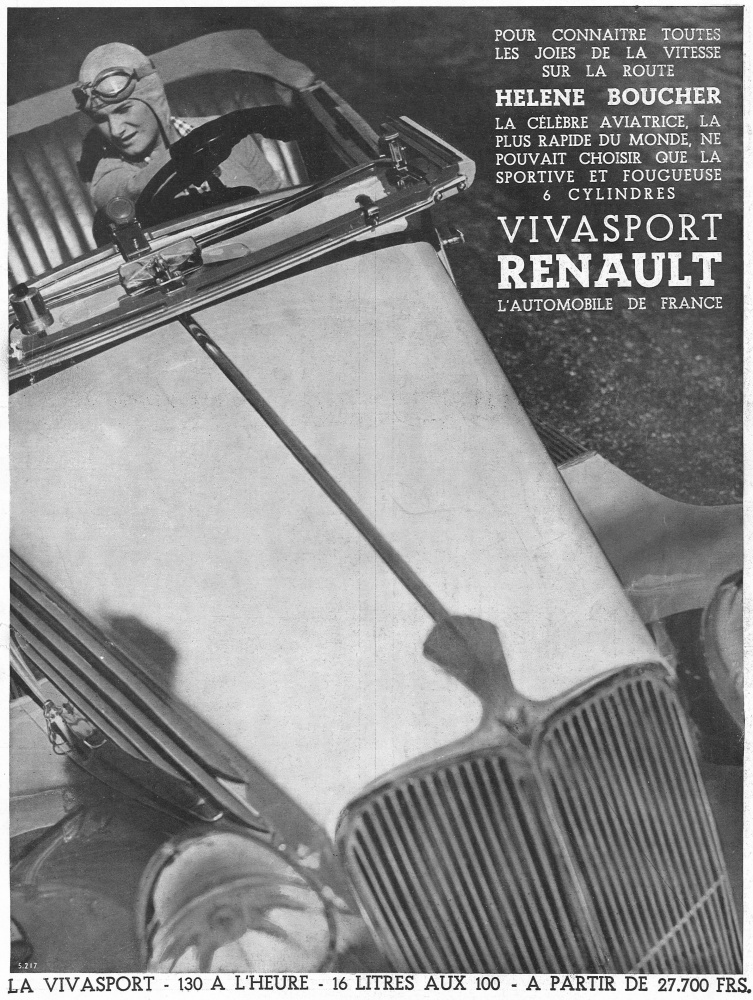
Affiche publicitaire de Renault en 1934 pour la Renault Viva Grand Sport avec l'aviatrice Hélène Boucher.

#### Aviation
Durant la Grande guerre, Renault devint le premier constructeur de moteurs français avec 13 586 V 8 (70 à 190 ch) et V 12 (200 à 300 ch) et participa au consortium de fabrication du Breguet XIV (8 000 exemplaires de 1917 à 1926). La fin des commandes militaires provoqua un problème de débouchés que la firme s'employa à résoudre,.

##### Au sortir de la Grande Guerre
Renault s'allia à Blériot et Farman pour établir la Ligne Farman, une liaison aérienne entre Paris (Le Bourget) et Londres (Croydon) ouverte en 1919, puis de Paris vers Bruxelles. Avec Breguet et Caudron, l'entreprise fonde la Compagnie des messageries aériennes. Les principaux avions de transport sont alors le Farman F.60 Goliath et le Breguet 14, équipés de moteurs Renault. À partir de 1923, Renault s'unit avec d'autres compagnies aériennes pour faire face aux concurrents étrangers et créent Air Union.
La firme place ses moteurs sur le Potez 25, dans la version utilisée par l'Aéropostale pour traverser les Andes. Cette initiative assura l'équipement de plus de 500 des 3 600 Potez 25 construits. Renault préserva entre 1920 et 1930 sa place de premier motoriste aéronautique français avec plus de 11 000 moteurs vendus.

##### 1929 et des remises en question
La crise de 1929 marqua un tournant, la puissance des moteurs stagnant après le milieu des années 1920. Les technologies des moteurs automobiles et d'aviation divergeaient, ces derniers arrivant aux limites des capacités technologiques de la firme Renault. Malgré une diversification des types (en étoile, en ligne et en V), les essais des moteurs à forte puissance (18 cylindres en W de 700 ch, 12 cylindres en V de 1 500/2 000 ch) se soldèrent par des échecs. Il fallut se rabattre sur des groupes propulseurs de faible et moyenne puissance, mais de conception simple et fiable, comme les Bengali de quatre ou six cylindres, produits à plusieurs milliers d'exemplaires, pour la France et l'export. Cette situation provoqua la désaffection des constructeurs aéronautiques, toujours à la recherche de plus fortes puissances et moins demandeurs dans un contexte de crise économique.
La crise de 1929 poussa également Louis Renault à diversifier ses activités en se tournant vers le chemin de fer.

##### Le groupe Caudron-Renault
La position difficile du groupe Caudron offrit à Renault l'occasion de devenir un groupe aéronautique et d'ouvrir un nouveau débouché pour ses moteurs. La Société anonyme des avions Caudron est constituée en 1933. Louis Renault base son développement sur une aviation légère imitée de l'automobile, avec des modèles à prix abordable, une construction en grande série et des succès en compétition. Les avions sont dotés par Marcel Riffard d'une aérodynamique efficiente, d'une structure optimisée, pour garantir les performances malgré une faible puissance et aussi limiter les coûts d'usage.
Cette approche est illustrée avec les avions de record Rafale, le Caudron C.430 ou le Caudron C.460, ce dernier capable avec 330 ch de dépasser 500 km/h, face à des concurrents de plus de 1 000 ch. Ces succès rendent célèbres leurs pilotes, telle Hélène Boucher, et apportent du prestige à la marque Caudron. L'ensemble devint une vitrine de modernité pour Renault et un outil de promotion, telle l'aérodynamique Renault Viva Grand Sport, dessinée par Riffard et présentée par Hélène Boucher. Dans le même temps, la compagnie aérienne Air Bleu est fondée afin de développer sur le territoire métropolitain un réseau de transport aérien du courrier complémentaire du réseau ultramarin et international d'Air France.
L'organisation industrielle resta toutefois déficiente, avec des fabrications dispersées entre les usines Renault de Boulogne et Caudron d'Issy-les-Moulineaux. La situation fut clarifiée en 1937 : les éléments structurels et la motorisation furent alors fabriqués par Renault au sein de la Société des Moteurs Renault-Aviation (SMRA) et l'assemblage effectué par Caudron.
Cette approche produit ses effets et permet à Caudron-Renault d'écouler des centaines d'exemplaires de ses avions, les Caudron Goeland, Simoun, Phalène et Aiglon.
La firme tente de se développer dans le domaine militaire avec la série des chasseurs C.710 à 714, produits à une centaine d'exemplaires pour l'aviation française jusqu'en juin 1940, dont les versions C. 710 et 713 sont vendues à quelques exemplaires à l'URSS, à la recherche de nouvelles technologies et licences de production.
À la sortie de la guerre, Caudron-Renault et la SMRA sont nationalisées à l'instar de la société mère ; la première est intégrée à la SNCAN en 1946, tandis que la seconde est intégrée à la SNECMA.

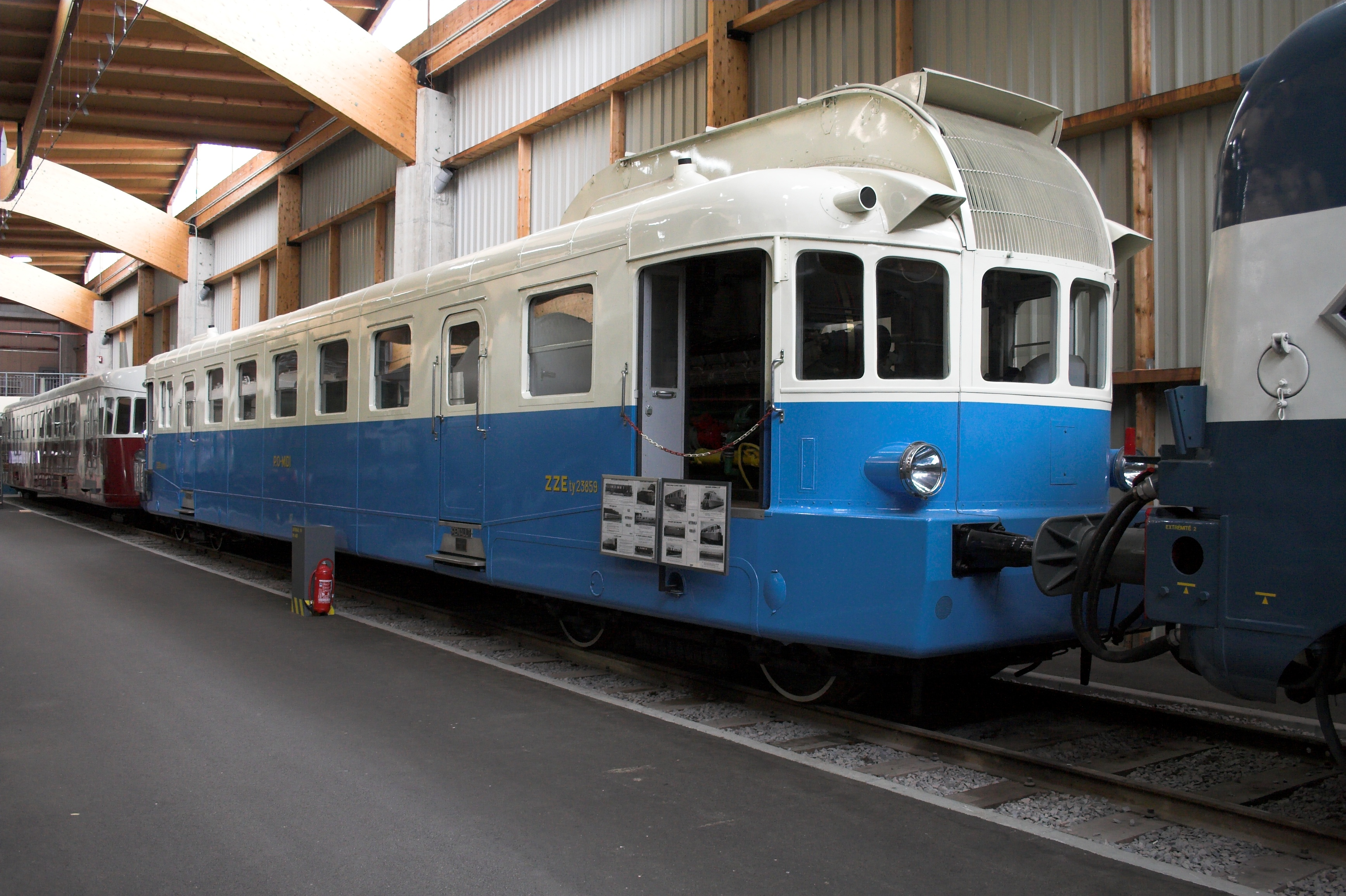
Autorail Renault VH de 1933, construit dans les usines de l'île Seguin.

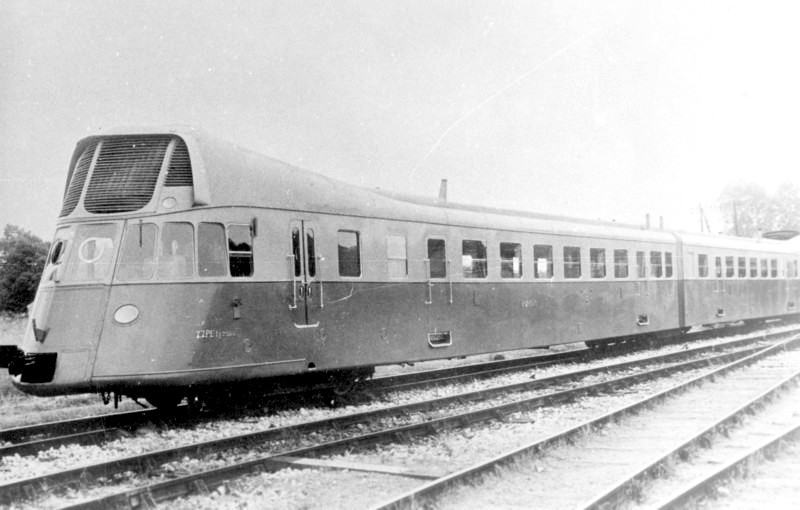
un Renault ABV de 1937, en version PO-Midi (radiateurs de grande taille).

#### L'activité ferroviaire de Renault (1922-1961)
En 1922, Renault commence à produire du matériel ferroviaire dans les hangars de l'Île Seguin, construits pour produire les chars de la 1re guerre mondiale. Dès la crise de 1929, Renault cherche à diversifier plus encore son activité, et commence la conception d'autorails, en produisant divers prototypes, intéressant particulièrement les compagnies de chemin de fer désireuses de diminuer leurs coûts pour les trains moins remplis ou les petites lignes. 1933 voit l'émergence du 1er autorail français de grande série, le Renault VH (dénommé alors « automotrice à grande vitesse », c'est-à-dire 120 km/h), qui effectuera un service apprécié jusqu'en 1970.
Durant ces années 1930, Renault est très prolifique en modèles divers, depuis les petits autorails économiques Renault TE jusqu'aux rames à long parcours Renault ABV, précurseures des RGP ou des actuels Coradia Liner. Renault devient ainsi durant cette courte décennie un acteur majeur de la construction de matériel ferroviaire, à la pointe de la technique, testant diverses dispositions de caisse (par exemple la longueur record de 32,73 m du Renault AET), et même, en extrapolant le classique moteur 507 de 220 ch, avec la difficile mise au point d'un moteur ferroviaire de 500 ch à la veille de la 2de guerre mondiale, le moteur Renault 504, qui permettra la production des Renault ADP ainsi que d'une rame de 1 000 ch, le Renault ABL.
Il faudra attendre 20 ans de plus pour disposer du premier moteur fiable de forte puissance, le très réussi moteur MGO qui équipera les ultimes productions ferroviaires de Renault (après la guerre, la Régie Renault n'est plus conceptrice, mais seulement productrice), les autorails unifiés de 825 ch, les réputés X 2800 dont la production a pris fin en 1961, mais qui ont circulé en service commercial dans toute la France jusqu'en 2009.

#### Production militaire et réarmement de 1935 à 1940

##### Blindés

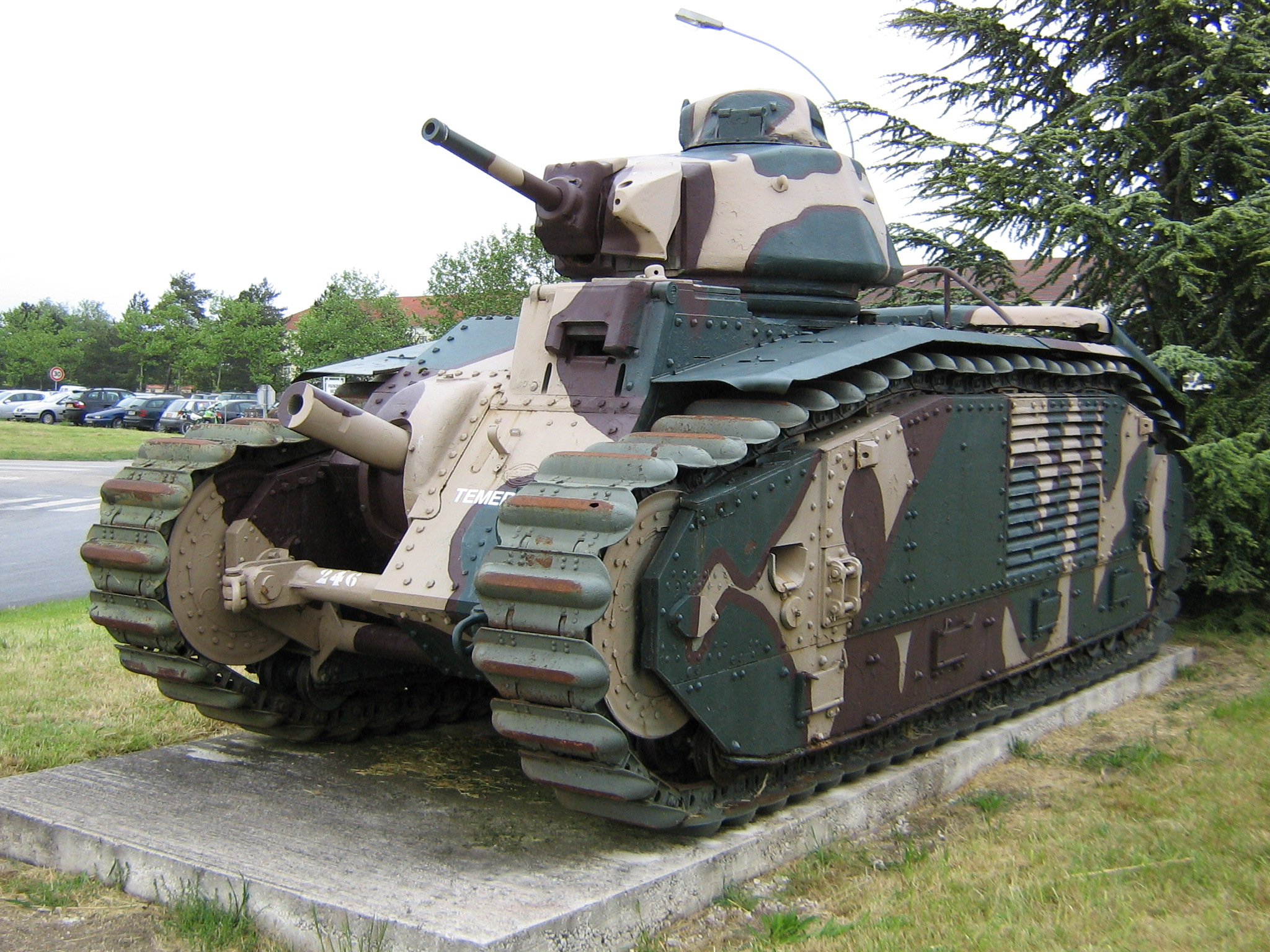
Char B1 bis à Mourmelon-le-Grand.

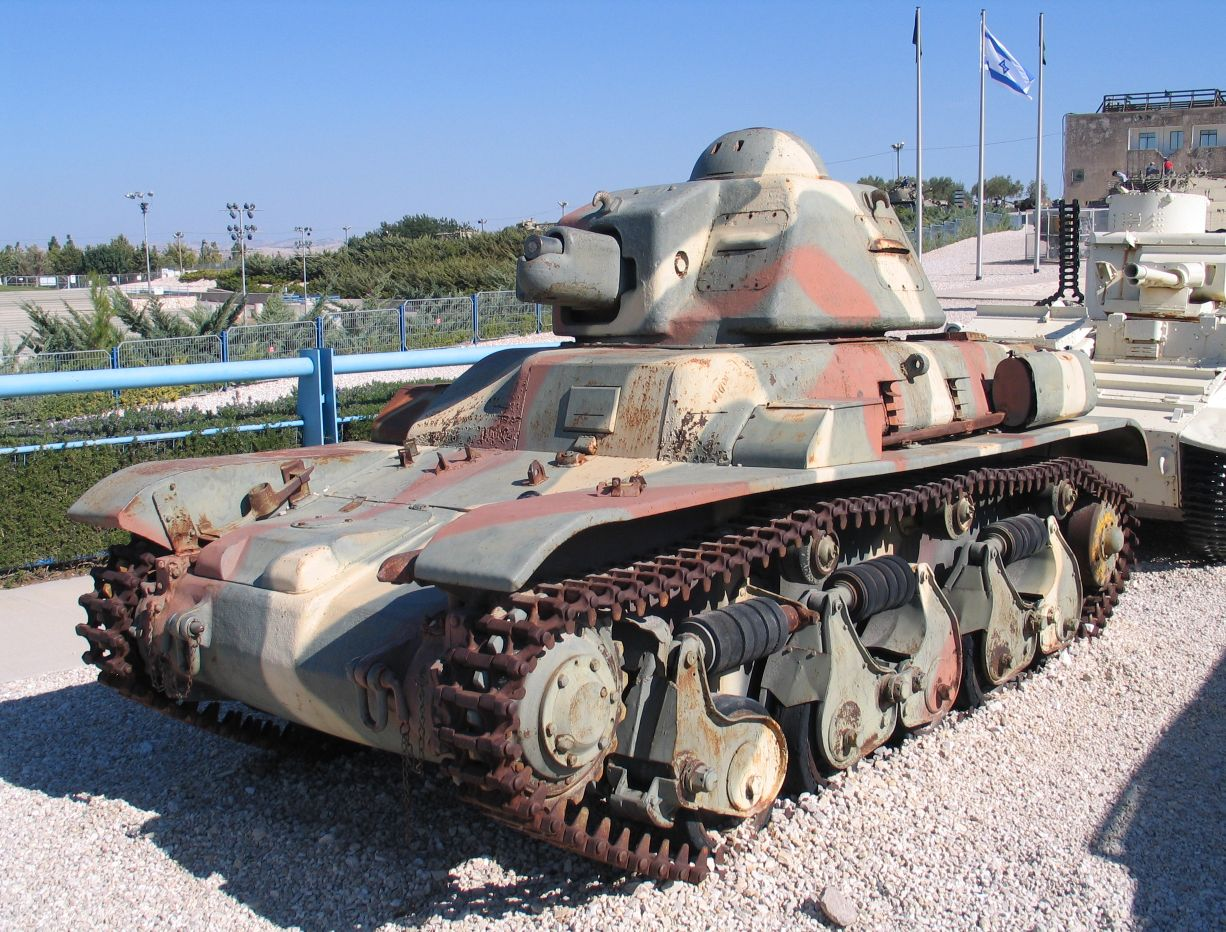
Renault R-35 du musée de Yad la-Shiryon (Israël).

Après le succès du char Renault FT, Renault resta un fournisseur régulier de l'Armée de terre puis remporta d'importants marchés avant la Seconde Guerre mondiale pour équiper les troupes françaises. La chenillettes Renault UE fut commandée à partir de 1932 à plus de 5 000 exemplaires pour fournir un soutien logistique sous blindage, les automitrailleuses de reconnaissance AMR 33 (121 exemplaires) et AMR 35 (200 exemplaires) en 1932 et 1935 pour assurer la reconnaissance des divisions légères mécaniques (1re DLM, 2e DLM et 3e DLM).
Plusieurs chars de combat furent mis en production, les chars moyens Renault D1 (160 exemplaires) et D2 (100 exemplaires) en 1932 et 1936, le char lourd B1 en 1935 dans le cadre d'un consortium (182 sur 369 produits), tous les trois destinés aux régiments de chars de combat, et le char léger Renault R35 en 1936 (environ 1 540 exemplaires), suivi du modèle amélioré Renault R40 (155 exemplaires), chargés d'accompagner l'infanterie.
Cette activité plaçait la firme Renault comme le premier constructeur français de blindés (2 153 chars sur environ 3 800 livrés à l'armée française), devant Hotchkiss, et de véhicules d’accompagnement et de soutien (5 000 sur 12 500), devant Citroën.
À la suite d'un important effort industriel, la production de chars en France atteignait plus de 150 exemplaires par mois entre janvier et juin 1940 (moyenne de 50 par mois en 1938, 120 par mois en 1939), à comparer aux 60 construits chaque mois en Grande-Bretagne et 120 dans le troisième Reich (Allemagne et Tchécoslovaquie). Renault livrait ainsi en mai 1940 plus de 250 chars.

###### Installations de production
L'organisation industrielle comprenait les usines de Billancourt, où étaient produits les composants mécaniques, et d'Issy-les-Moulineaux, chargée de l'assemblage des blindés. Les sites de Berliet (Lyon) et Fouga (Béziers) assemblent à partir de 1937 les chenillettes UE.
Le site d'Issy-les-Moulineaux fit l'objet d'une nationalisation en 1936 (Ateliers d'Issy-les-Moulineaux ou AMX). Renault acquit en 1939 une ancienne fabrique de tracteurs au Mans (Société des usines de Pontlieue), pour construire des organes mécaniques de chenillettes UE à partir de l'hiver 1939, les assembler en mai 1940 et fournir les suspensions du char R 40.
L'usine Renault de Billancourt fournit jusqu'en avril 1940 les organes mécaniques plus rapidement que n'étaient assemblées les chenillettes, le retard se résorbant en mai 1940.

###### Développements à l'étranger

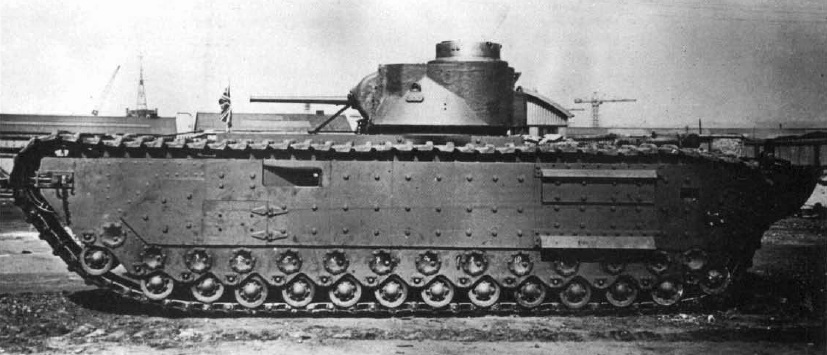
A20 Infantry Tank.

Louis Renault et Henry Potez se déplacèrent en 1939 en Grande-Bretagne, pour organiser un effort de production conjoint. Les états-majors de France et de Grande-Bretagne coopérant depuis 1938, les Français avaient découvert les lacunes de leur allié en termes de chars lourds. Cela permit de lancer le char A20, futur Churchill, très influencé par le Char B1 bis. La livraison de ce dernier comme « char interallié » aux Anglais était planifiée à partir de juin 1940, avec le transfert de plaques de blindage anglais pour augmenter la production. Cependant, la débâcle du Corps expéditionnaire britannique pendant la bataille de France montra que ce type de char n’était plus adapté au nouveau visage de la guerre, et le projet du « A20 char de forteresse » en français fut abandonné. La conception d'un nouveau modèle, le A22 Infantry Tank Mark IV Churchill, fut confiée à Vauxhall Motors.
Louis Renault partit aux États-Unis en mai 1940 avec des missions techniques militaires, ce pays apparaissant comme le dernier recours devant la perte du nord de la France et de ses industries. Il était chargé d'implanter des installations de production de chars au profit de l’armée française et rencontra Franklin Delano Roosevelt, ainsi que Henry Morgenthau, pour obtenir leur appui.

##### Véhicules de transport
Les capacités de production de Renault placèrent cette société au premier plan durant le réarmement des armées françaises. Leur équipement nécessitait 430 000 véhicules de transport sous les drapeaux au printemps 1940 (camions, camionnettes et véhicules légers). Ce plan fut réalisé principalement par réquisition, mais demandait à compléter et renouveler ce matériel pour soutenir l'effort de guerre. Il était prévu la sortie de 100 400 véhicules durant l'année 1940.
Un programme théorique de production fut établi en septembre 1939, après consultation des constructeurs français par la Section de l'armement et des études techniques. Le plan prévoyait un total de 7 145 véhicules par mois au quatrième mois de mobilisation, la mise en place fut plus lente mais la production atteignit 8 300 véhicules par mois en mai 1940. La firme Renault devait produire théoriquement chaque mois 600 camions de plus de 5 tonnes, 400 camions de 4,5 à 3,5 tonnes, 600 camionnettes de 1,5 tonne, 300 véhicules sanitaires légers et 750 lourds, soit un total de 2 650 véhicules.
Cela plaçait Renault à la première place devant la marque Citroën (2 200 véhicules mensuels) et provoqua une citation à l'ordre de l'Armement des usines Renault par le ministre Raoul Dautry, le 3 juin 1940.
Les livraisons aux armées atteignaient 16 668 exemplaires entre septembre 1939 et juin 1940, soit une moyenne de 2 080 véhicules par mois, ses cadences se réduisant en 1940 pour réaffecter les moyens industriels aux blindés.
| Mission                              | Type                                                             | Livraisons |
| ------------------------------------ | ---------------------------------------------------------------- | ---------- |
| Emploi général                       | Camionnettes AGC, Camions 3,5/4 t AGR bâchés et AGT, 4,5/5 t AGK | 7797       |
| Citerne                              | Camions 4,5/5 t AGK                                              | 420        |
| Atelier                              | Camions 4,5/5 t AGK                                              | 38         |
| Porte-canons et tracteurs            | Camions 4,5/5 t AGK/AGR                                          | 176        |
| Fourgons et camions radio            | ADH, AGT et AGC 3                                                | 781        |
| Sanitaire léger                      | AFB                                                              | 2087       |
| Sanitaire lourd                      | AGC 3                                                            | 3079       |
| Ravitaillement (viande)              | AGC 3                                                            | 1936       |
| Fourgon prévôté                      | AGR et AGC                                                       | 374        |
| Transmissions Armée de l'Air         | AGR et AGK                                                       | 215        |
| Tracteur de ravitaillement pour char | 36 R                                                             | 260        |
| Total                                |                                                                  | 16 668     |

##### Avions
La société anonyme des avions Caudron, filiale de Renault, se vit confier d'importantes commandes militaires d'avions.
L'appareil de liaison Caudron Simoun fut commandé à 630 exemplaires par l'Armée de l'Air dans sa version 635 et 500 furent livrés. Le bimoteur de transport Caudron C.440, dans sa version C.445 produit à plus de 1 000 exemplaires, fut adopté par l'Armée de l'Air et l'Aéronavale sous le modèle C.445M.
Le chasseur Caudron C.714 fit l'objet d'une commande de 120 exemplaires par l'Armée de l'Air, diminuée par la suite devant certaines déficiences de l'avion.

#### Positions de Louis Renault
Louis Renault, proche des Croix-de-feu du colonel de la Rocque puis de la Cagoule, prône l’« entente » franco-allemande et combat systématiquement l’effort de guerre qui l’avait tant enrichi durant la Première Guerre mondiale. Selon lui, désormais « on ne peut plus gagner d’argent qu’en fabriquant des véhicules de tourisme ». Il s’entretient avec Hitler le 21 février 1935 à la Chancellerie du Reich, et déclare : « Une guerre économique entre la France et l’Allemagne n’aurait d’avantages que pour l’Angleterre et l’Amérique », puis le rencontre à nouveau en 1938 et en février 1939. Selon le Journal officiel du 17 janvier 1945, « les livraisons fournies par la Société Renault à l’armée française s’étaient montrées notoirement insuffisantes pendant les années qui ont précédé la guerre »,.

### La Seconde Guerre mondiale
Durant le second conflit mondial, la France est occupée par l'armée allemande et les usines Renault collaborent activement à l'effort de guerre allemand. La réparation des chars allemands et la conversion de chars français pour la Wehrmacht commence en août 1940. Après la Libération, Louis Renault soutiendra la thèse d'une réquisition allemande. Cette réquisition est cependant issue des propositions qu'il leur formula dès juillet 1940.
Outre la réparation des tanks allemands, les usines Renault produisent dès 1941 des camions et des tanks pour la Wehrmacht. Au printemps 1941, les informateurs des services de renseignements gaullistes décrivent des usines tournant à plein régime, et demandent leur bombardement pour paralyser l’appareil de guerre allemand. Ils y recensent Renault comme entreprises « travaillant pour les Allemands » et produisant voitures de tourisme, camions et tanks.

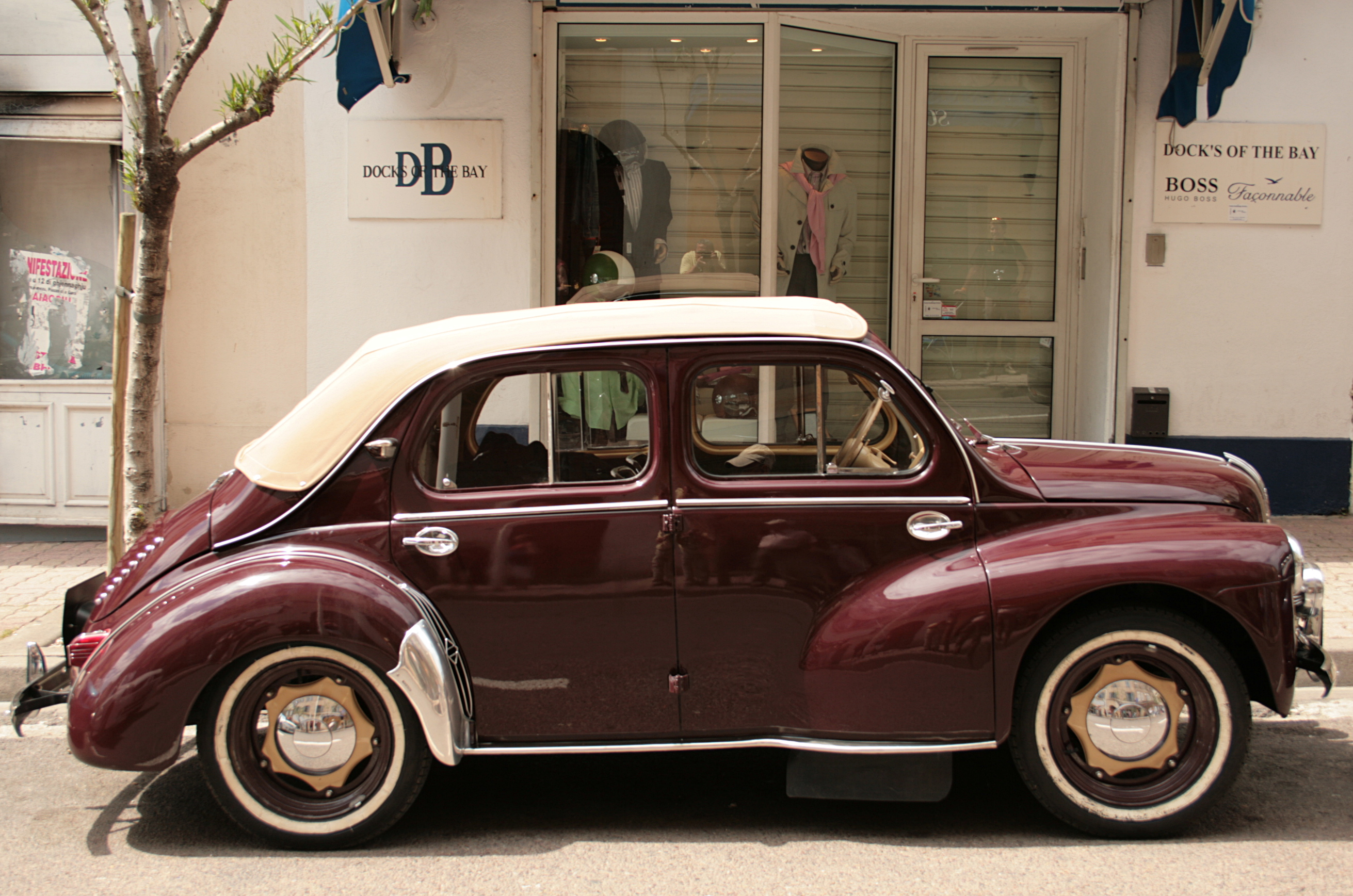
Renault 4CV, 1946.

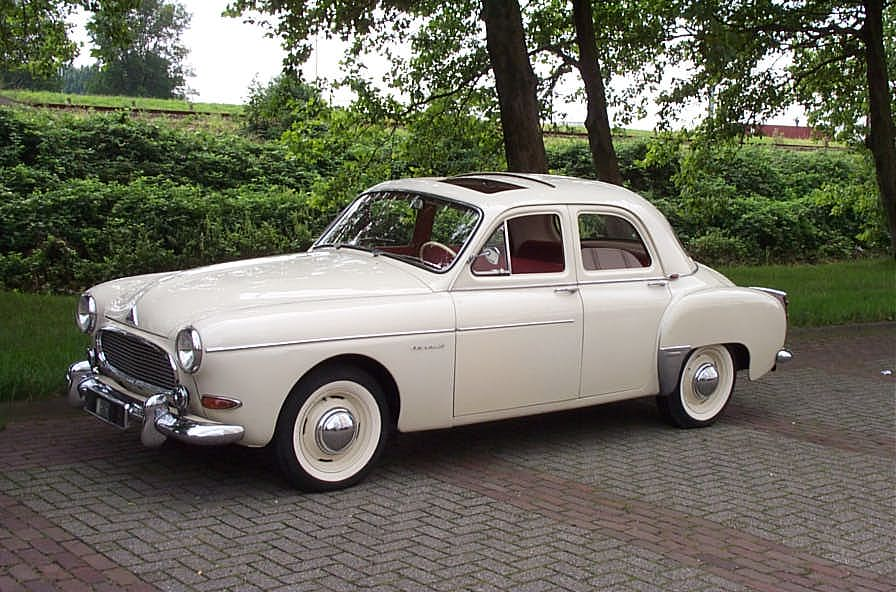
Renault Frégate, 1951.

Les livraisons sont freinées par les bombardements de l'aviation alliée sur les usines du Mans et de Billancourt. Après le bombardement du 3 mars 1942, le gauleiter Sauckel exprime « son admiration pour l’effort exceptionnel fourni par l'entreprise Renault ». Le coût des bombardements industriels est remboursé par le gouvernement de Vichy au titre des frais d’occupation. Pour surmonter les effets des bombardements, Renault entame la construction d'usines souterraines dans d'anciennes carrières aménagées à Carrières-sous-Bois (entre Maisons-Laffitte et Saint-Germain-en-Laye).

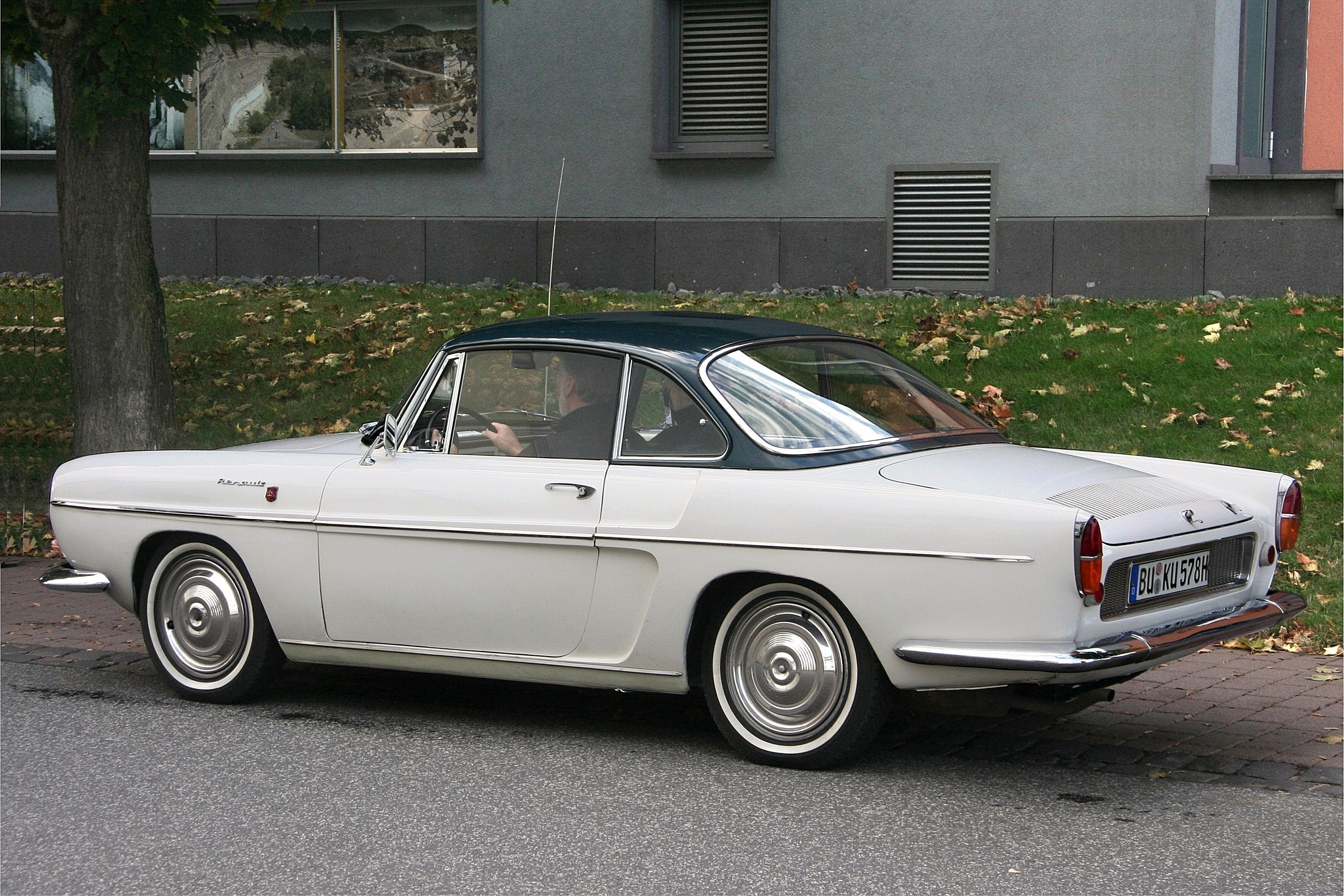
Renault Floride, 1958.

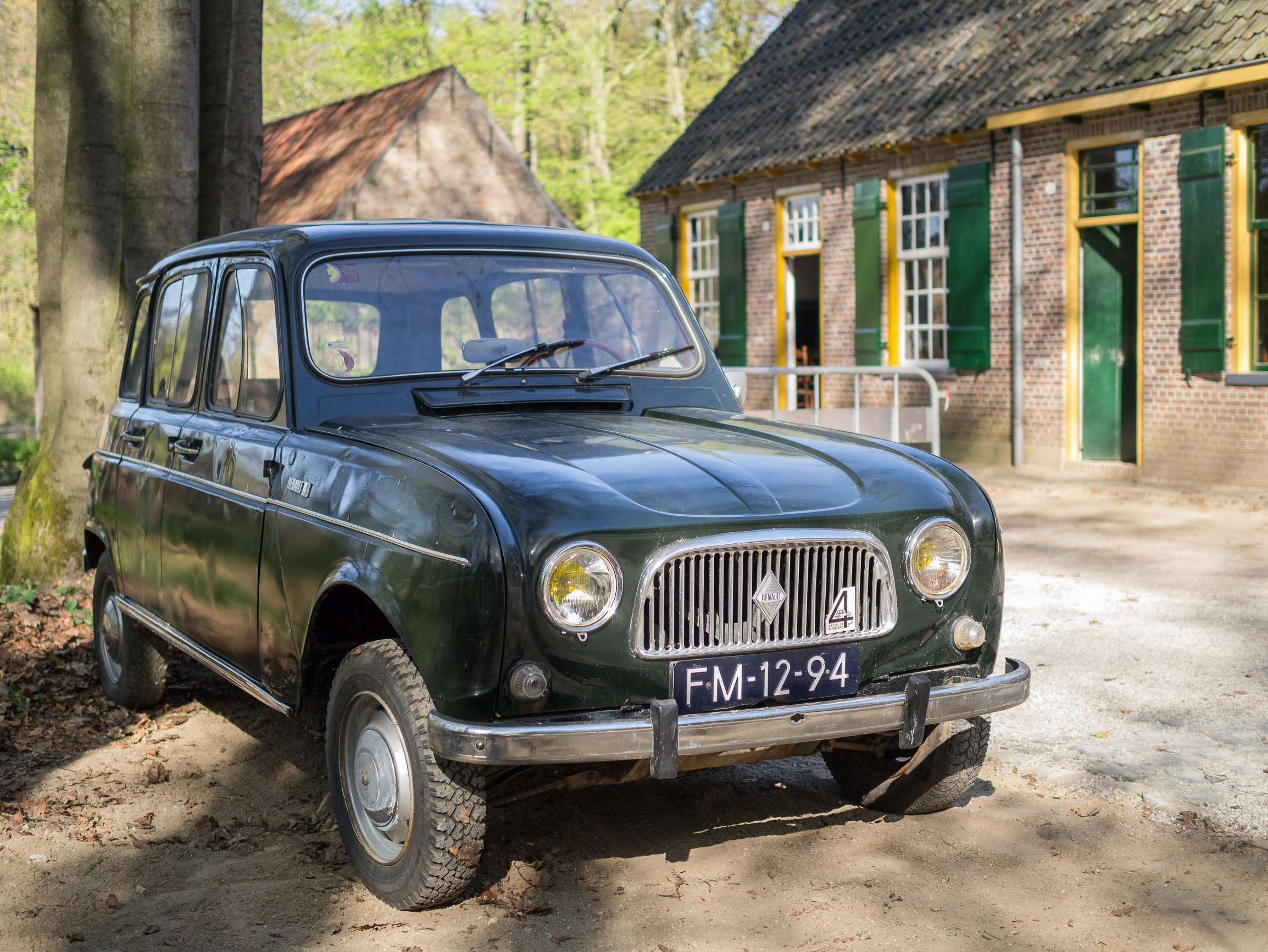
Renault 4L, 1961

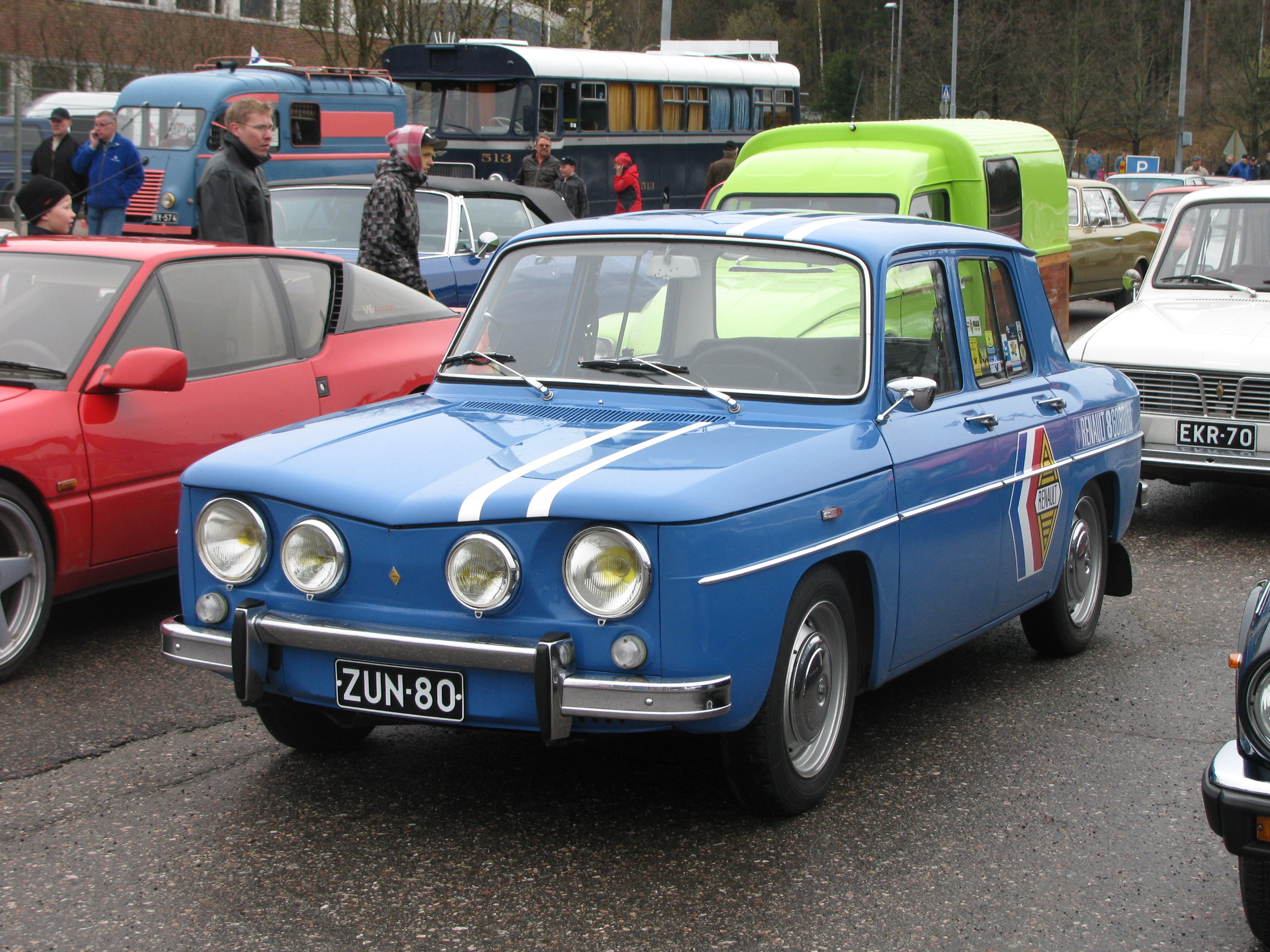
Renault R8 Gordini, 1964, la première sportive, typée « GTi ».

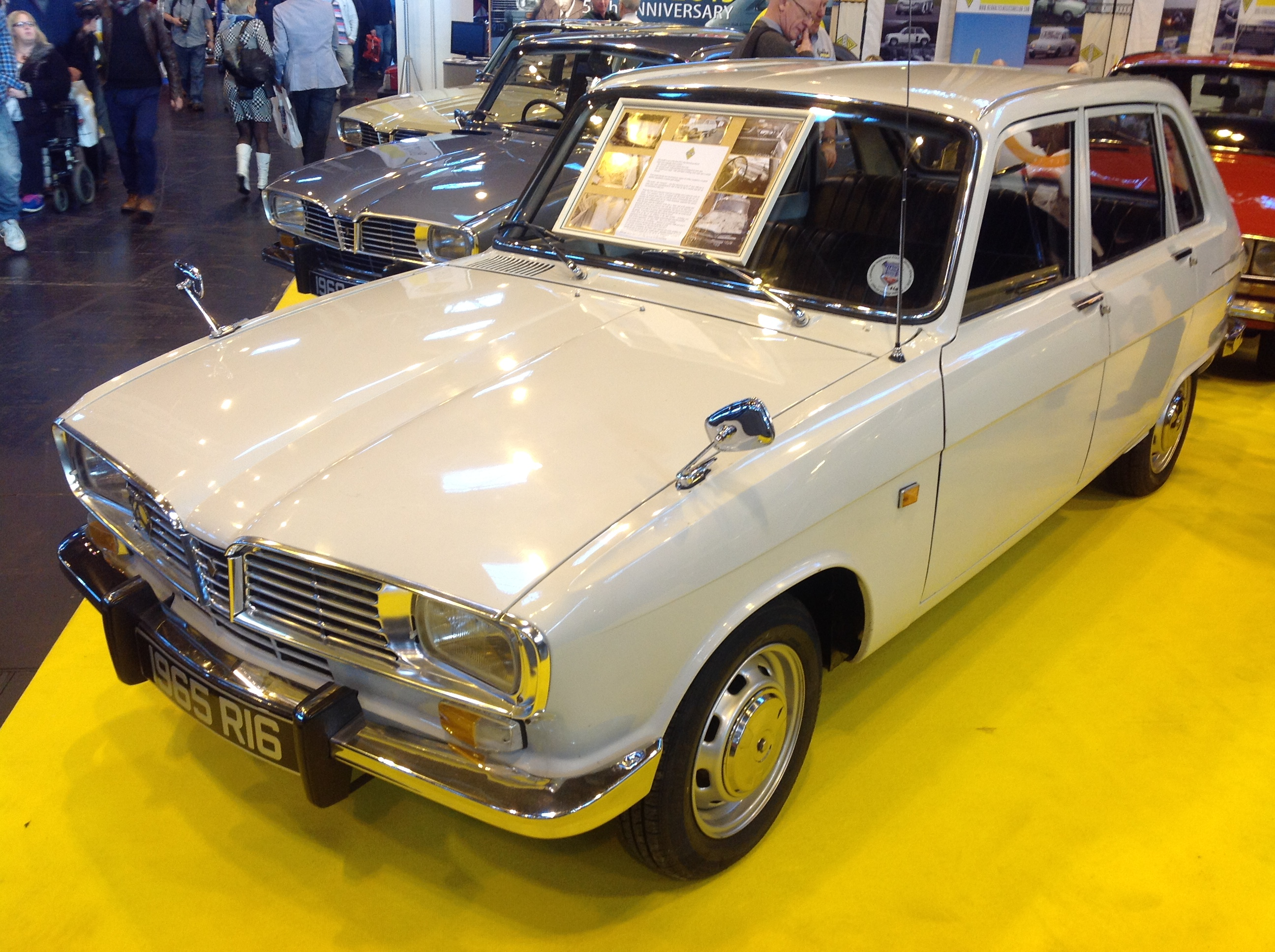
Renault 16, vainqueur, en 1966, du trophée européen de la voiture de l'année.

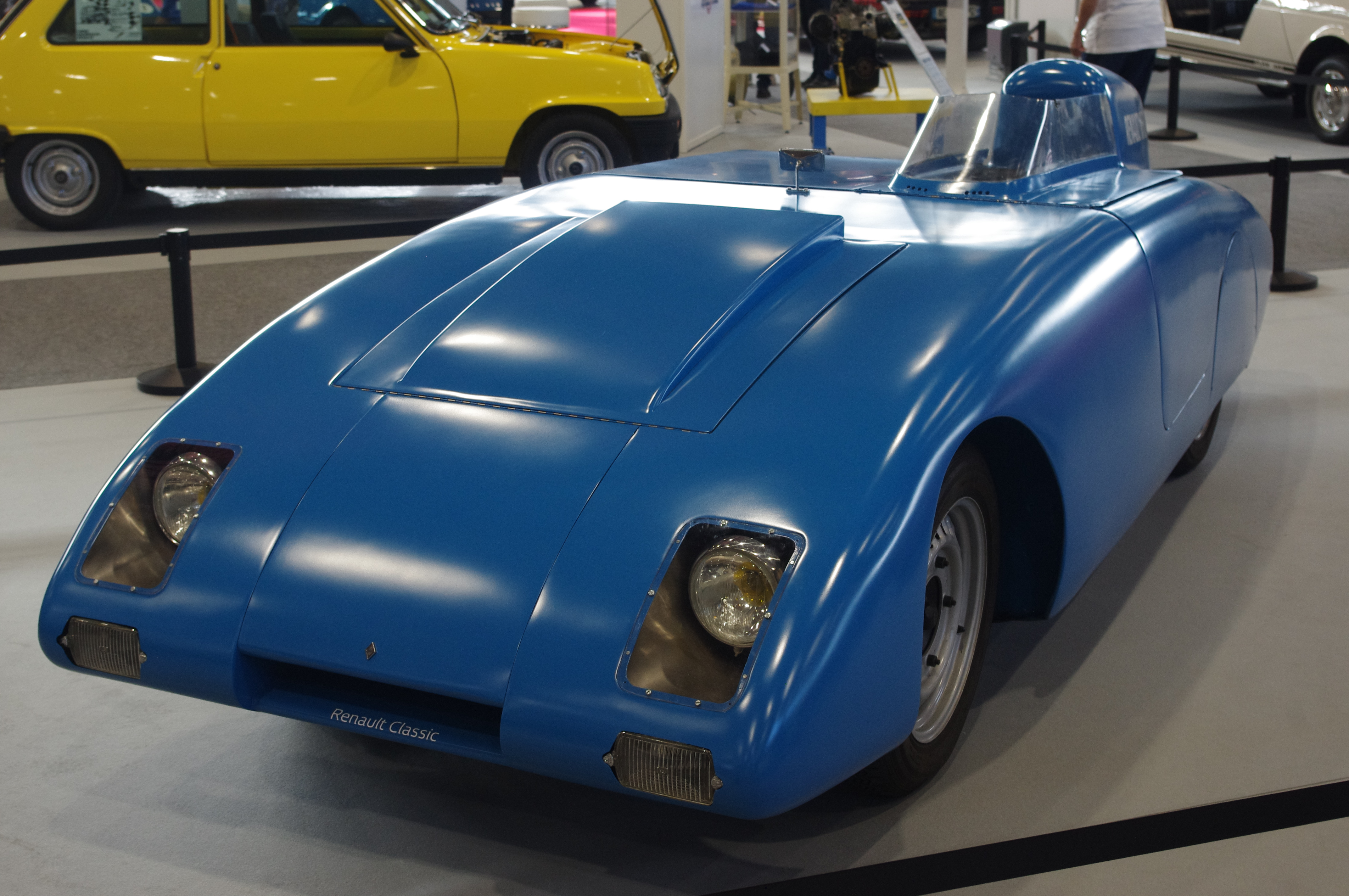
Renault Riffard Tank 4cv, homologuée en 1956, et destinée à battre le record du monde en 750cc. Elle est présentée au salon Epoqu-Auto Lyon 2019

### De 1944 à 1968
À la Libération en 1944, Louis Renault est arrêté comme collaborateur et meurt en prison avant son procès. Selon sa famille, l'industriel serait mort des suites de mauvais traitements que lui auraient fait subir ses gardiens. D'après l'historien Alain Decaux, une autopsie aurait révélé que sa nuque aurait été brisée, laissant supposer un meurtre. Toutefois, selon les documents aujourd'hui ouverts à la recherche et selon l'historien américain Herbert R. Lottman, le décès est la suite de la maladie dont il souffrait déjà au moment de son arrestation. Ses usines sont saisies par le gouvernement provisoire et nationalisées le 15 janvier 1945 sous le nom de Régie Nationale des Usines Renault. Pierre Lefaucheux, jusqu’alors l'administrateur provisoire, devient le premier directeur général.
La petite 4CV conçue par Fernand Picard et Charles-Edmond Serre, à moteur arrière relance la Régie dès 1946. Elle tira son épingle du jeu, mais seulement en France, face aux Fiat 600 italiennes, Coccinelle allemandes et Morris Minor anglaises. Renault en produit plus d’un million jusqu'à l'arrêt en 1961 alors que ses concurrentes ont toutes dépassé les deux millions d'exemplaires.
En 1951, un modèle haut de gamme, la Frégate, est lancé sur le marché. Après quelques problèmes techniques dus à une mise sur le marché trop rapide, la Frégate devient une automobile sûre, dotée d'une excellente tenue de route et d'un excellent freinage. Elle est déclinée en plusieurs versions (affaire, amiral, grand pavois) et carrosseries (berline, cabriolet et break). Elle tire sa révérence en 1960 fortement concurrencée depuis 1955 par la Citroën DS. C'est cependant un échec commercial.
En 1956 paraît la Dauphine, un modèle automobile fabriqué dans l'usine de Flins (Yvelines) à partir de mars 1956 jusqu'en 1967. La voiture fut conçue par le bureau d'études Renault dans les années 1950 pour épauler la 4CV. Cette voiture fut la plus vendue en France de 1957 à 1961.
À partir de 1961, la Renault 4 à traction, couramment appelée 4L est une petite voiture populaire de grande diffusion de conception simple et pratique. En France, la Renault 4 fut en tête des ventes dès 1962.
En 1962, le mythique « moteur Cléon-Fonte » conçu par l'ingénieur René Vuaillat apparaît sous le capot de Renault Floride S et la Renault 8. Ce quatre cylindres aura animé des générations de modèles, passant au fil des ans de 956 à 1 565 cm3, de la Floride à la Twingo en passant par la Renault 11 Turbo et la Renault 5 Turbo 2. Ce moteur est réputé pour sa robustesse et sa longévité.
Renault essaye de relancer sa gamme supérieure par une coopération avec American Motors Corporation, qui conduit à l'assemblage dans les usines Renault de Haren, en Belgique, entre 1962 et 1967 d'une Renault Rambler, très « américaine », qui est un échec commercial. D'autres Renault Rambler, les Classic et Ambassador, sont produites par IKA Renault en Argentine dans l'usine Santa-Isabel de Córdoba jusqu'en 1972.
En 1962, est également lancée la Renault 8, grande sœur de la 4CV avec son moteur à l’arrière, qui aura des succès en rallye avec la Renault 8 Gordini. La R8 - Gordini est considérée comme précurseur des « GTi »,, ou du moins est la première compacte ayant des performances sportives pour un tarif de voiture de série. La Renault 8 Gordini 1300 de 103 ch, proposant des accélérations détonantes pour l'époque et atteignant 175 km/h, devance ainsi d'une douzaine d'années la sortie de ses premières concurrentes.
En 1965 sort la Renault 10, une « grosse » Renault 8.
À partir de 1965, à la suite du succès de la R4, pour son nouveau modèle de haut de gamme Renault abandonne aussi la propulsion arrière pour adopter la traction avant et l'équipe d'un hayon arrière : la R16 est élue Voiture de l'année en Europe en 1966. Ce succès innovant impose cette technologie et ce style de carrosserie, qui deviennent ensuite majoritaires dans la production de la plupart de ses concurrents européens, et aujourd'hui encore.

### La grève de 1968 et ses conséquences
Cette grève historique est la suite logique d'une montée des luttes sans précédent en 1967.
La grève de 1968 commence le 15 mai aux usines Cléon puis le 16 mai à Billancourt. Renault est alors occupé par ses ouvriers dont de nombreux immigrés OS. La lutte dépasse le cadre strictement économique : on parle de « gouvernement populaire » et d'« autogestion ».
À Billancourt, malgré des tentatives de débordement par des militants d'extrême gauche, la CGT parvient à mener la grève pendant un mois (33 jours, 34 nuits) en évitant les multiples provocations et dans la « dignité » avec, comme premier secrétaire du syndicat, Aimé Halbeher âgé alors de 32 ans. Les militants CGT qui animent cette grève sont pour la plupart des ouvriers qualifiés issus de l'école d'apprentissage de la Régie Renault d'après-guerre et politiquement proches ou membres du PCF.
Le 17 juin, à Billancourt comme dans les autres usines du groupe, à l'appel de la CGT et de la CFDT, les ouvriers votent majoritairement la reprise du travail.
Les acquis sociaux et les droits syndicaux conquis en 1968 et dans les années qui suivirent sont importants et resteront une référence pour le mouvement social.
La force de ce mouvement, avec les grands meetings de l'île Seguin réunissant des milliers de travailleurs, attirera pendant quelques années des groupes d'extrême gauche espérant y trouver un terrain propice pour développer leurs idées et leurs actions.

### Années 1970-1980

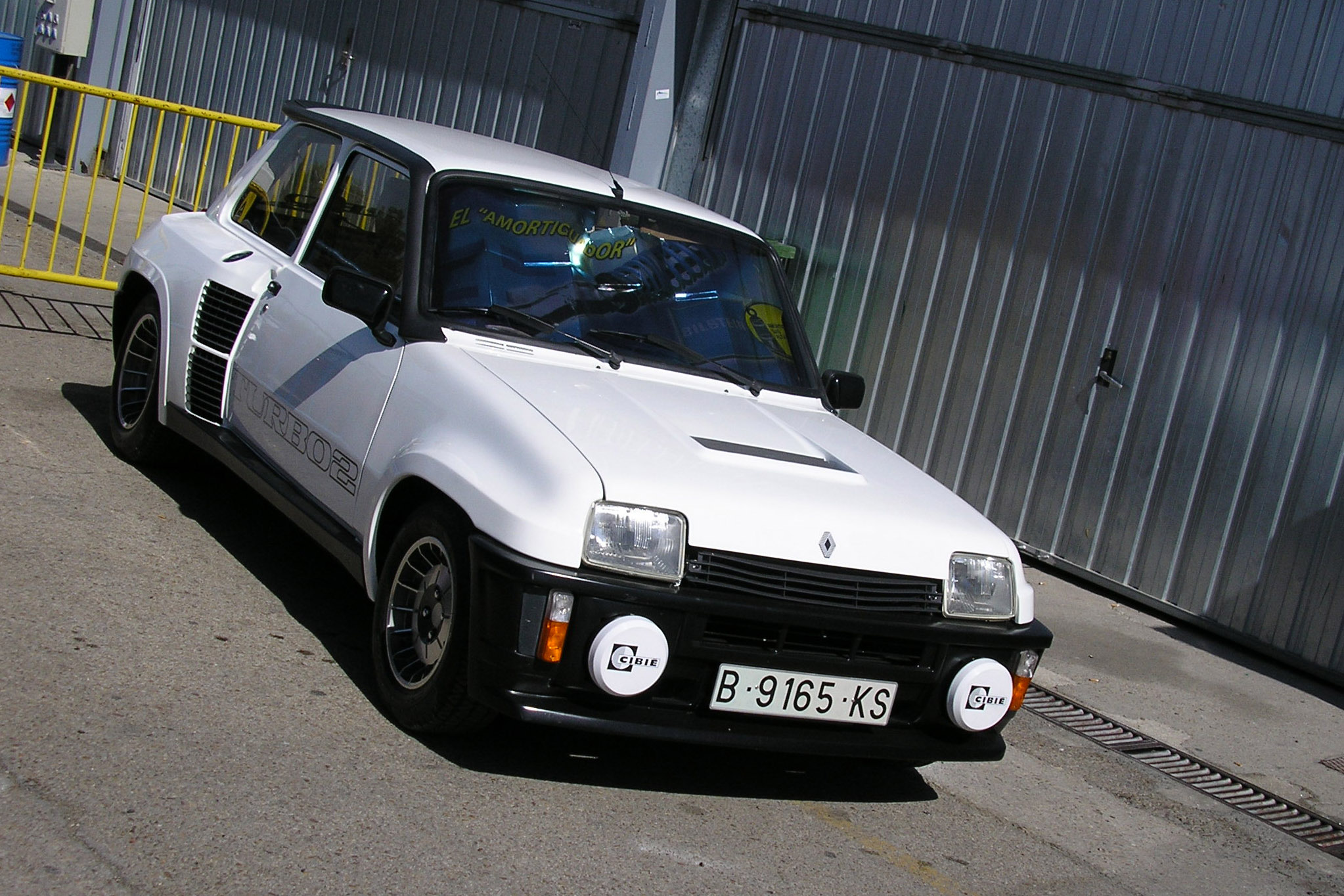
Renault 5 Turbo 2.

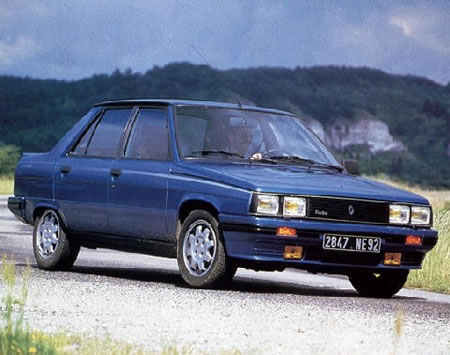
Renault 9 Turbo. La Renault 9, vendue aux États-Unis sous le nom de Renault Alliance, elle fut élue Voiture de l'année aux États-Unis en 1983 par Motor Trend.

Les militants maoïstes de la Gauche Prolétarienne s'installent aux usines de Flins et Billancourt et le début des années 1970 voit l'agitation continuer. Les affrontements entre la Gauche Prolétarienne et les vigiles de Renault se multiplient. En 1972, un militant maoïste, Pierre Overney, est tué par un des vigiles de l'entreprise, Jean-Antoine Tramoni. Le vigile sera jugé en 1973 et abattu par les NAPAP, réseau maoïste clandestin de la Gauche prolétarienne, le 23 mars 1977.
Dans les années 1980, un groupe issu de la Gauche prolétarienne participe à la création d'Action directe, qui assassinera le 17 novembre 1986 le président de Renault, Georges Besse, à la fois parce qu'il avait procédé à d'importants licenciements lors du désastre financier du début des années 1980 et en tant que représailles pour l'assassinat de Pierre Overney.
L’année 1972 est l’année de la commercialisation de la Renault 5. Jusqu’en 1984, son succès est inégalé : avec 5,5 millions de véhicules produits, la R5 sera la voiture française la plus vendue pendant douze années consécutives.
En 1973, Renault prend une participation majoritaire dans Alpine.
AMC doit s'allier à Renault USA en 1979. Mais face aux difficultés du groupe français, AMC fut revendu à Chrysler le 2 mars 1987.
Le 13 février 1980, Renault dépose le brevet du dispositif de répartition de freinage à adhérence totale, inventé par l'ingénieur René Vuaillat.
Les Renault 9 et 11 sont des modèles charnières pour Renault car elles inaugurent une nouvelle base technique qui sera utilisée sur de nombreux modèles. En effet, leur châssis est réutilisé sur les Renault 19, Mégane I et Scénic I et dérivé pour les Super 5, Express, Clio I, Clio II, Kangoo I et Twingo II. Les Renault 9 et Renault 11 sont les premières voitures à utiliser un moteur Renault en position transversale, ce qui donnera naissance aux boîtes de vitesses JB qui équiperont encore la Twingo II. Les « moteurs F » apparus sur les Renault 9 et Renault 11 équiperont encore la Mégane III notamment avec le F4RT sur la Mégane III RS.

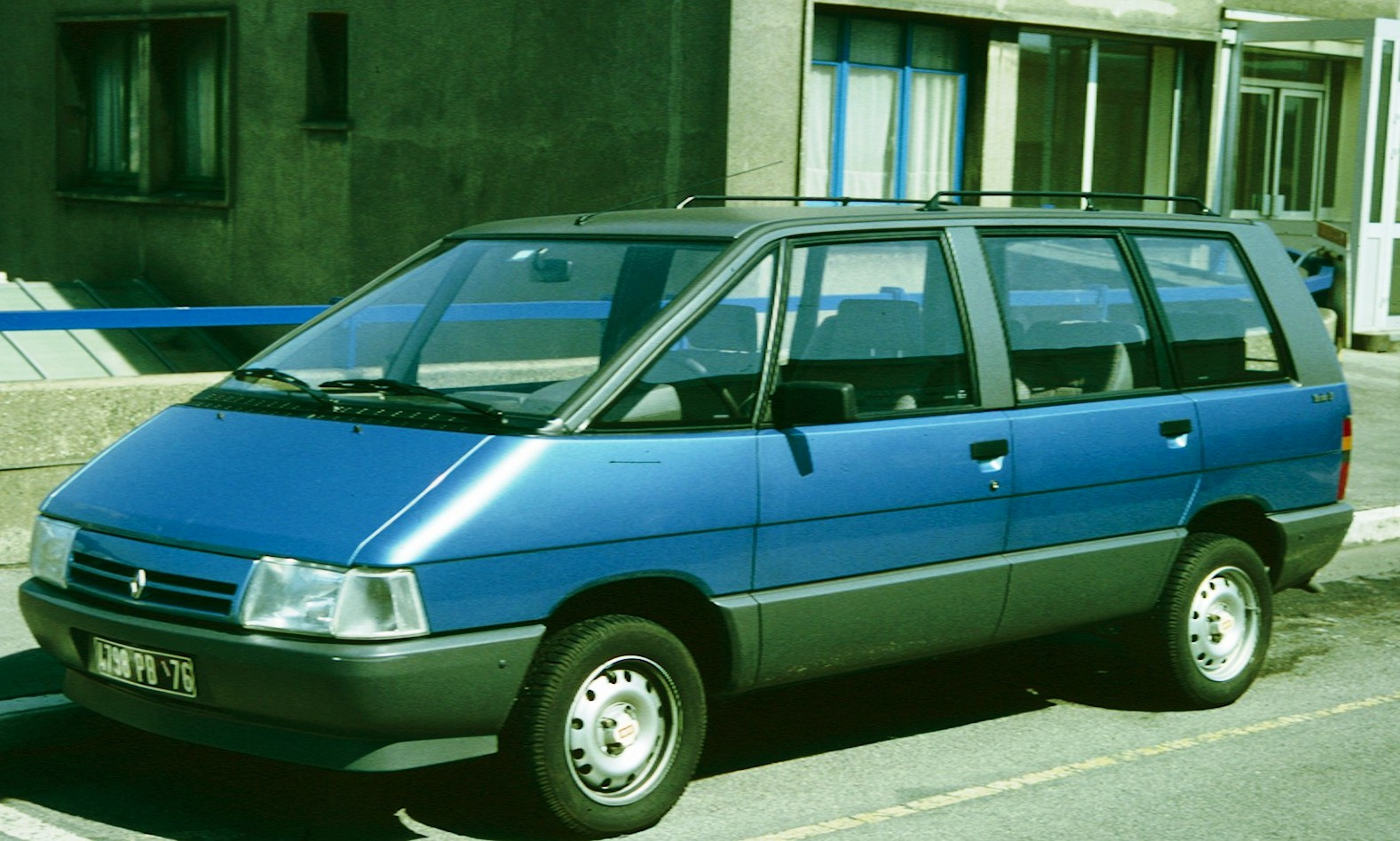
Renault Espace concue en collaboration avec Matra

En 1984, le lancement du Renault Espace popularise en Europe le style du monospace, qui sera un grand succès, l'Espace étant produit et remis au goût du jour au fil des années. À la sortie de sa l'Espace V en 2014, soit 30 ans après le lancement du premier modèle, il s'était vendu 1 245 000 unités.
La même année, la Renault 25 est lancée, seule berline haut de gamme de Renault ayant connu un grand succès. Alors que la Frégate s'était vendue à 180 000 exemplaires, la R25 se vendra à 780 000 ; son successeur dans cette gamme, la Safrane se vendra deux fois moins, et la Vel Satis dix fois moins que la R25.

### 1986 - 1990: La privatisation
En 1986, Raymond Lévy, après l'assassinat de Georges Besse par le groupe terroriste Action directe, assume la direction de Renault et prépare sa privatisation.
En 1990, la régie Renault change de statut et devient une société anonyme à capitaux d'État par l'adoption de la loi du 4 juillet 1990 avec des restrictions du contrôle étranger. Volvo acquiert une participation de 20 % après de tumultueux échanges. Le 17 novembre 1994, Renault est effectivement mise en bourse et à cette occasion, Volvo cède 12 % du capital et l'État diminue sa part de 80 % à 53 %. Il faudra attendre juillet 1996 pour voir Renault effectivement passer dans le secteur privé à la suite d'une cession par le gouvernement de 6 % du capital au noyau dur des actionnaires, essentiellement des banques et groupes d'assurance français, par le biais d'une vente de gré à gré.

### Années 1990: Consolidation de l'industrie

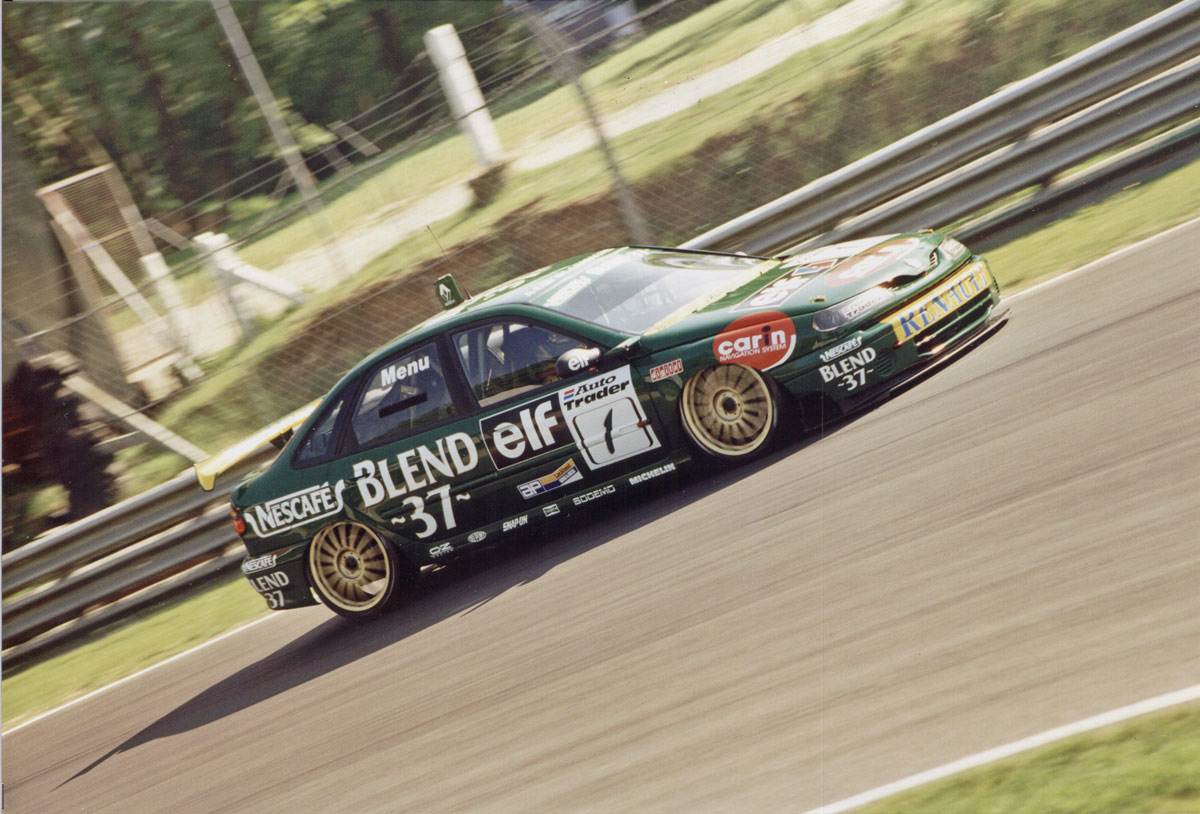
Alain Menu au bord de la Renault Laguna I au BTCC 1998.

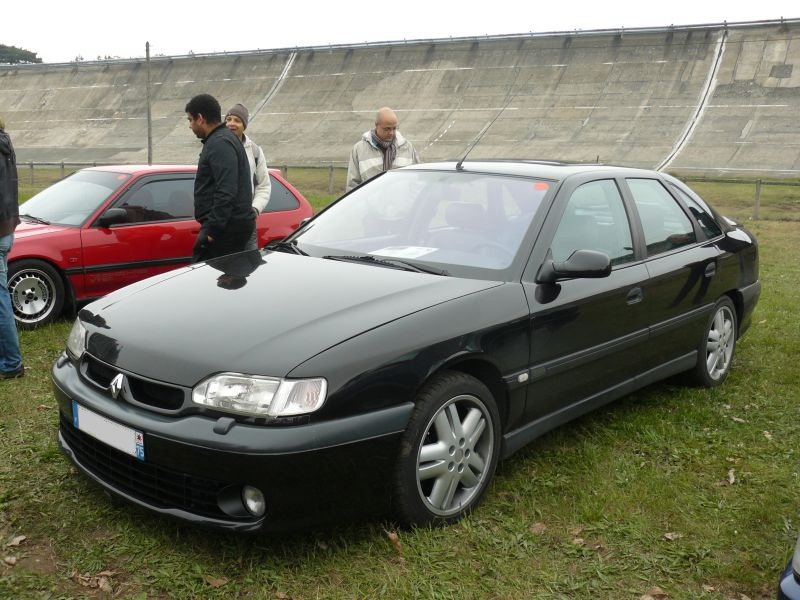
Renault Safrane.

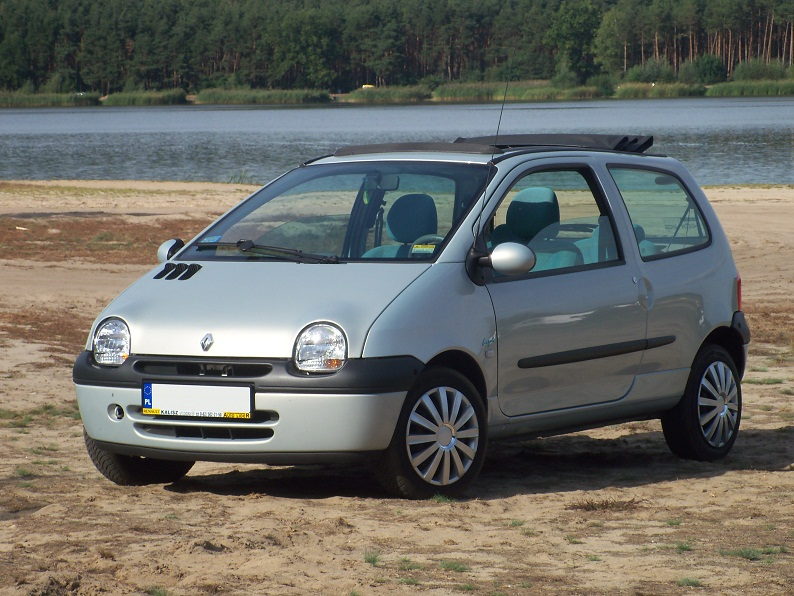
La Renault Twingo I (1992).

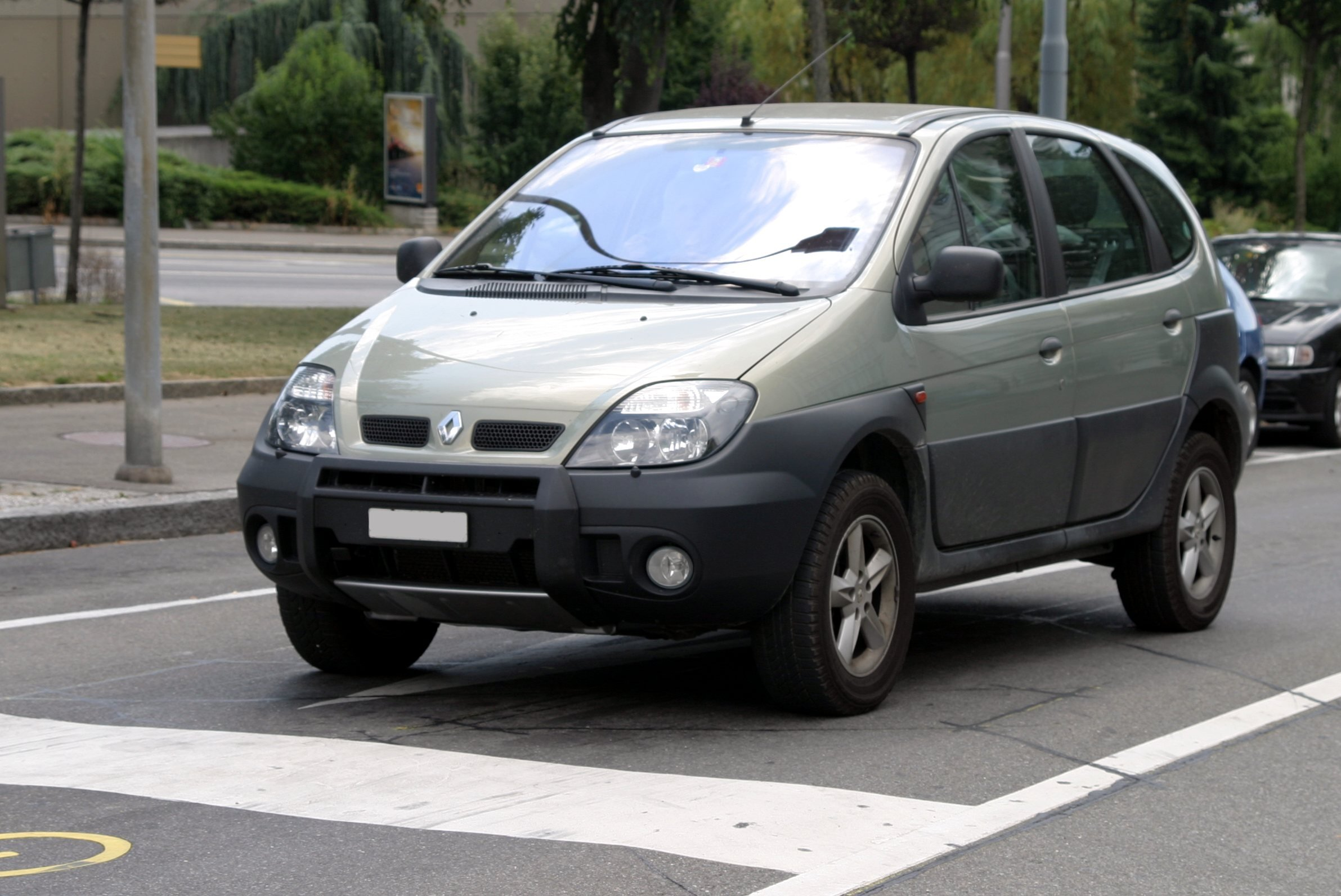
La Renault Scénic, Voiture de l'année en Europe en 1997, a proposé une version SUV nommée RX4, dès l'an 2000.

Le secteur automobile entame dans les années 1990 un mouvement de concentration. Rachats de marques, fusions : les groupes se mondialisent et cherchent à étendre leur gamme et à augmenter leurs volumes de production, gage d'une rentabilité plus constante.
Alors que la privatisation de Renault se prépare pour 1996, Louis Schweitzer multiplie les contacts avec les autres constructeurs pour donner à Renault la dimension mondiale qui lui manque. Ainsi, Renault rachète le petit constructeur coréen Samsung Motors en 1990, qui devient Renault Samsung Motors et est détenu à 80% par Renault. Puis, en septembre 1993, le Groupe Renault et la société Volvo AB annoncent leurs fiançailles. Les complémentarités sont là : Volvo est solidement implantée aux États-Unis, tandis que Renault est fort en Amérique Latine ; en outre, la fusion des filiales « poids lourds » des deux groupes donnerait naissance à un champion mondial. Mais le 2 décembre 1993, Louis Schweitzer et son collègue suédois Pehr Gyllenhammar doivent annoncer l’échec du mariage, à la suite d'une rébellion du management supérieur et de la majorité des actionnaires du Suédois. Pour une large part, cet échec relève de la non prise en compte de l’aspect humain et culturel. Les Suédois sont attachés à leur culture participative et ont très vite été choqués par ce qu'ils perçoivent des Français : peu ouverts au dialogue, et désireux d'imposer leurs solutions. Louis Schweitzer tiendra compte de cet échec dans la mise au point de l'Alliance avec Nissan et il fera tout pour ménager les susceptibilités japonaises lors des négociations et de l'accord qui interviendra 6 ans plus tard.
En 1999, après avoir échoué à racheter le constructeur tchèque Škoda, qui est acquis par le groupe Volkswagen, Renault prend le contrôle du constructeur roumain en difficulté Dacia, afin de produire un véhicule d'entrée de gamme économique (« la voiture à 30 000 francs »). Malgré les doutes et les critiques reçues initialement, cette aventure est rapidement un succès commercial.
Conscient de ses faiblesses dans la gestion quotidienne, Louis Schweitzer a recruté comme numéro deux Carlos Ghosn, chargé de mener à bien la réduction des coûts. Cette époque est marquée par la fermeture de l'usine belge de Vilvorde et une large délocalisation de la production de Renault hors de France, particulièrement en Turquie où l'usine de Bursa devient un composant majeur du dispositif industriel de Renault. Carlos Ghosn fera par la suite merveille au Japon, où il sera envoyé par Louis Schweitzer pour rationaliser la gestion du constructeur japonais, à commencer par les achats.
L'ADAM, association de défense des actionnaires minoritaires, présidée par Colette Neuville, est intervenue pour critiquer les modalités de la fusion entre le constructeur français et Nissan, trop favorables au japonais selon elle.

### Expansion des années 2000
Dans sa conquête des pays en fort développement économique, Renault a également investi dans Avtoframos et dans le coréen Samsung Motors qui donnera naissance à Renault Samsung Motors. Pour accroître sa présence dans les marchés émergents considérés comme porteurs, Renault envisage la construction d’usines en Iran, en Colombie et au Maroc. En 2004, la filiale de Renault en Roumanie, Dacia, présente sa « berline à 5 000 euros », la Logan, que le groupe voudrait produire à un million d'exemplaires par an à l'horizon 2010. Cette même voiture est commercialisée en France à 7 600 euros. En novembre 2004, le PDG de Renault a annoncé son intention de faire de l'implantation du groupe en Corée du Sud un point d'appui pour son expansion en Asie, notamment celle de Renault Chine.

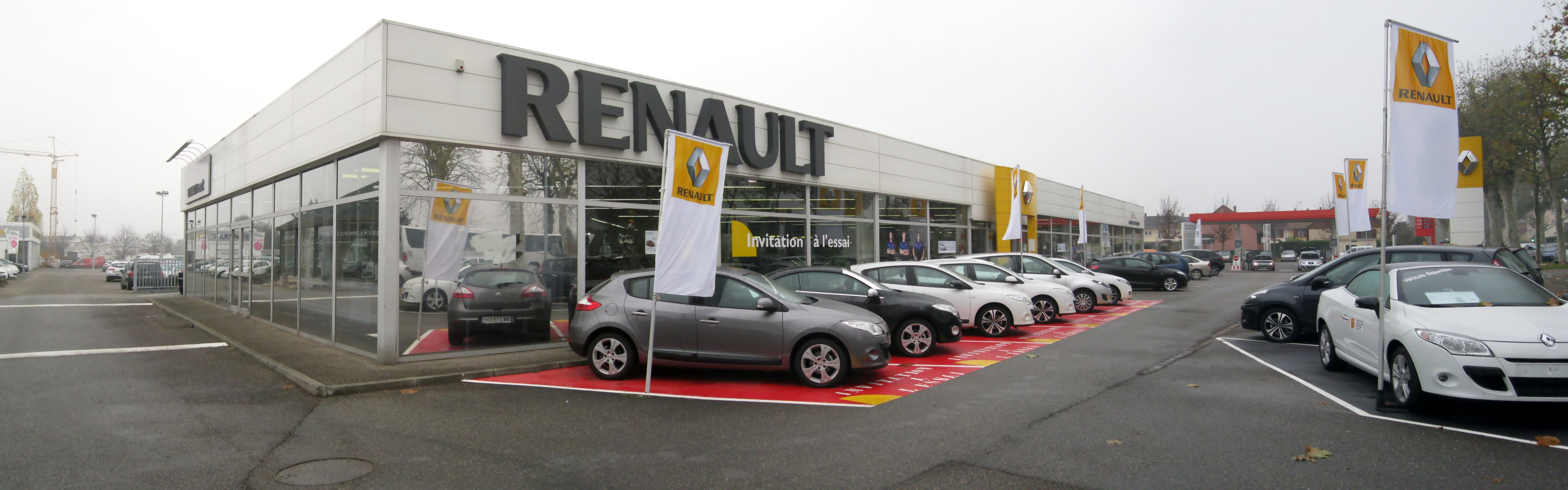
Un concessionnaire Renault à Colmar.

Début juillet 2006, des discussions pour envisager une nouvelle alliance entre Renault-Nissan et General Motors sont engagées mais le projet est rapidement abandonné.
Le 8 décembre 2007 a été annoncé un accord entre Renault et le constructeur russe Lada-AvtoVAZ visant à la prise de participation de Renault à hauteur de 25 % + 1 action (via une holding commune avec l'actionnaire russe actuel, Rosoboronexport). Renault, au travers de ce partenariat, s'est engagé :
- à accélérer la croissance d’AvtoVAZ et de renouveler et élargir sa gamme de véhicules ;
- à développer Lada dans le respect de son identité, l'objectif étant de renforcer sa position sur le marché russe ;
- à échanger son expertise et savoir-faire technique[87].

En outre, l'outil industriel basé à Togliatti d'une capacité d'un million de véhicules par an devrait servir à produire des Logan. La Russie devient ainsi le premier marché de Renault en nombre de véhicules, les ventes du groupe Avtovaz (720 000 unités en 2006) étant, selon l'accord, consolidées dans celles du groupe Renault.[réf. nécessaire]
Le 17 mai 2022, Renault cède sa filiale Renault Russie et sa participation dans AvtoVAZ (67,69%) pour 1 rouble symbolique à l'organisme d'État russe chargé de l'industrie NAMI.

### La consolidation

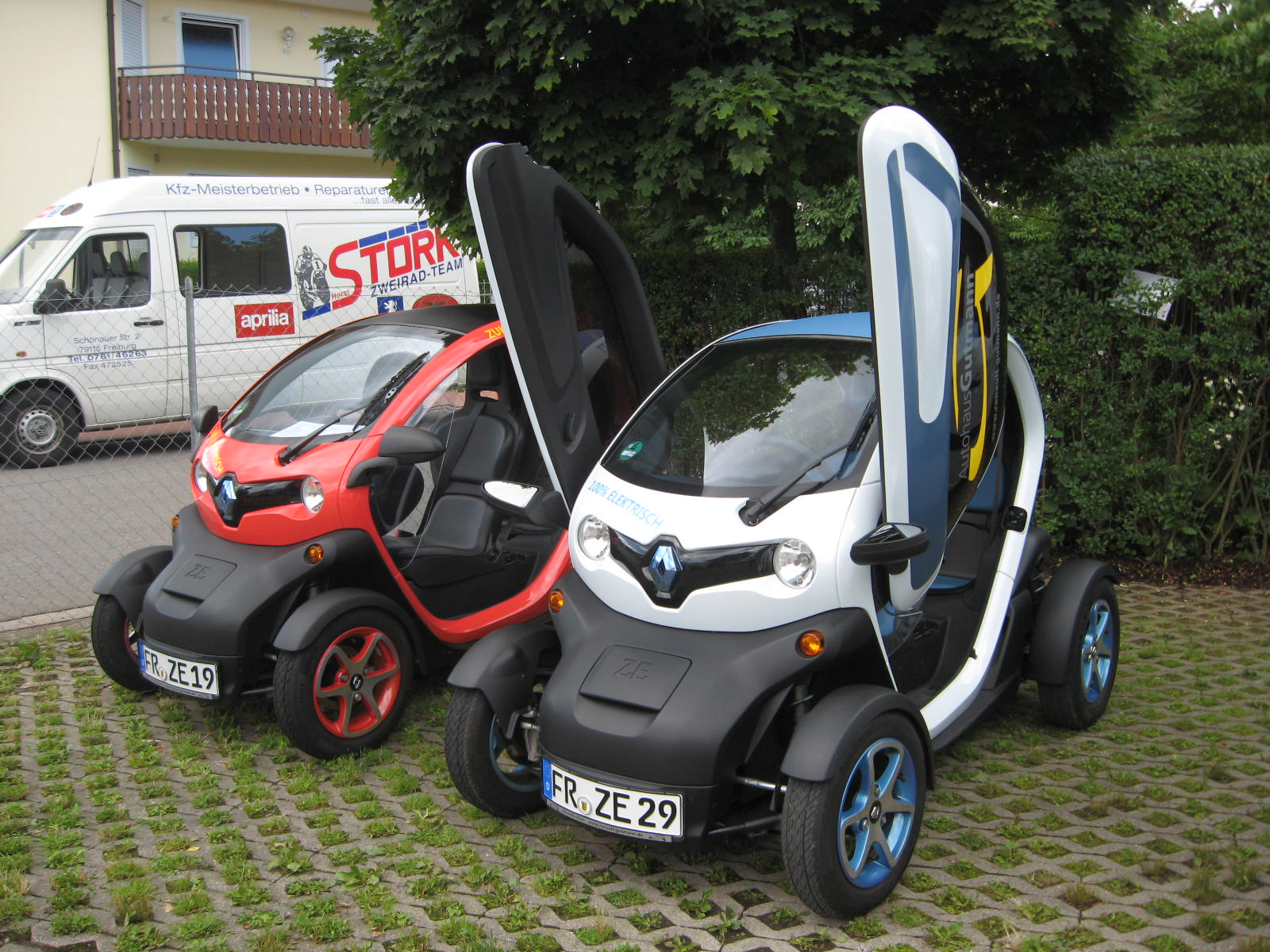
Renault Twizy, 2011, un véhicule purement électrique biplace, décliné en version « cargo » en 2015. En avril 2015, 15000 Twizy ont été vendus.

Alors que Renault semble être une entreprise prospère, qui a réussi ses accords avec Nissan, des difficultés apparaissent à partir des années 2008 dues à plusieurs raisons :
- la crise de la demande à la suite de la crise mondiale des subprimes ;
- la saturation du marché automobile en Europe, alors que Renault réalise la grande majorité de ses ventes sur le vieux continent ;
- l'endettement pour ses investissements ;
- une gamme vieillissante, avec un manque dans le renouvellement de ses modèles. En effet, en 2005, elle ne sortira que la Clio III, qui fut cependant un vrai succès, mais aucun modèle en 2006[90] ;
- trois de ses modèles conçus en vue d'un élargissement de la gamme furent un échec commercial :
  - La première est l'Avantime, un coupé monospace haut de gamme - encore appelé coupé-space par la presse - commercialisé au début des années 2000 avec plus d'un an de retard[91];

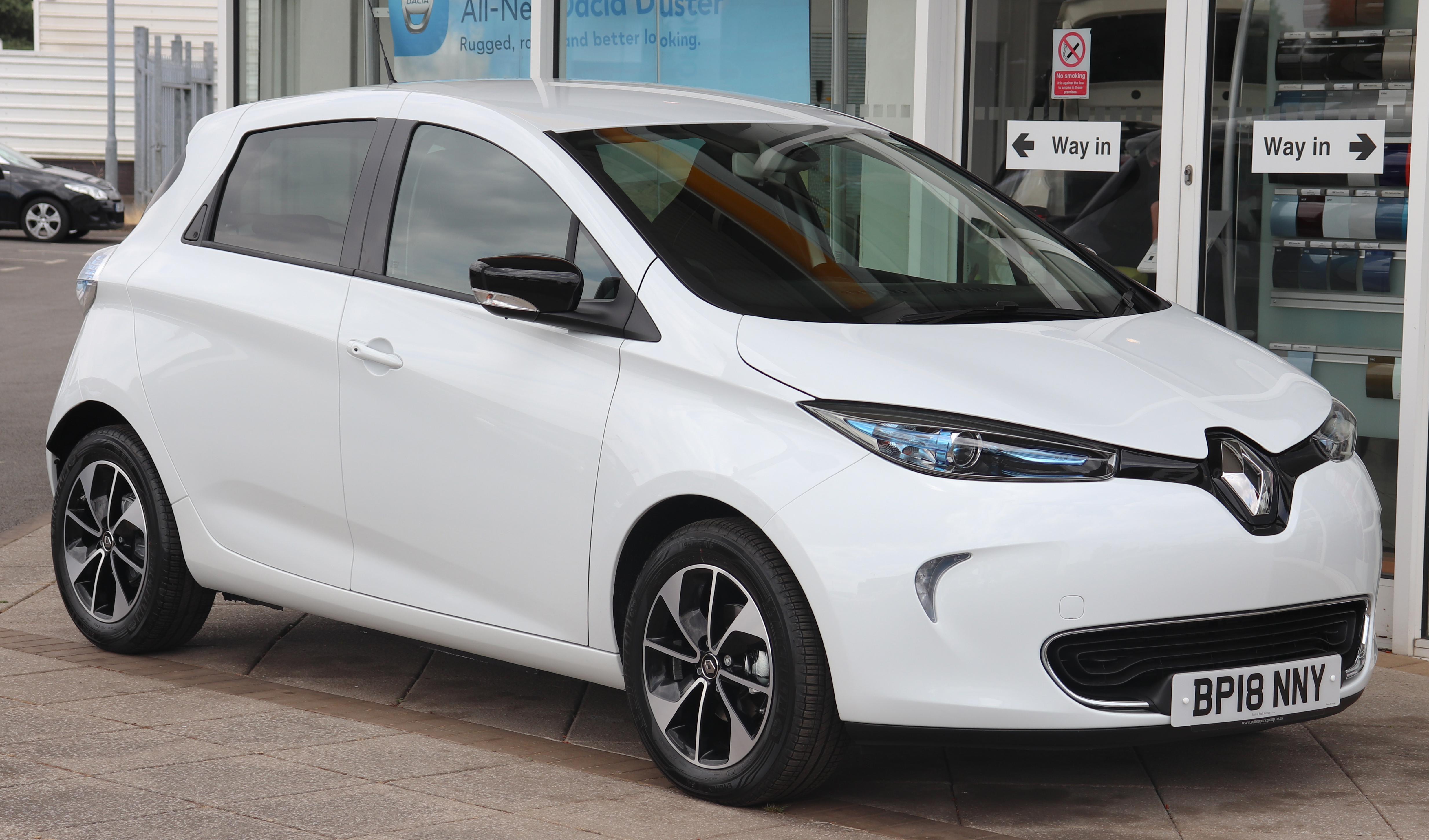
Renault ZOE, 2012, véhicule « Zéro émission », totalement électrique avec une autonomie de 210 km à 230 km.

  - Renault ZOE, 2012, véhicule « Zéro émission », totalement électrique avec une autonomie de 210 km à 230 km.La seconde est la Vel Satis en 2002, une berline dont les ventes n'excèderont pas les 62 000 exemplaires. Sa production à l'usine de Sandouville cesse en octobre 2009[92].
  - enfin le Modus en 2004, un micro monospace citadin parfois accusé de cannibalisme avec la Clio qui est en dessous de ses objectifs sans toutefois être un échec de l'ampleur des deux précédents[93].

Résultat, ses ventes ne cessent de chuter partout en Europe de plus de 8 % en moyenne par an sur les trois dernières années. Renault ne fait que perdre des parts de marché sur le continent passant de 11,1 % des parts de marché en 2003 à 7,2 % en 2007 soit une baisse de près de 4 points en moins de quatre ans.

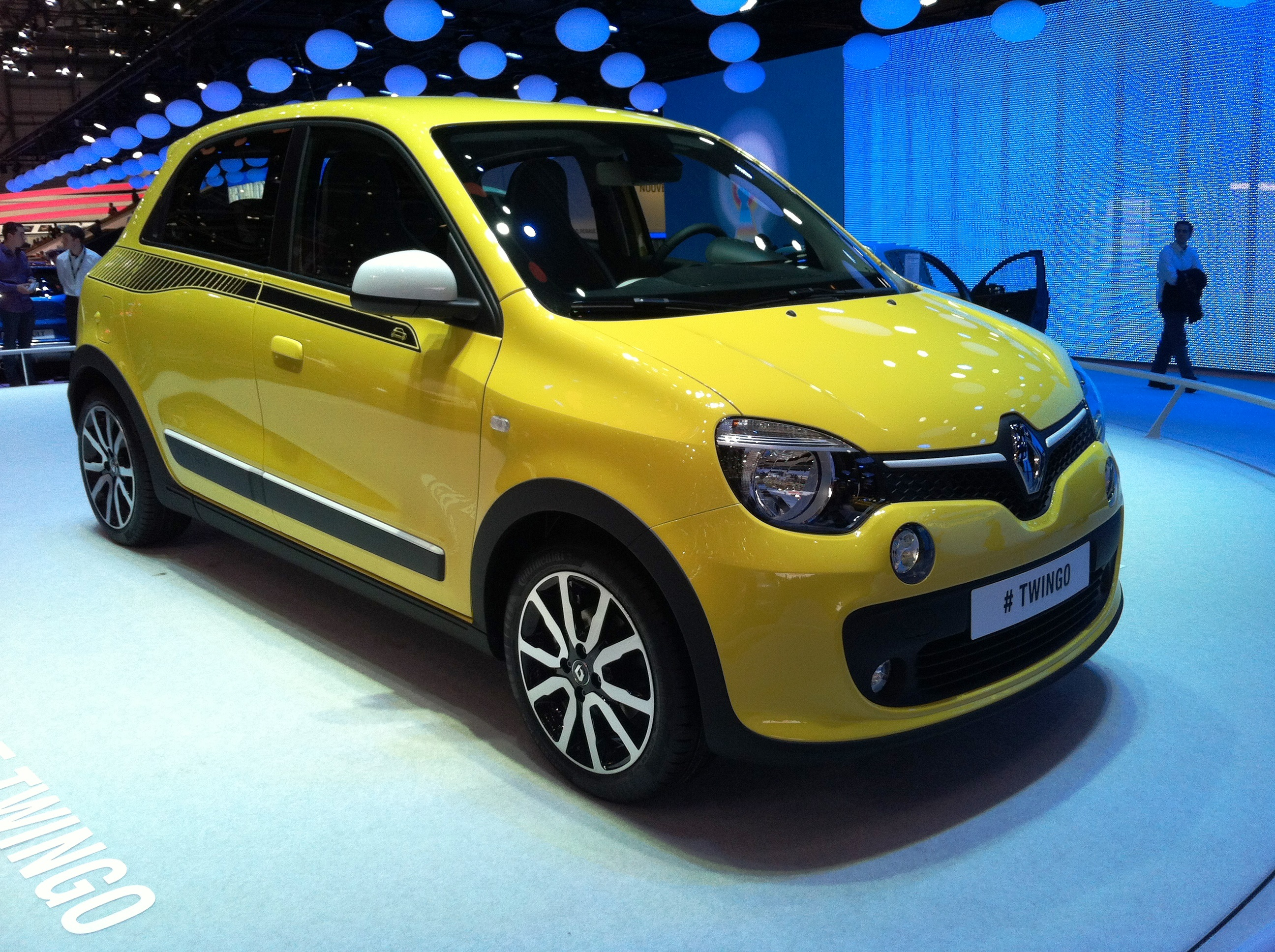
Renault Twingo, 2014.

La Twingo II marque une étape stratégique pour le constructeur. Elle est le premier maillon du plan Renault Contrat 2009 de son nouveau patron, Carlos Ghosn, qui prévoit de vendre 800 000 véhicules de plus en 2009 qu'en 2005.
La petite citadine est commercialisée le 15 juin 2007, accompagnée d'une grande campagne de publicité. Malgré un look critiqué par rapport à la précédente, Carlos Ghosn mise sur un succès européen, et non seulement français comme sur le modèle précédent. Sa rentabilité, sur le papier, est meilleure, ce qui ne peut être que bon pour la marque au losange, mais les chiffres de vente de la Twingo II ne cadrent pas avec les prévisions et les objectifs. La concurrence de la nouvelle Fiat 500 est très féroce. En six mois Renault a enregistré 56 684 ventes en Europe, et Fiat 37 935 en Italie et en France.
À Francfort en septembre 2007, sur le stand Renault, on découvre la nouvelle Laguna III.
Alors que le modèle précédent s'était fait remarquer par un manque de fiabilité et des pannes à répétition et avait sérieusement terni l'image de marque Renault, Carlos Ghosn promet une fiabilité exemplaire pour ce nouvel opus. Mais comme la Twingo, la presse critique son manque d'originalité et son manque de progrès technique par rapport à la version précédente. Cela s'explique par le fait que Renault, pour pouvoir redémarrer sans trop de soucis, a décidé d'éviter l'originalité qui ne l'a pas récompensé autrefois lorsqu'elle était sans fondement[réf. nécessaire]. Par ailleurs, Renault modernise son logo, dessiné en 1972 par l'artiste peintre hongrois Victor Vasarely et fait disparaître les logos des produits de sa gamme.
En 2007, deux nouveaux modèles de Renault voient le jour. En 2008, Renault dévoile plusieurs nouveautés. En effet, la Modus a été restylée et rallongée (Grand Modus) en janvier, pour essayer de doper ses ventes, qui n'avaient pas atteint les objectifs de la marque. On trouve aussi, le même mois, la sortie de la Laguna III Break et la Clio Estate, qui bénéficie déjà de commentaires très élogieux dans la presse automobile, et qui vient concurrencer directement la Peugeot 207 SW, précurseur dans cette gamme de véhicules. Ainsi, pas moins de trois nouveaux modèles sortent durant un même mois, ce qui est assez rare. En juin 2008, le 4×4 Koleos est commercialisé.
Aussi, les chiffres de ventes de 2007 montrent une amélioration avec une meilleure part de marché en France par rapport à 2006, bien qu'une augmentation encore supérieure soit souhaitable.[réf. nécessaire]

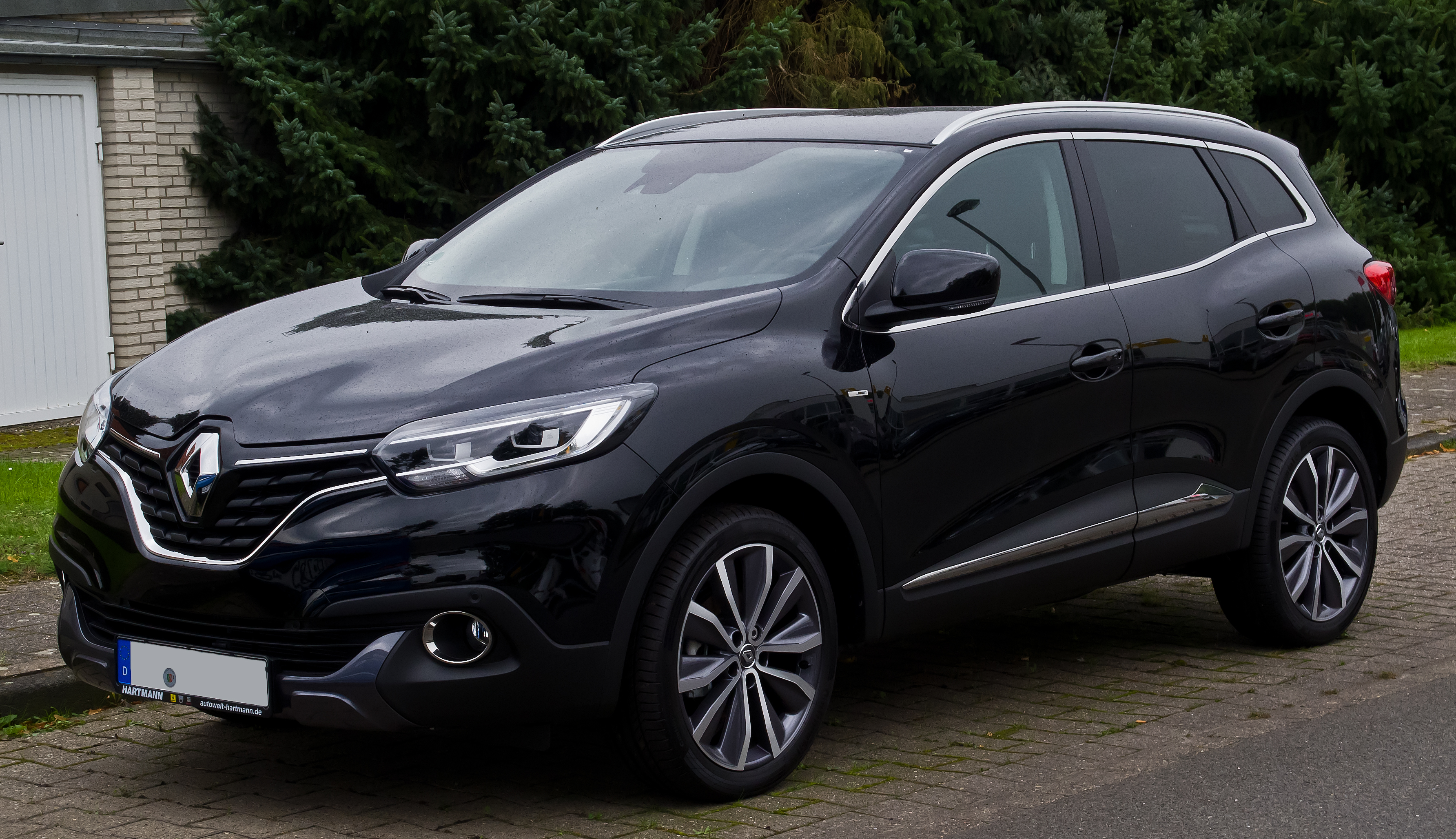
Renault Kadjar, 2015.

À la mi-mars 2008, l'usine de Sandouville (Seine-Maritime) est en chômage technique à la suite des mauvais résultats enregistrés par la Laguna III. La direction justifie ces résultats par le fardeau des défauts de qualité de son aînée et le malus sur les émissions de CO2, mais la presse spécialisée parle plutôt d'un design peu innovant et d'un style vieillissant.[réf. nécessaire]
Bref, en cette année 2008, la situation devient plus compliquée que prévu pour Carlos Ghosn. La Twingo II et la Renault Laguna III tout juste lancées se vendent mal. Par ailleurs, le Koleos arrive dans un marché saturé et surtout en déclin depuis la mise en place d'un malus. En 2009, la courbe des ventes a baissé de 3,1 % mais elle a montré des signes positifs pour les voitures particulières (+0,7 % à 2,03 millions). En effet, la marque au losange a remplacé la Mégane (fin 2008) et le Scénic (juin 2009). Ces deux modèles, de la gamme Mégane, représentent la plus grande partie des ventes de Renault et permettent à Renault de revenir sur le podium des marques automobiles en Europe occidentale.

### Déclin et renouveau du style Renault
Entre 1987 et 2009, Patrick Le Quément dirige le design de Renault et excelle dans les voitures d'entrée et de moyenne gamme comme la Renault Twingo I, immédiatement reconnaissable, et le Scénic, qui lance la mode des monospaces compacts. En revanche, ses audaces dans le haut de gamme, avec les Vel Satis et Avantime ne seront pas comprises et ne rencontreront pas de succès. La Renault Laguna III, au style très impersonnel, n'atteint pas ses objectifs de vente ; le design de Renault tombe dans la banalité. Renault restyle la famille Clio (break, berline) annonce la fin de la production de la Vel Satis qui malgré d'indéniables qualités ne rencontra pas un grand succès commercial, sans doute à cause de son style « décalé », l'année du départ à la retraite de Patrick Le Quément.
En 2009, Laurens van den Acker prend la tête du design industriel chez Renault. Cette arrivée permet à Renault de gagner une nouvelle originalité tout en uniformisant le design de ses différentes gammes dans les versions restylées, comme la Renault Clio IV ou la Renault Twingo III. Les nouveaux modèles lancés pendant cette période bénéficient de ce nouveau style, comme le Renault Captur ou le concept car Renault DeZir. Le choix de formes galbées et de couleurs originales permettent de se démarquer de la concurrence allemande attachée à des lignes plus classiques et aux couleurs sombres. Ce style renouvelé donne à van den Acker le Grand Prix du Design au Festival Automobile International de 2016.

### Années 2010: Acteur international et nouveaux développements
L'internationalisation de la société Renault dans les années 2000 se caractérise par l'implantation de la marque dans de nouveaux marchés, mais également par une large délocalisation des moyens de production. Entre 2005 et 2010, la production en France baisse de plus de moitié. À la suite du développement de ses ventes et de son outil de production à l'étranger, en 2010, la part des voitures particulières fabriquées par Renault en France est inférieure à 20 %. En 2010, les deux tiers des véhicules Renault immatriculés en France sont produits dans des usines hors de ses frontières.

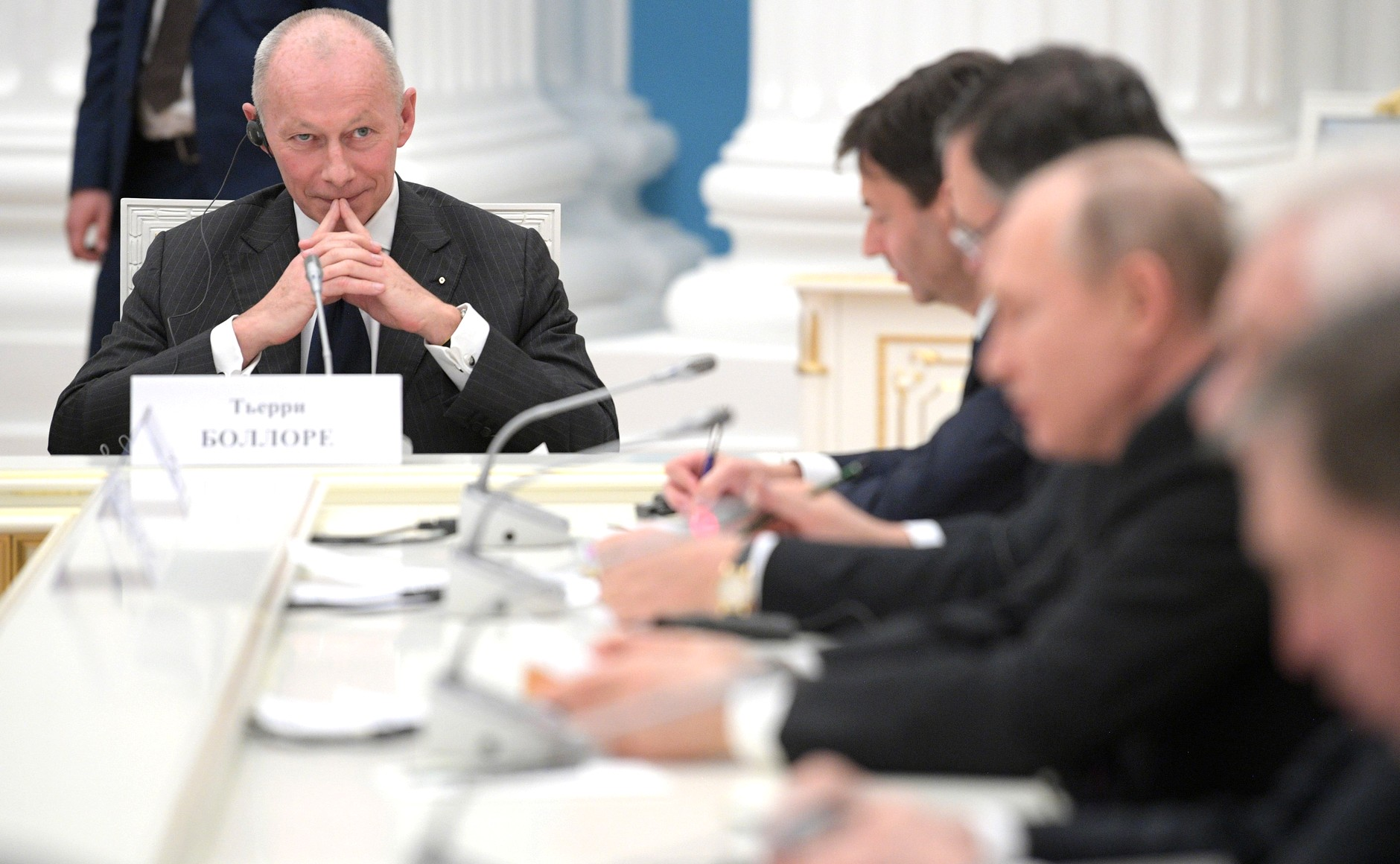
Le directeur général du groupe Renault, Thierry Bolloré, au Kremlin en 2019, Vladimir Poutine à droite.

En 2011, Renault est classé 9e constructeur automobile mondial (en nombre total de véhicules produits), selon l'OICA 2011.
En 2011, la marque Renault reste la plus vendue en France.
En 2013, le groupe voit ses ventes augmenter de 3,1 % grâce notamment à l'augmentation des ventes de ses voitures économiques Dacia.
En 2014, les dix pays où Renault vend le plus de véhicules sont :
1. France : 577 601
2. Brésil : 237 187
3. Russie : 194 531
4. Allemagne : 173 479
5. Turquie : 133 212
6. Italie : 130 996
7. Espagne : 127 666
8. Royaume-Uni : 109 014
9. Algérie : 91 800
10. Argentine : 84 946

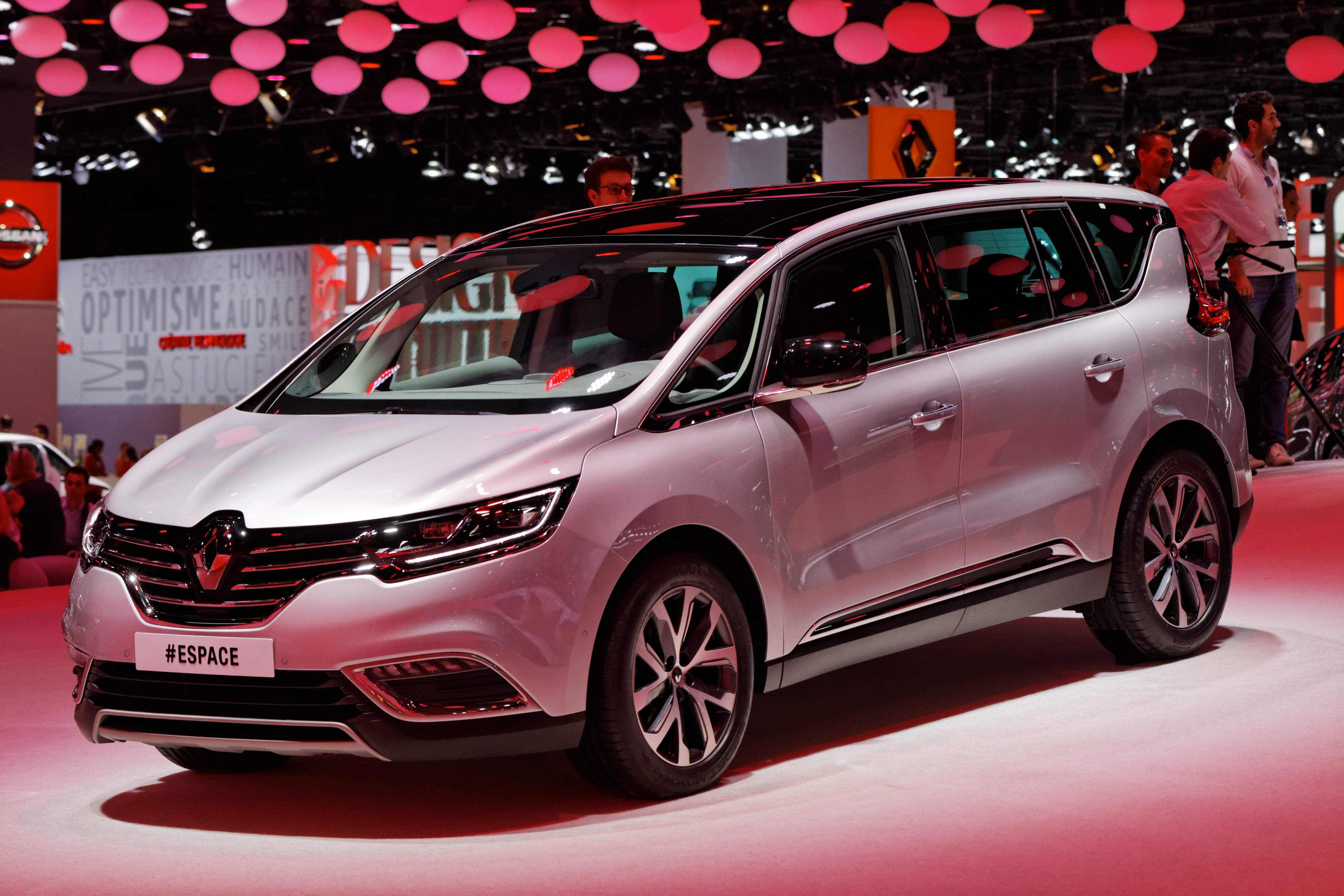
Renault Espace 5, 2014.

En avril 2010, un échange de 3,1 % des capitaux est effectué entre Renault-Nissan et Daimler (Mercedes-Benz) à la suite d'un accord de coopération.

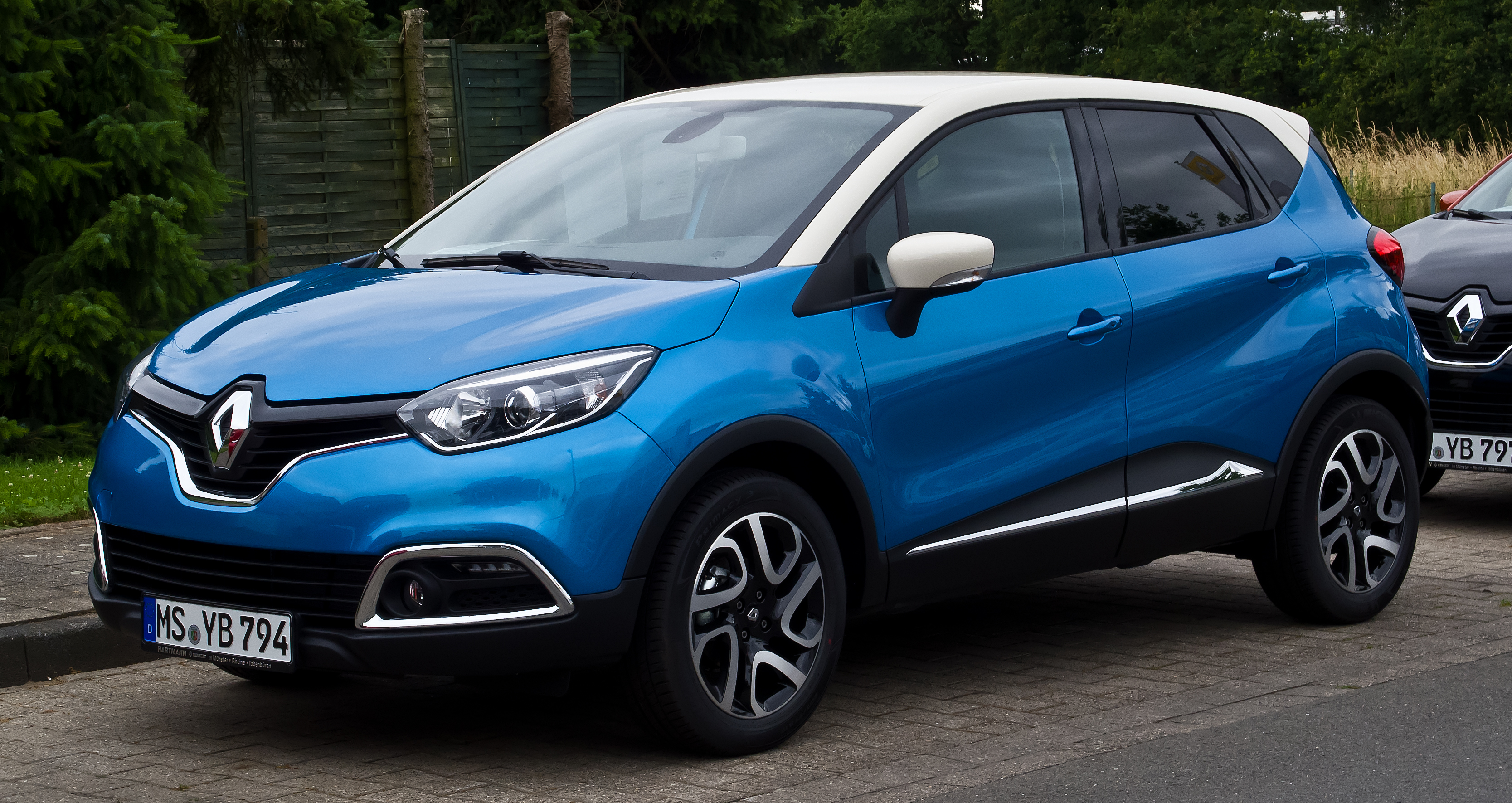
Renault Captur 2013, le SUV du segment B le plus vendu en Europe.

Renault lance un projet à long terme pour le véhicule électrique dès 2006. À partir de 2011, Renault propose une gamme cohérente de véhicules électriques, avec le deux places Twizy, la citadine polyvalente Renault Zoe, l'utilitaire léger Kangoo Z.E. et la voiture du segment C+ Fluence Z.E.. Encore en 2015, la demande pour de tels véhicules reste faible. Toutefois, elle croît et se rapproche de 1 %. Renault domine le marché du véhicule électrique en France et en Europe. En France en mai 2015, La Renault Zoe constitue 61,5 % des ventes du segment électrique et le Kangoo Z.E. constitue 44,5 % des ventes d’utilitaires électriques. En juin 2015, Renault a obtenu de distribuer ses Twizy électriques et étudie d'adapter ses Kangoo Z.E. électriques au Canada.
En 2013, Renault-Nissan et Russian Technologies finalisent l'accord de partenariat conclu avec Lada-AvtoVAZ, initié en 2007, en créant une coentreprise.
Début 2013, Renault commence la production d'un petit crossover le Renault Captur. Le Renault Captur est le SUV du segment B le plus vendu en France et en Europe, depuis sa commercialisation en 2013.
Un accord est signé avec Dongfeng Motor Corporation le 16 décembre 2013 pour créer une coentreprise Dongfeng Renault qui sera active en 2016 et produira des voitures en Chine.
En Inde en 2015, Renault India Private Limited commence à commercialiser le Renault Lodgy à partir de mars. Puis en mai 2015, Renault dévoile son nouveau SUV citadin Renault Kwid, initié par le concept car « Kwid Concept » de 2014.
Le 26 janvier 2015, Renault annonce le nom de son nouveau SUV du segment C, le Renault Kadjar, une contraction voulant évoquer « quad » (un véhicule 4x4) et « jar » pour jaillir.
En avril 2015, le gouvernement français annonce la montée temporaire de sa participation dans Renault de 15 % à 19,73 % pour un montant estimé entre 814 millions d'euros et 1,232 milliard d'euros, afin de contrer la proposition en assemblée générale refusant le bénéfice du vote double pour les investisseurs de moyen terme (2 ans). Cette motion est refusée en assemblée générale : l'État aura donc un droit de vote double.
Au Mondial de l'automobile de Paris 2016, Renault présente la Renault TreZor, un concept de sportive électrique dont le design annonce celui de la Clio IV restylée.
Huit ans après être entré au capital d'AvtoVAZ, le coût des pertes pour Renault s'élève à 1,1 milliard d'euros, conséquence de la baisse des ventes.

En septembre 2016, Renault annonce un accord signé avec le ministre de l'Industrie iranien Mohammad Reza Nematzadeh qui va permettre à la marque de produire encore plus de Logan, et de Duster. L'accord réside sur la création d'une entreprise commune avec IDRO, le fonds d'investissement et de rénovation de l'industrie en Iran, pour créer un centre d'ingénierie et d'achat ainsi qu'une capacité de production de 150 000 unités dans un premier temps, à partir de 2018.

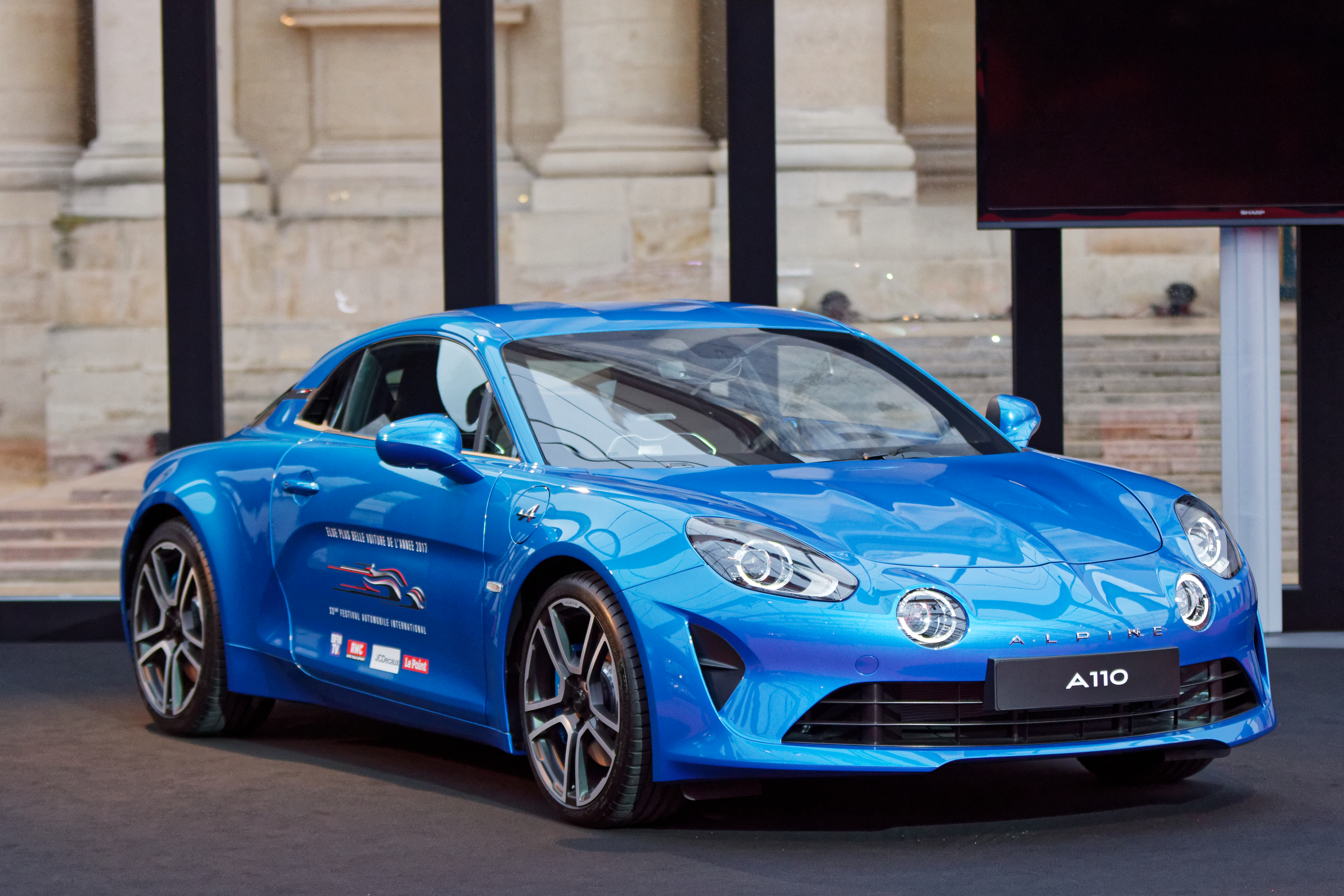
Alpine A110 (2017)

En novembre 2017, l'État français vend une participation de 4,73 %, pour 1,21 milliard d'euros (soit 86,42 euros par action), retournant au niveau de participation d'avant 2015.
En décembre 2017, Renault entre dans le capital du groupe Challenges à hauteur de 40 % et s'engage à diffuser les contenus du média dans ses voitures autonomes.
En novembre 2018, le PDG de Renault Carlos Ghosn, est arrêté par les autorités japonaises et accusé d'avoir sous-estimé le salaire de Nissan, à la suite d'un examen interne mené par la société japonaise. Les actions Renault échangées ont chuté de plus de 15 % après l'arrestation. « Ghosn arrested in misconduct probe ». Automotive News Europe.
Début 2019, à la suite de la démission de Carlos Ghosn de la présidence de Renault, Jean-Dominique Senard est nommé président du constructeur français d'automobiles Renault et Thierry Bolloré occupe la fonction de directeur général. En mars 2019, Jean-Dominique Senard prend la tête de l'alliance Renault-Nissan-Mitsubishi. Thierry Bolloré est finalement révoqué lors d'un conseil d'administration convoqué en urgence début octobre 2019,. Début décembre 2019, L'italien Luca De Meo, patron de Seat, est pressenti pour prendre la direction de Renault,.

### Années 2020: La "Renaulution" face aux crises

Luca de Meo, nouveau directeur général de Renault.

En janvier 2020, Luca de Meo est nommé directeur général de Renault par le conseil d'administration du Groupe Renault, et prend ses fonctions à partir de juillet 2020, étant toujours lié à Volkswagen jusqu'à cette date.
En février 2020, Renault annonce son plan 2020-2022 qui prévoit l'électrification de la gamme avec trois modèles électriques : Twingo Z.E. en 2020, Dacia Spring en 2021 et un SUV électrique sur la plate-forme CMF-VE en 2022 ; deux modèles hybrides rechargeables en 2020 : Captur E-Tech Plug-in et Mégane E-Tech Plug-in, puis deux autres en 2021-2022 ; un modèle hybride classique en 2020 : Clio E-Tech, suivi de quatre autres en 2021-2022,.
En février 2020 toujours, Renault annonce une baisse de son chiffre d'affaires de 3,3 % en 2019 pour 3,8 millions de véhicules vendus (soit -3,4% par rapport à 2018) et accuse une perte nette de 141 millions d'euros. L'État français accorde à Renault un pret de 5 milliards d'euros en avril afin de lui permettre de faire face à la crise.

En mai 2020, en pleine crise liée à l'épidémie de Covid-19, Renault annonce la suppression de 15 000 emplois à travers le monde dont 4 600 en France,. En juillet 2020, Renault annonce une perte nette record de 7,3 milliards d’euros au premier semestre, la plus lourde de son histoire. L'entreprise prévoit d'annoncer en janvier 2021 un plan de reconquête s'étalant sur 6 ans.

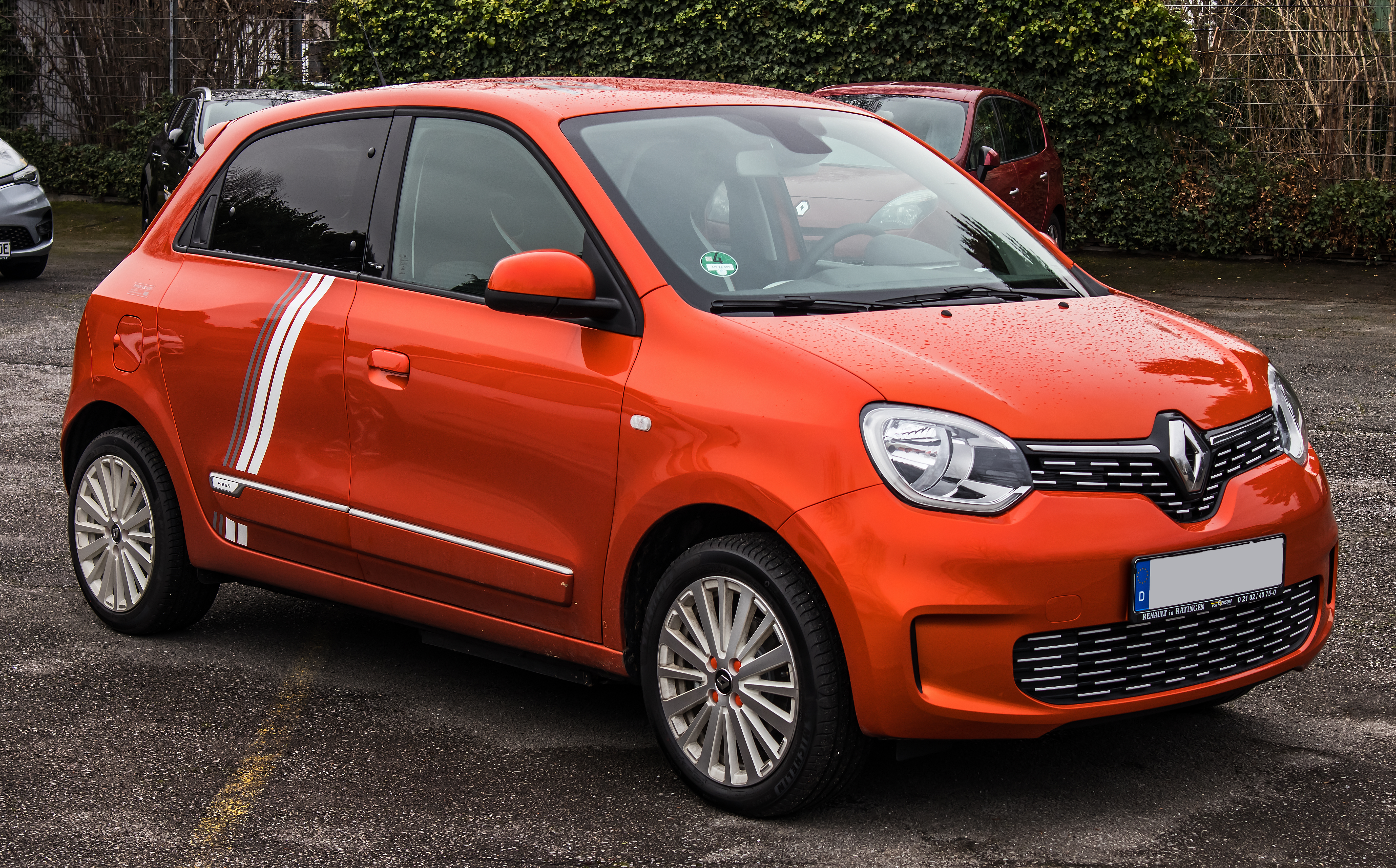
Renault Twingo ZE (2020).

Tout de même, en 2020, Renault reste leader sur le marché de l'automobile électrique en Europe et garde son leadership par la vente de 115 888 véhicules (soit une hausse de 101,4% par rapport à 2019). Le modèle électrique le plus vendu reste la Zoé (100 657 unités) et l’utilitaire le plus vendu est le Kangoo Z.E.
En novembre 2020, Gilles Vidal rejoint l’équipe de design de Renault Group, sans fonction précise. Il est diplômé du Art Center College of Design de Vevey (Suisse). Il a démarré sa carrière en 1996 chez Citroën, puis il a été nommé directeur du design de la marque Peugeot en 2010. Il est rattaché à Laurens van den Acker.

#### 2021
Début janvier 2021, la direction de Renault annonce avoir vu ses ventes chuter de 21,3 % au cours de l'année 2020, l'impact de la pandémie de Covid ayant été plus fort au sein des pays qui ont subi un confinement strict.
Le 14 février 2021 le nouveau plan stratégique du groupe Renault baptisé "Renaulution" est officiellement dévoilé. Il prévoit :
- Produire moins en volume et réduire les coûts pour redresser les marges ;
- Moderniser l'offre avec une "nouvelle vague" de 24 nouveaux modèles en 5 ans :
  - l'électrification de la gamme avec au moins une dizaine de modèles : Renault Mégane électrique, Renault 5 nouvelle génération, Dacia Spring, Mobilize EZ1, une gamme de sportives Alpine 100% électrique...
  - la création d'une nouvelle marque, Mobilize,  pour promouvoir les nouvelles mobilités ;
  - rapprochement de Dacia et Lada[143] et élargissement des gammes avec de nouveaux SUV : Dacia Bigster et une nouvelle génération du légendaire Lada Niva.

En février 2021, la direction de Renault annonce une perte totale de 8 milliards d'euros sur l'année 2020, soit une chute historique pour l'entreprise,.
En mars 2021, une nouvelle campagne de publicité pour la Renault Zoé dévoile le nouveau logo inspiré de celui de 1972 dessiné par Vasarely.
Courant avril 2021, Luca De Meo, PDG de Renault, annonce une augmentation massive de ventes de véhicule électriques jusqu'à 2030. Date à laquelle il souhaite que 90% des véhicules Renault soient électriques.
Le groupe et son usine de Cléon, en Seine-Maritime sont condamnés en 2021 pour homicide involontaire d'un salarié en 2016.
De plus, en 2021, afin de pouvoir notamment couvrir la demande en véhicule électrique, le groupe tricolore s'est associé à un concepteur recycleur de batterie, situé en région grenobloise. Le groupe français est devenu actionnaire à 20% de Verkor.
En août 2021, Renault annonce la signature d'un accord avec le géant chinois Geely pour la création d'un véhicule hybride à destination du marché chinois. L'assemblage du véhicule et l'apport des nouvelles technologies sera assurée par Geely tandis que Renault opèrera sur la partie vente et marketing.
Toujours dans la perspective d'augmenter son activité industrielle dans le domaine de l'électrique, le groupe annonce en septembre 2021 un plan de restructuration impliquant 2000 départs et 2500 embauches d'ici à 2024.
En décembre 2021, un accord triennal est signé avec les syndicats, fixant un objectif de 700 000 véhicules fabriqués en France chaque année à l'horizon 2024.
À la fin de l'année, la responsabilité de Renault est engagée dans un mouvement social. En effet, les salariés d'un de ses sous-traitants, SAM, ont été licenciés après liquidation. Ils occupent l'usine, située dans l'Aveyron, dès le 26 novembre et réclament une réparation du préjudice subi par les plus de 300 salariés de l'entreprise. Bercy a nommé le 13 décembre dernier un chargé de mission pour accompagner les salariés de la Sam, estimant que Renault devait s’engager sur « un accompagnement financier de chaque salarié ».

#### 2022
Début 2022, Renault annonce à la presse vouloir arrêter la production de voitures thermiques en Europe en 2030.
Le 17 janvier 2022, Renault annonce une baisse de ses ventes dans le monde de 4,5% sur l'année 2021, pour un total de près de 2,7 millions de véhicules vendus, comparativement à l'année 2020.
Le 24 février 2022, à la suite de l'invasion de l'armée russe en Ukraine, l'action Renault à la Bourse de Paris s'effondre. Effectivement, le marché russe est le 2e marché mondial pour le Renault Group, avec sa marque Lada et sa filiale Avtovaz, dont 90% des ventes de véhicules sont réalisées sur le marché russe.
En avril 2022, Renault annonce vendre sa participation de 68 % dans Avtovaz pour un rouble symbolique à des institutions locales, induisant une dépréciation d'actifs de 2,2 milliards d'euros.
Les actifs de Renault en Russie sont vendus à l'État russe en mai pour un rouble symbolique, avec l'option de les racheter dans les six ans pour le même prix,.

Logotype d'Ampère.

Une nouvelle organisation est annoncée le 8 novembre 2022 avec une séparation des activités moteurs thermiques et électriques. À l'issue de cette réorganisation, le groupe Renault reposera sur :
- Ampère, une nouvelle entité qui réunira les activités électriques du groupe, avec une introduction en bourse prévue pour 2024 ;
- Power, une nouvelle division qui regroupera le cœur de métier du groupe autour des véhicules thermiques et hybrides (Renault, Dacia),
  - dont Horse, une nouvelle co-entreprise avec l'entreprise chinoise Geely qui sera spécialisée dans les groupes motopropulseurs. Le siège sera situé à Madrid, en Espagne et rassemblera les 8 usines Renault en Espagne, au Portugal, en Roumanie, en Turquie, au Brésil, au Chili et en Argentine[162];
- Alpine, constructeur d'automobiles sportives ;
- Mobilize, constructeur automobile de véhicules électriques centré autour des nouvelles mobilités ;
- et « The Future Is Neutral », une filiale spécialisée dans l'économie circulaire pour le domaine automobile.

#### 2023

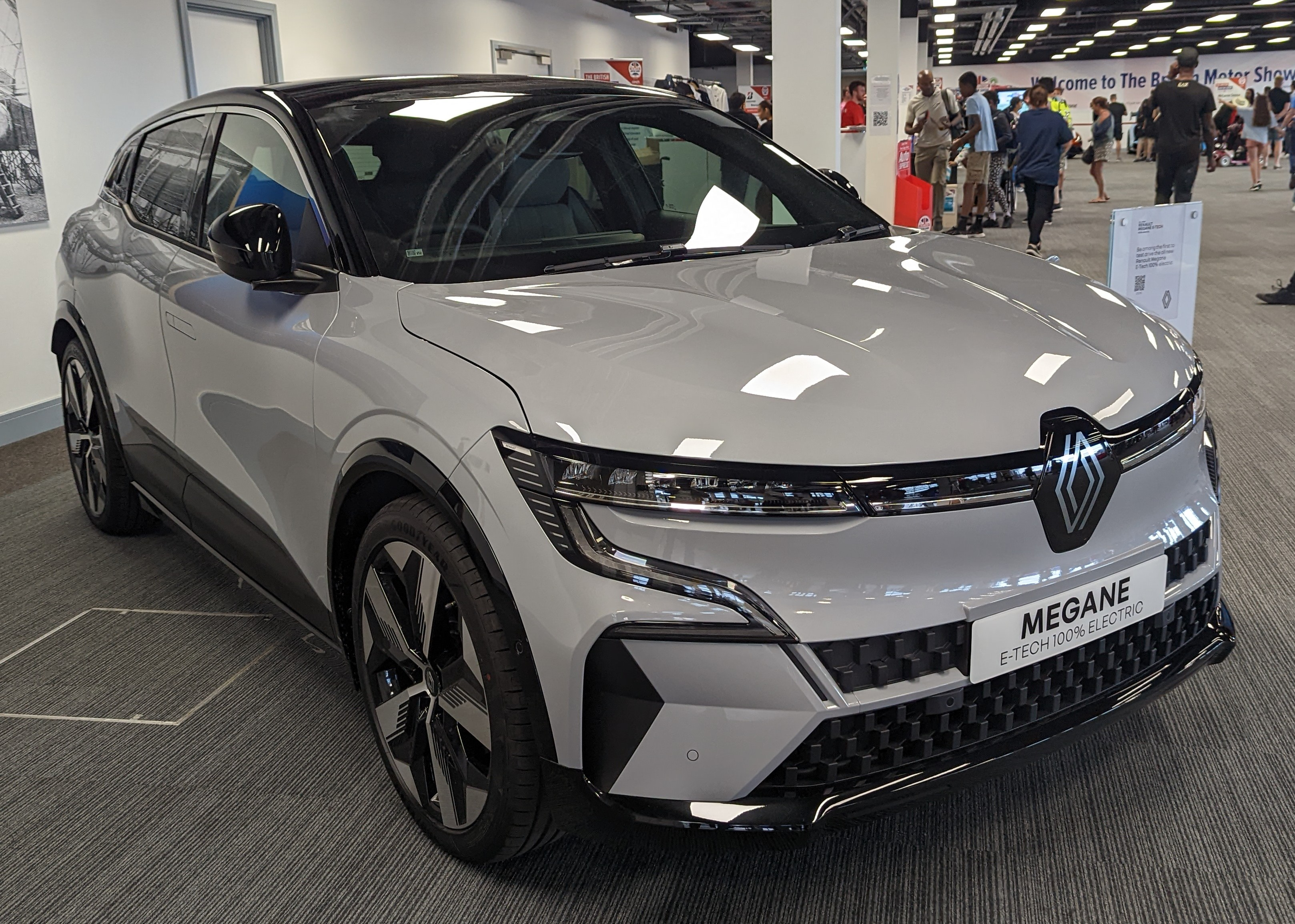
Renault Megane E-Tech Electric 2022

Le 1er novembre 2023, Ampère est officiellement lancée, en partenariat avec Nissan et Mitsubishi Motors. L'entreprise nouvellement créée et qui se veut « autonome » vis-à-vis du groupe Renault, regroupe les usines de Douai, Maubeuge, Ruitz et Cléon au sein de la filiale Ampère Electricity ainsi que des activités de recherche et d'ingénierie du groupe au sein d'Ampère Software Technology,. Luca de Meo place Henry Bzeih à la tête de cette dernière, venu de Microsoft.

#### 2024
En mai 2024, Renault annonce se lancer dans les navettes autonomes.

#### 2025
En juin 2025, Renault annonce s'implanter en Ukraine pour y produire des drones à destination des armées ukrainienne et française. En juillet 2025, Renault accuse une perte comptable de 9,5 milliards d'euros à cause d'une dépréciation d'actif de sa participation de 35,7 % dans Nissan, qui a des grandes difficultés financières.
Faute de trouver un successeur rapidement à Luca de Meo, Renault désigne Duncan Minto, son directeur financier, en tant que directeur général par intérim.
Le 31 juillet 2025 Francois Provost a été nommé directeur de l'usine 

## Modèles Renault

### Aéronautiques

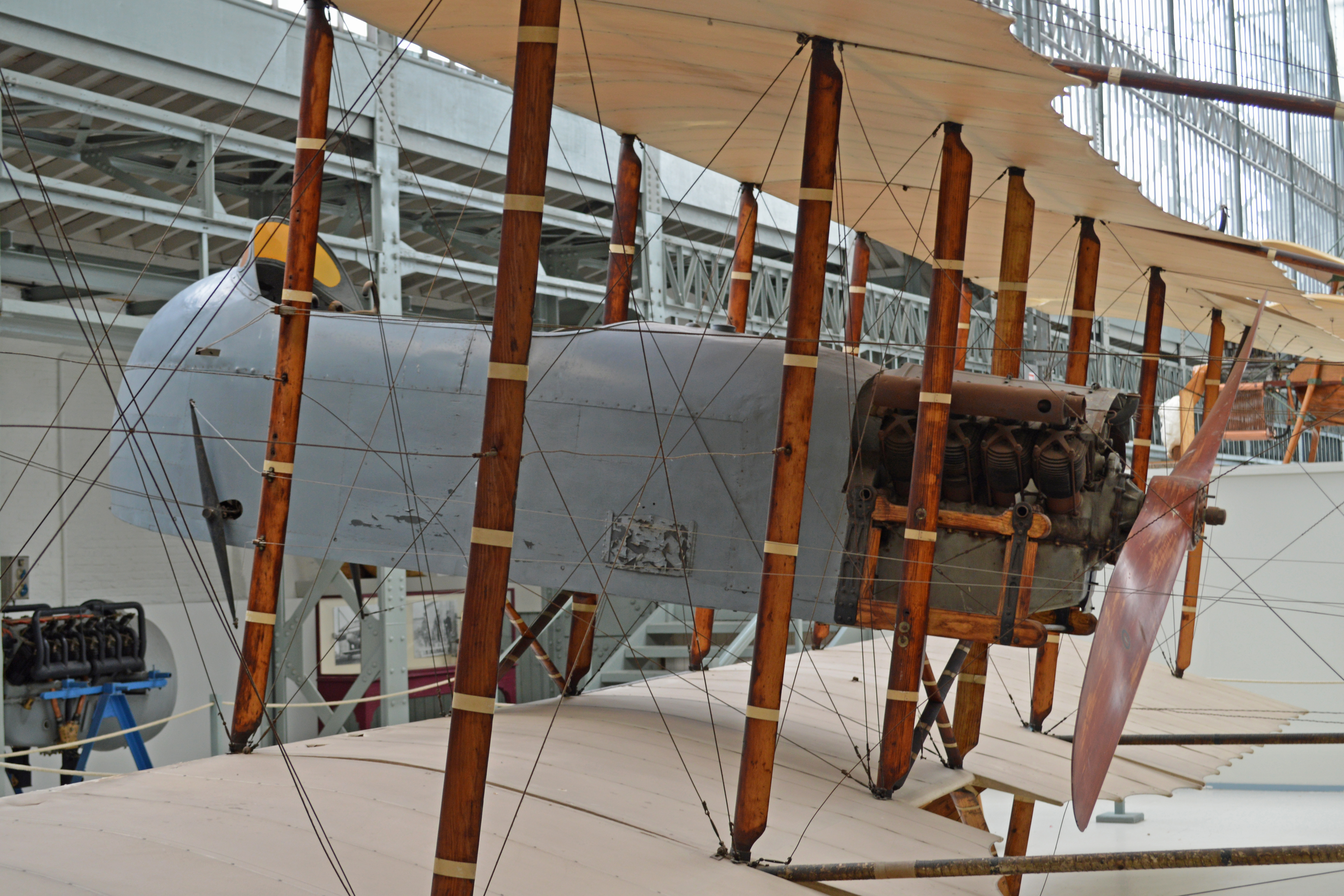
Moteur V8 Renault sur le Farman MF.11, premier appareil militaire utilisant moteur Renault.

Renault est également reconnu pour avoir conçu et réalisé des moteurs d'avions principalement durant l'entre-deux-guerres :
- Renault 8G (vers 1915), applications pour Dorand AR.1, Farman F.80 et Dorand AR.2
- Renault 12F (vers 1915), applications pour Breguet 14
- Renault 4P (vers 1930)
- Renault 6P (vers 1930)
- Renault 6Q (vers 1932)
- Renault 438 (1934), application pour la Coupe Deutsch de la Meurthe sur Caudron C.430 et Hanriot H.183
- Renault 12S (issue de Argus As 411 après la Seconde Guerre mondiale).

## Organisation de Renault Group
L'entreprise Renault fait partie de Renault Group, qui regroupe également diverses filiales telles que DIAC, Dacia, Alpine, Motrio. Renault détient 80 % de la branche automobile du coréen Samsung, à partir duquel elle a fondé la filiale Renault Samsung Motors (RSM).
L'Alliance Renault-Nissan a été créée au début des années 2000 afin de faire face à des géants comme General Motors ou Toyota.
Alliance Renault-Nissan et ses partenaires stratégiques
- Nissan
- Mitsubishi
- Groupe Renault
  - Renault
  - Dacia
  - Renault Samsung Motors

Cette alliance a permis aux deux marques de garder leurs identités propres tout en proposant des véhicules basés sur les mêmes plates-formes, comme la Clio III et la Nissan Micra.[réf. nécessaire]
En 2012, Renault est classé 10e constructeur automobile mondial (en nombre total de véhicules produits), selon l'OICA 2013.

### Répartition du capital
| Nom             | Parts (%)        | Parts (%)     | Parts (%)      |
| Date            | 31 décembre 2005 | 30 avril 2010 | 4 février 2021 |
| --------------- | ---------------- | ------------- | -------------- |
| Public          | 62,72            | 58,25         | 56,5           |
| État français   | 15,01            | 15,01         | 15,01          |
| Nissan Finance* | 15               | 15            | 15             |
| Norges Bank     |                  | 4,57          |                |
| BlackRock, Inc. |                  |               | 4,54           |
| Mercedes-Benz   |                  | 3,1           | 3,1            |
| Salariés        | 3,6              | 3,09          | 4,31           |
| Auto-détention  | 3,35             | 0,98          | 1,54           |

- À noter que Nissan ne détient pas de droit de vote en assemblée générale.

### Participations 2016
| Nom                    | Parts (en % des actions émises) |
| ---------------------- | ------------------------------- |
| Renault SAS            | 100                             |
| RCI Banque             | 100                             |
| Dacia                  | 99,40                           |
| Renault Samsung Motors | 80,10                           |
| Lada-AvtoVAZ           | 73,30                           |
| Nissan Motor           | 43,40                           |
| Daimler (entreprise)   | 1,55                            |

### Principales filiales
| Nom                               | Spécialités |
| Renault S.A.S.                    | Automobile |
| RCI Banque et Diac                | C'est la filiale financière de Renault. Elle met à disposition des clients des marques de Renault, Nissan (dont Dacia, Infiniti) différentes solutions de financement pour les acquisitions de leurs véhicules. |
| RRG                               | Renault Retail Group (RRG) est le groupe de distribution de Renault, Nissan, Dacia. |
| Mobiliz Invest                    | Mobiliz Invest finance et conseille les entreprises proposant de l'autopartage et de la mobilité sociale. |
| Renault Tech                      | Renault Tech, anciennement SOMAC, conçoit, produit et commercialise des transformations de véhicules. Pour personnes à mobilité réduite notamment.                                                              |
| Renault Consulting                | Renault Consulting, anciennement Institut Renault, propose conseil et formation aux entreprises dans les domaines d'excellence opérationnelle de Renault.                                                       |
| RSM                               | Renault Samsung Motors est la filiale de Renault en Corée-du-Sud. |
| Avtoframos                        | Filiale de Renault en Russie. |
| Dacia                             | Filiale de Renault en Roumanie. |
| Motrio                            | Marque de pièces détachées multimarques automobiles créée par Renault dans le but de fournir une gamme alternative à sa pièce d’origine, également un réseau de réparation multimarques.                        |
| Renault Algérie SPA               | Filiale de Renault en Algérie. |
| Renault Argentina                 | Filiale de Renault en Argentine. |
| Renault do Brasil                 | Filiale de Renault au Brésil. |
| Renault Belgique Luxembourg       | Filiale de Renault au Luxembourg. |
| Renault Deutschland               | Filiale de Renault en Allemagne. |
| Renault España                    | Filiale de Renault en Espagne. |
| Renault Med                       | usine Renault-DACIA installée au port Tanger Med au Maroc, détenue à 52 % par Renault-Nissan |
| Renault Maroc                     | Renault Maroc Commercial. Filiale de Renault au Maroc |
| Oyak-Renault Otomobil Fabrikalari | Filiale de Renault en Turquie. |
| Renault Italia                    | Filiale de Renault en Italie. |
| REVOZ                             | Filiale de Renault en Slovénie. |
| Renault Finance                   | Filiale de Renault en Slovénie. |
| Renault UK                        | Filiale de Renault au Royaume-Uni. |
| Ampere                            | Filiale dédiée aux véhicules électriques |

#### Filiales cédées
| Nom                              | Spécialités | Date de vente |
| Renault Bus                      | Autobus | Après avoir fusionné avec la branche européenne d'Iveco Bus dans Irisbus, Renault a cédé à Fiat-Iveco toutes ses participations en 2001. |
| Renault Agriculture              | Tracteurs | Vendue à Claas en 2003. |
| Renault Trucks, anciennement RVI | Camions | Vendue à AB Volvo en 2001. |
| Renault Automation               | Cette filiale a été créée en 1982 par le regroupement de l'ensemble des sociétés du groupe actives dans le domaine des biens d'équipements (Acma Robotique, SEIV, SOFERMO, SERI, RMO). Elle a développé et déployé pour des usines, des chaînes d'assemblage, incluant des robots. | Renault a vendu cette société, en 1999, à Comau S.p.A., filiale spécialisée du groupe Fiat et leader mondial dans ce domaine.            |

### Divers partenariats
- Sanfu Motors (1981-1982 à 1999-2000) : fabrication à Taïwan de divers modèles Renault pour le marché local principalement.
- Sangjiang Space Group (1994 à 2003) : pour créer la co-entreprise Sanjiang Renault Automotive Company (SRAC) visant à assembler le Renault Trafic I en Chine pour le marché local[182].
- Dongfeng Motor Corporation (2013 - ) : Co-entreprise avec Dongfeng Motor Corporation pour créer la Dongfeng Renault Automotive Company (DRAC), avec assemblage de plusieurs Renault pour le marché chinois (2013 à 2020). Puis désengagement de Renault de la co-entreprise et poursuite du partenariat avec Dongfeng comme assembleur pour des marchés hors de Chine, avec Dongfeng qui fabrique les Dacia Spring et Renault Kwid E-Tech pour le monde entier.
- Jiangling Motors Coporation Group (2019 - ) : co-entreprise JMEV[183].
- Geely (2023 - ) : co-entreprise technologique[184].

### Les sites du constructeur

#### En France

L'ancien siège, 13-15 quai le Gallo, Boulogne-Billancourt.

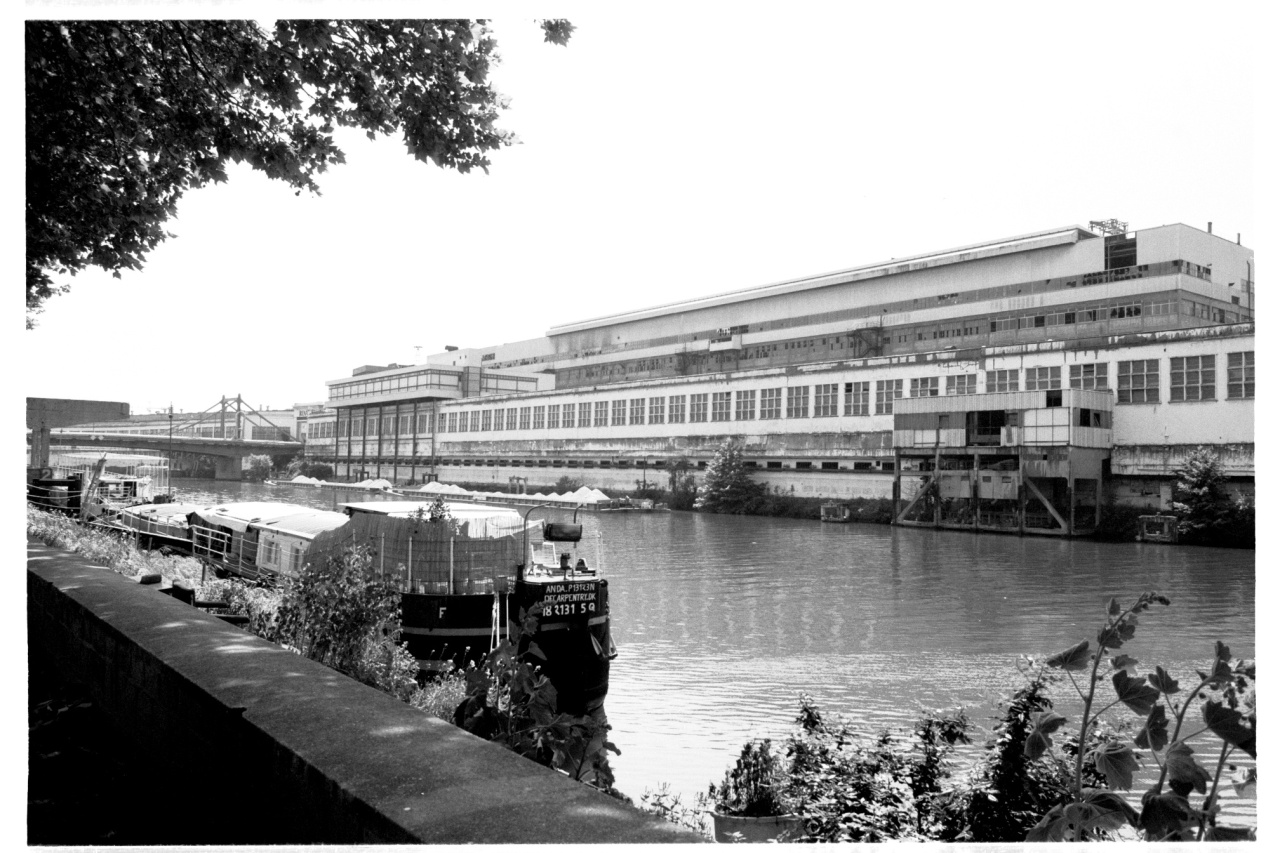
Ancienne usine et siège social historique de Renault à l'Ile Seguin de Boulogne-Billancourt.

| Site                                  | Entité          | Lieu                               | Statut et description                                                                                                |
| ------------------------------------- | --------------- | ---------------------------------- | --- |
| Technocentre de Guyancourt            | Renault         | Guyancourt (Yvelines)              | Actif - Conception des véhicules et des GMP, Achats et diverses directions centrales                                 |
| Centre technique de Rueil             | Renault         | Rueil-Malmaison (Hauts-de-Seine)   | Fermé, activité transférée à Guyancourt en octobre 2014                                                              |
| Centre technique de Lardy             | Renault         | Lardy (Essonne)                    | Actif - Essais GMP, et crash tests véhicules                                                                         |
| Centre technique d'Aubevoye           | Renault         | Val d'Hazey (Eure)                 | Actif - Essais véhicules                                                                                             |
| Usine Renault de Flins                | Renault         | Flins (Yvelines)                   | Actif - Fabrication de Clio 4, Zoe et Nissan Micra puis rénovation/rétrofit des voitures d’occasion de plus de 5 ans |
| Usine Renault ACI du Mans             | Renault         | Le Mans (Sarthe)                   | Actif - Fabrication de pièces de châssis (essieux, freins)                                                           |
| Usine Renault de Sandouville          | Renault         | Sandouville (Seine-Maritime)       | Actif - Fabrication de Trafic 3 et Nissan Primastar - Production d'un utilitaire électrique prévue pour 2026         |
| Usine Renault de Batilly              | Renault         | Batilly (Meurthe-et-Moselle)       | Actif - Fabrication de Master 3, Master E-Tech Electric, Nissan NV400                                                |
| Usine Renault de Choisy-le-Roi        | Renault         | Choisy-le-Roi (Val-de-Marne)       | Fermé en 2022 |
| Usine Renault CKD de Grand-Couronne   | Renault         | Grand-Couronne (Seine-Maritime)    | Fermé en 2019, activité transférée à Cléon                                                                           |
| La Fonderie de Bretagne               | Renault         | Caudan (Morbihan)                  | Cédée en 2022 |
| Usine Renault Alpine de Dieppe        | Alpine, Renault | Dieppe (Seine-Maritime)            | Actif - Fabrication des véhicules de la gamme sport de Renault : RS, Mégane RS et Alpine.                            |
| Centre R&D de Villiers-Saint-Frédéric | Ampère          | Villiers-Saint-Frédéric (Yvelines) | Actif - Activités d'ingénierie Ampère Software Technology                                                            |
| Centre R&D de Sophia-Antipolis        | Ampère          | Valbonne (Alpes-Maritimes)         | Actif - Activités d'ingénierie Ampère Software Technology                                                            |
| Centre R&D de Toulouse                | Ampère          | Toulouse (Haute-Garonne)           | Actif - Activités d'ingénierie Ampère Software Technology                                                            |
| Usine Renault Ampère de Cléon         | Ampère          | Cléon (Seine-Maritime)             | Actif - Fabrication de moteurs et boîtes de vitesses                                                                 |
| Usine Renault Ampère de Douai         | Ampère          | Douai (Nord)                       | Actif - Fabrication de véhicules E-Tech Electric (Mégane et Scénic)                                                  |
| Usine Renault Ampère de Maubeuge      | Ampère          | Maubeuge (Nord)                    | Actif - Fabrication des Kangoo E-Tech Electric, Kangoo et Citan                                                      |
| Usine Renault Ampère de Ruitz         | Ampère          | Ruitz (Pas-de-Calais)              | Fabrication de boîtes de vitesses automatiques                                                                       |

#### Reste du monde

Pays dans lesquels Renault possède des usines.

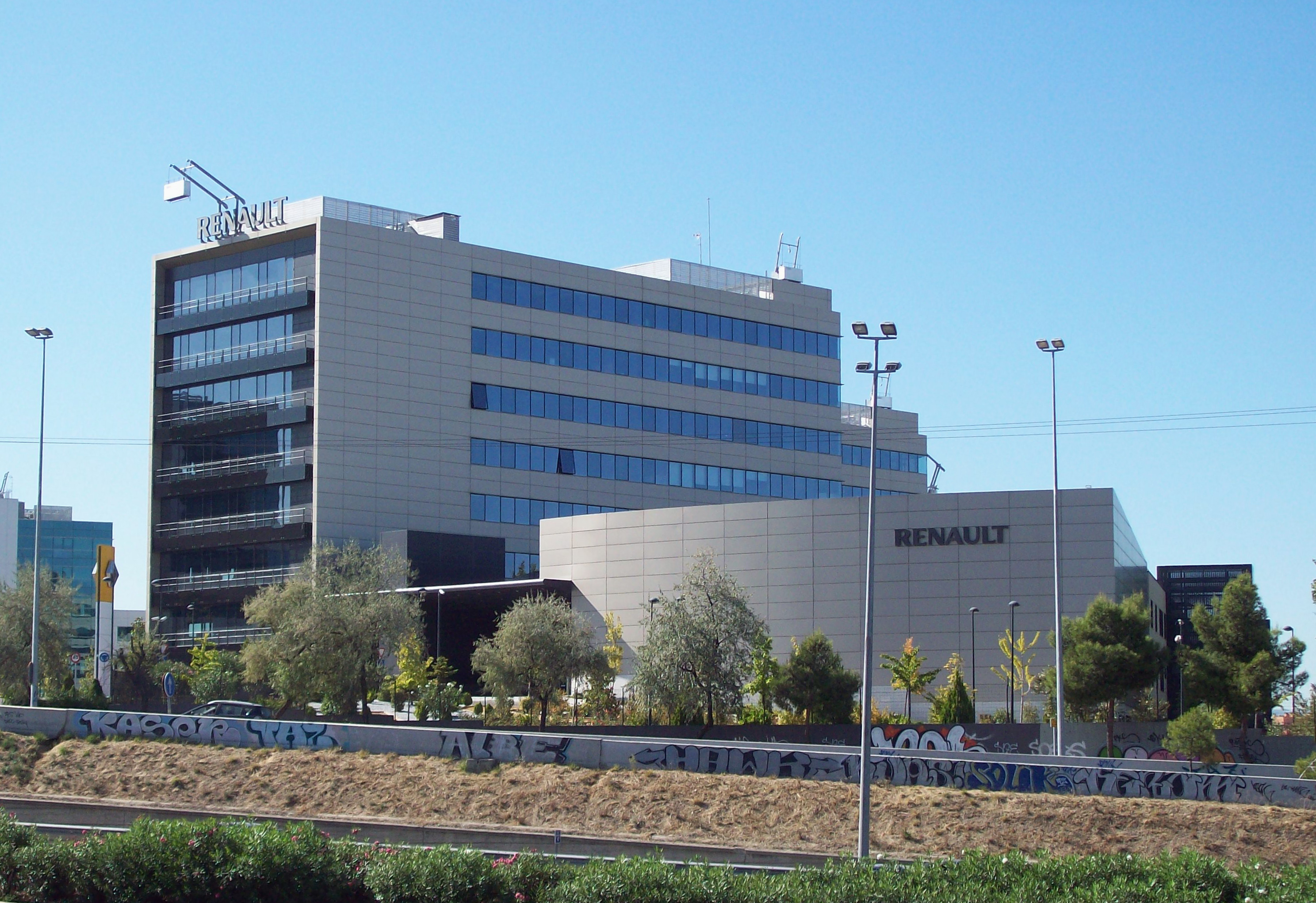
Édifice Renault à Madrid (Espagne).

##### Europe
| Site                                      | Entité  | Lieu                  | Statut et description |
| ----------------------------------------- | ------- | --------------------- | --- |
| Usine Renault de Vilvoorde                | Renault | Vilvoorde (Belgique)  | Fermé - Le licenciement du personnel (quelque 3 000 travailleurs) a fait l'objet d'une loi sur les licenciements collectifs, dite Loi Renault, ainsi que d'une fiction : Fermeture de l'usine Renault à Vilvoorde. |
| Usine Renault de Novo Mesto               | Renault | Novo Mesto (Slovénie) | Actif - Fabrication de Clio 5, Twingo 3 et Smart Forfour EV (Daimler) |
| Usine Renault de Moscou                   | Renault | Moscou (Russie)       | Cédée en 2022 - Fabrication de Duster, Sandero, Logan, Fluence, Megane via AvtoVAZ |
| Usine Renault de Palencia                 | Renault | Palencia (Espagne)    | Actif - Fabrication de Mégane et de Kadjar |
| Usine Renault de Valladolid- Carrocerias  | Renault | Valladolid (Espagne)  | Actif - Batteries, Boucliers, pièces embouties et injectées |
| Usine Renault de Valladolid- Montaje      | Renault | Valladolid (Espagne)  | Actif - Fabrication de Captur, Twizy et batteries pour véhicules E-Tech |
| Usine Renault Horse de Valladolid-Motores | Horse   | Valladolid (Espagne)  | Actif - Fabrication de moteurs et centre R&D Horse Powertrain |
| Usine Renault Horse de Séville            | Horse   | Séville (Espagne)     | Actif - Fabrication de boîtes de vitesses, pompes à huile et de diverses pièces de mécanique |
| Usine Renault Horse d'Aveiro              | Horse   | Aveiro (Portugal)     | |

##### Asie
- Usine OYAK-Renault de Bursa (Turquie) filiale OYAK-Renault, fabrication de Clio IV, Clio IV Estate, Mégane Génération, Fluence, moteurs et boîtes de vitesses, pièces de châssis
- Usine Renault Samsung Motors de Busan (Corée du Sud) filiale Renault Samsung Motors, fabrication de SM3 (pour RSM et pour Nissan), SM5 (Renault Latitude), SM6 et SM7, QM5 (Renault Koleos).
- Usine de Chennai (Madras) (Inde)[192].
- Usine Renault de Téhéran (Iran) filiale Renault Pars, société commune entre Renault, l'AID Co (entité constituée par l'Industrial Development & Renovation Organization – organisme public iranien responsable de l'industrie automobile) et les deux principaux constructeurs automobiles iraniens, Iran Khodro et Saipa. Fabrication de la Tondar (appellation locale de Logan I) et de la Sandero. Production suspendue indéfiniment à la suite des sanctions occidentales contre l'Iran.
- Usine Renault à Karachi (Pakistan). Implantation prévue en 2018 et issue d'un partenariat avec le groupe Ghandhara, et le groupe Al Futtaim[193].

##### Amérique
- Usine Renault de Córdoba (Santa Isabel) (Argentine) fabrication d'Alaskan, de Logan, de Sandero, de Dokker (sous le nom Kangoo) et de Nissan Frontier.
- Usine Renault de Curitiba (Brésil) fabrication de Master III, Sandero, Logan, Duster, Oroch, Kwid et moteurs.
- Usine Renault de Envigado (Colombie) filiale Sofasa, fabrication de Clio II, Logan, Sandero et Duster.
- Usine Renault de Los Andes (Chili) fabrication de boîtes de vitesses
- Usines Nissan d'Aguascalientes et de Cuernavaca (Mexique) fabrication de véhicules Renault dans les années 2000.
- SOMA Société de Montage Automobile (Canada) assemblage CKD des Renault 8, 10, 16 et 12 ensuite revendues à Renault. En activité de 1966-73.

##### Afrique
- Usine Renault-Nissan Tanger (Maroc) fabrication de Dacia Lodgy, Dacia Dokker, Renault Express, Dacia Sandero.
- Usine SOMACA Casablanca (Maroc) fabrication de Logan et Sandero.
- Usine Renault Algérie Production d'Oran (Algérie) fabrication de la Clio IV, nouvelle Renault Symbol et de la Sandero Stepway.

### Effectifs de Renault Group
Le graphique qui aurait dû être présenté ici ne peut pas être affiché car il utilise l'ancienne extension Graph, désactivée pour des questions de sécurité. Des indications pour créer un nouveau graphique avec la nouvelle extension Chart sont disponibles ici.

En 2002, la baisse des effectifs correspond principalement à la déconsolidation d'Irisbus (- 3 810 personnes) et à la réduction des effectifs chez Dacia (- 4 663 personnes).
Entre 2007 et 2018, les effectifs en France de Renault Group ont baissé de plus de 10 000 salariés (soit environ - 20 %) en raison essentiellement des délocalisations.
En 2022, la baisse des effectifs de Renault Group correspond au transfert de la totalité de sa participation dans Renault Russie à la ville de Moscou et de sa participation majoritaire (près de 68 %) dans le constructeur automobile Avtovaz à NAMI.

## Économie

### Résultats
| Années | Chiffre d'affaires (en millions d'euros) | Part du chiffre d'affaires en France (en %) | Endettement financier net de la branche automobile (en milliards d'euros) | Ventes mondiales du Renault Group (en unités) |
| ------ | ---------------------------------------- | ------------------------------------------- | ------------------------------------------------------------------------- | --------------------------------------------- |
| 1990   |                                          |                                             |                                                                           | 1 843 429                                     |
| 1991   |                                          |                                             |                                                                           | 1 848 078                                     |
| 1992   |                                          |                                             |                                                                           | 2 094 774                                     |
| 1993   |                                          |                                             |                                                                           | 1 761 496                                     |
| 1994   |                                          |                                             |                                                                           | 191 482                                       |
| 1995   |                                          |                                             |                                                                           | 1 837 849                                     |
| 1996   |                                          |                                             |                                                                           | 1 804 910                                     |
| 1997   |                                          |                                             |                                                                           | 1 905 417                                     |
| 1998   |                                          |                                             |                                                                           | 2 206 404                                     |
| 1999   |                                          |                                             |                                                                           | 2 371 111                                     |
| 2000   | 40 175                                   |                                             | 4,793                                                                     | 2 375 756                                     |
| 2001   | 36 351                                   | 39,2                                        | 3,927                                                                     | 2 413 038                                     |
| 2002   | 36 336                                   | 38,3                                        | 2,495                                                                     | 2 404 977                                     |
| 2003   | 37 525                                   | 35,5                                        | 1,748                                                                     | 2 388 958                                     |
| 2004   | 40 292                                   | 34,7                                        | 1,567                                                                     | 2 489 401                                     |
| 2005   | 41 338                                   |                                             | 2,252                                                                     | 2 535 000                                     |
| 2006   | 41 528                                   |                                             | 2,414                                                                     | 2 433 604                                     |
| 2007   | 40 682                                   |                                             | 2,088                                                                     | 2 480 000                                     |
| 2008   | 37 791                                   |                                             | 7,944                                                                     | 2 382 243                                     |
| 2009   | 33 712                                   |                                             | 5,921                                                                     | 2 309 188                                     |
| 2010   | 38 971                                   | 32,6                                        | 1,435                                                                     | 2 625 796                                     |
| 2011   | 42 628                                   |                                             |                                                                           | 2 722 062                                     |
| 2012   | 40 720                                   |                                             | 0,818                                                                     | 2 548 622                                     |
| 2013   | 40 932                                   |                                             |                                                                           | 2 628 208                                     |
| 2014   | 41 055                                   |                                             |                                                                           | 2 712 432                                     |
| 2015   | 45 327                                   |                                             |                                                                           | 2 801 792                                     |
| 2017   | 58 770                                   |                                             |                                                                           | 3 760 000                                     |
| 2018   | 57 419                                   |                                             |                                                                           | 3 884 295                                     |
| 2019   | 55 540                                   |                                             |                                                                           | 3 753 723                                     |
| 2020   | 43 474                                   |                                             |                                                                           | 2 951 971                                     |
| 2021   | 46 213                                   |                                             |                                                                           | 2 696 401                                     |
| 2022   | 46 400                                   |                                             |                                                                           | 2 051 174                                     |
| 2023   |                                          |                                             |                                                                           | 2 235 345                                     |
| 2024   |                                          |                                             |                                                                           | 2 264 815                                     |

## Production
Le groupe Renault produit des automobiles et des véhicules utilitaires légers, et des éléments pour Renault, Dacia, Alpine, Mobilize, Nissan, Mitsubishi, Mercedes et Polestar.

### Production de véhicules
Voici le classement de la production de véhicules dans les usines du groupe Renault en 2023 :
- Mioveni (Dacia, Roumanie) : 322 086 unités
- Tanger (Maroc) : 287 860 unités
- Bursa (Oyak-Renault, Turquie) : 284 040 unités
- Curitiba (Brésil) : 178 332 unités
- Valladolid (Espagne) : 172 733 unités
- Batilly (France, SOVAB) : 150 260 unités
- Sandouville (France) : 131 426 unités
- Palencia (Espagne) : 129 567 unités
- ElectriCity Maubeuge (France, Ampere) : 123 149 unités
- Busan (SsangYong, Corée du Sud) : 100 503 unités
- Casablanca (Maroc) : 94 801 unités
- Córdoba (Argentine) : 83 586 unités
- Chennai (Inde, RNAIPL) : 67 266 unités
- Novo Mesto (Slovénie) : 60 881 unités
- Shiyan (eGT-NEV, partenaire en Chine) : 54 119 unités
- ElectriCity Douai (France, Ampere) : 51 486 unités
- Bursa (Turquie, avec Karsan) : 41 327 unités
- Envigado (Colombie) : 34 712 unités
- Flins (France) : 16 679 unités
- Dieppe (France, Alpine) : 4 708 unités
- Oran (Algérie) : 2 456 unités

Total : 2 391 977 véhicules

### Production de moteurs
Voici la production de moteurs, division Horse pour les moteurs thermiques et division Ampere pour les moteurs électriques, dans les usines du groupe Renault en 2023 :
- Valladolid (Espagne) : 969 502 exemplaires
- Cléon (France) : 665 129 exemplaires (thermique + électrique)
- Mioveni (Roumanie) : 345 121 exemplaires
- Curitiba (Brésil) : 217 866 exemplaires
- Bursa (Turquie) : 210 754 exemplaires
- Busan (Corée du Sud) : 96 527 exemplaires

Total : 2 504 899 moteurs

### Production de boîtes de vitesses
Voici la production de boîtes de vitesses dans les usines du groupe Renault en 2023 :
- Séville (Espagne) : 596 576 exemplaires
- Cacia (Portugal) : 526 627 exemplaires
- Mioveni (Roumanie) : 278 509 exemplaires
- Cléon (France) : 239 990 exemplaires
- Los Andes (Chili) : 189 529 exemplaires
- Bursa (Turquie) : 71 895 exemplaires

Total : 1 903 126 boîtes de vitesses

### Chiffres de vente
Véhicules vendusVentes mondiales de véhicules du constructeur Renault0500 0001 000 0001 500 0002 000 0002 500 0003 000 00019942001200820152022Véhicules vendus

### Ventes par modèle
Voici les productions et les ventes mondiales des dix principaux modèles Renault/Dacia en 2023.
| Classement des modèles de Renault Group en 2023 modèles Dacia inclus | Classement des modèles de Renault Group en 2023 modèles Dacia inclus | Classement des modèles de Renault Group en 2023 modèles Dacia inclus |
| Rang                                                                 | Modèle                                                               | Ventes                                                               |
| -------------------------------------------------------------------- | -------------------------------------------------------------------- | -------------------------------------------------------------------- |
| 1                                                                    | Dacia/Renault Sandero                                                | 308 781                                                              |
| 2                                                                    | Renault Clio                                                         | 295 325                                                              |
| 3                                                                    | Dacia/Renault Duster                                                 | 256 722                                                              |
| 4                                                                    | Renault Captur II                                                    | 159 562                                                              |
| 5                                                                    | Renault Trafic                                                       | 128 041                                                              |
| 6                                                                    | Renault Kwid                                                         | 112 472                                                              |
| 7                                                                    | Renault Master                                                       | 107 005                                                              |
| 8                                                                    | Renault Trafic                                                       | 106 400                                                              |
| 9                                                                    | Dacia Jogger                                                         | 94 128                                                               |
| 10                                                                   | Renault Mégane IV                                                    | 87 614                                                               |

### Ventes en Europe
Voici le diagramme des parts de marché de vente de voitures neuves en Europe de Renault Group (Renault et Dacia, sans Alpine), Renault, Dacia, de 1990 à 2022.

### Ventes par pays
Voici le classement des 15 premiers pays, en termes de ventes de voitures neuves du Groupe Renault en 2023, avec leur parts de marché locales entre parenthèses.
- 1/ France	551 373 (25,6%)
- 2/ Italie	187 249 (10,6%)
- 3/ Turquie	176 983 (14,4%)
- 4/ Allemagne	156 729 (5%)
- 5/ Espagne	134 398 (12,3%)
- 6/ Brésil	126 206 (5,8%)
- 7/ Royaume-Uni 102 980 (4,6%)
- 8/ Belgique + Luxembourg 62 771 (10,5%)
- 9/ Roumanie	61 445 (38,1%)
- 10/ Maroc	60 290 (37,3%)
- 11/ Argentine	51 790 (12,2%)
- 12/ Pologne	49 557 (9,2%)
- 13/ Inde	48 321 (1%)
- 14/ Mexique	43 779 (3,2%)
- 15/ Pays-Bas	39 688 (9%)

Total des ventes mondiales de voitures neuves du Groupe Renault en 2023 : 2 235 345, soit environ +8,98 % comparé aux 2 051 137 unités vendues en 2022, mais −42,45 % que les 3 884 295 ventes de VP et VUL en 2018.

## Recherche et développement

### Activités de recherches
Renault mène des projets de recherche en interne et au travers de contrats de recherche menés en partenariat avec des organismes (laboratoires, établissements…) publics ou privés. Ces principaux axes de recherche sont :
- Le design : Renault DeZir, Renault Twizy
- Le confort (acoustique, qualité de l'air, ergonomie, vision)
- La sécurité (prévention, correction, protection)
- Les nouveaux moyens de propulsion
- Le recyclage
- La diminution des émissions de CO2
- La voiture électrique avec la Renault ZOE
- la conduite autonome[218].

Dans ce cadre, Renault Group a signé le Pacte PME, le 1er décembre 2004, au travers de GIE Regienov pour faciliter ses collaborations avec le monde des PME Innovantes.
En 2014, Renault et Nissan annoncent le rapprochement de leurs unités de R&D. Les centres de recherche des pays émergents rattrapent peu à peu des responsabilités et des effectifs comparables aux centres d’ingénierie français. Ainsi, on comptait 10 000 salariés en France contre 5 800 ingénieurs répartis dans les centres roumain, coréen, espagnol et sud-américain.
En septembre 2017, Renault Flins ouvre son « école des savoirs », une école interne qui permet aux employés volontaires de renforcer leurs compétences numériques, mathématiques entre autres.
En 2021, Renault se situe deuxième au classement des plus faibles émissions de CO2 par véhicule neuf vendu en Europe, avec 86,7 grammes de CO2/km, grâce à ses gammes hybride et électrique

### Innovations technologiques
Renault a été extrêmement actif dans le développement de nouvelles technologies au début de l'automobile, mais aussi depuis, en particulier dans le domaine de la sécurité des passagers, la répartition de freinage, le fonctionnement moteur, les technologies du véhicule électrique et le système d'info-divertissement R-Link et GPS, avec des prototypes dès les années 1980. Un aperçu des innovations Renault est proposé ci-dessous :
- 1898 : Boîte de vitesses à prise directe[223]
- 1899 : Voiture à conduite intérieure[223]
- 1902 : Louis Renault dépose un brevet sur le principe de suralimentation par ventilateur ou compresseur, qu'il utilise en compétition, mais qui n'est pas encore défini comme un turbocompresseur[224]
- 1904 : La bougie démontable[225]
- 1905 : Le démarreur à air comprimé actionnable de la place du conducteur[225]
- 1917 : Premier char de combat léger[223] Renault FT
- 1922 : Les servofreins (sur Renault 40CV)[226]
- 1925 : Premiers locotracteurs à moteur essence et Diesel,
- 1932 : Autorail VH, construction en série d'un automoteur ferroviaire à moteur Diesel,
- 1956 : Record de vitesse des voitures de moins de 1 000 kg - 308 km/h[227]. Le 4 septembre 1956, Renault bouleverse la discipline en établissant un record de vitesse avec l'Étoile Filante ; équipé d'une turbine Turbomeca développant 270 ch à 28 000 tr/min, il atteint, aux mains du français Jean Hebert, 308 km/h, avec 5 kilomètres parcourus en 58 secondes.
- 1980 : répartition de freinage à adhérence totale[228],[229]
- 1983 : Le synthétiseur de parole (Renault 11 Electronic)[230]
- 1997 : Le système anti-encastrement [Quoi ?][225]
- 2001 : La carte « mains libres » (Renault Laguna II)[231]
- 2007 : le « 4Control », le châssis à roues directrices (Laguna III)
- 2009 : la navigation intégrée (Clio III)
- 2010 : l’« ETC » : système de gestion de la motricité des roues avant et arrière
- 2011 : les véhicules électriques : Fluence Z.E, Kangoo Z.E, Twizy, ZOE
- 2012 : R-link : tablette tactile connectée (Clio IV)[232].
- 2014 : pour sa gamme "Entry", Renault a décidé de développer une boîte automatique spécifique, dénommée Easy-R. Innovante, elle remplace les technologies hydroélectrique (hydraulique contrôlé par l'électronique) par des éléments électromécaniques. Le résultat est une boîte de vitesses automatique plus fiable et plus abordable financièrement. Dacia propose en effet cet équipement à partir de 2015 en Europe à un tarif de 600 euros, soit deux fois moins cher au minimum que la concurrence. Le nombre de pièces a été diminué d’un quart, assurant une meilleure fiabilité et un entretien simplifié[233],[234].
- 2017 : Twizy et la Plateforme POM permettent à Renault de faire une entrée très remarquée dans la communauté de l'Open Source[235]
- 2020 : la technologie hybride E-Tech de Renault associe deux moteurs électriques, un moteur thermique et une boîte de vitesses à crabots inspirée de la Formule 1, sans embrayage et sans synchroniseur. Renault a reçu le Prix spécial des Trophées de L'argus 2021 pour cette innovation[236].

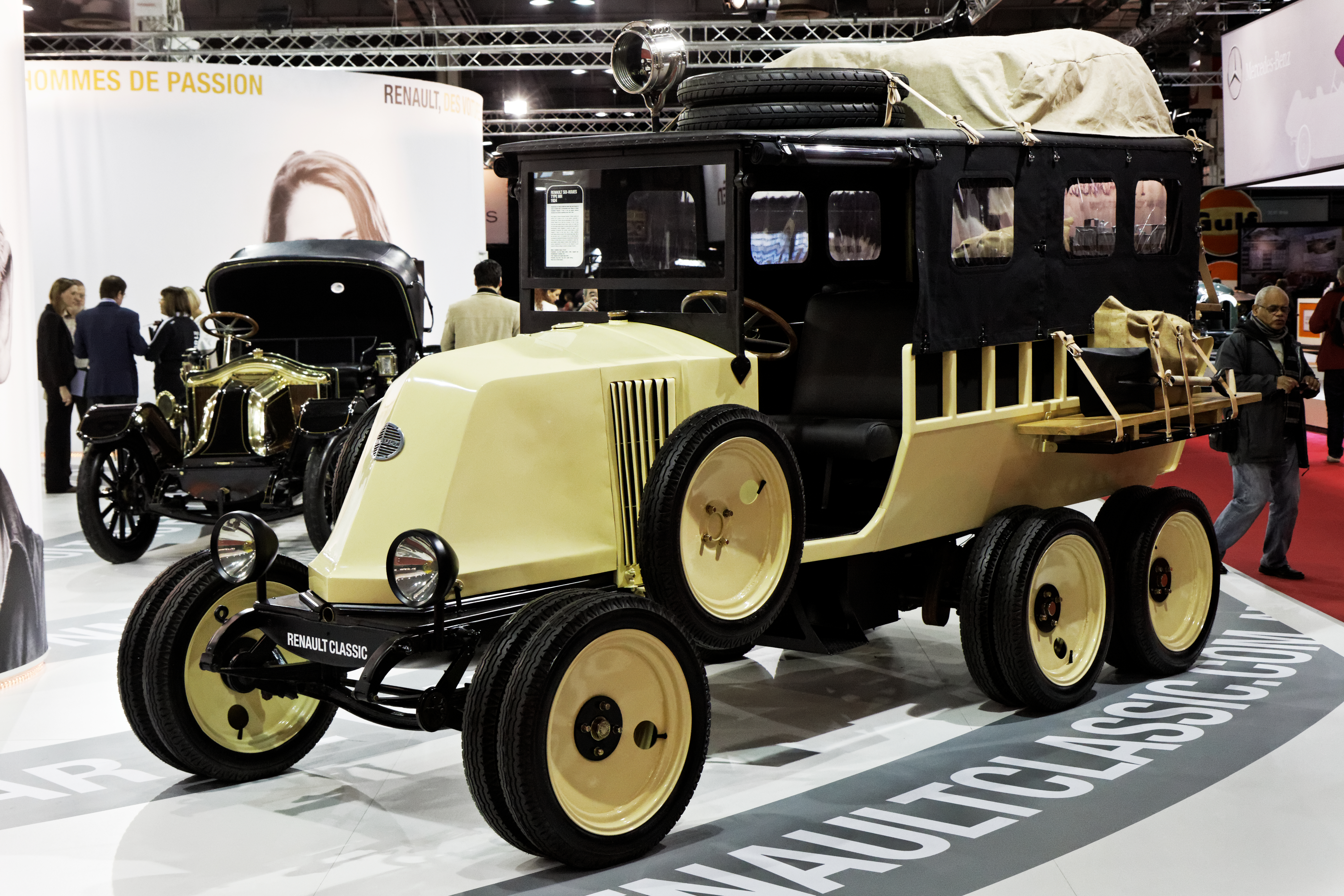
Une Renault 2x6 roues MH 10CV de 1924.

## Gouvernance

### Présidents
- Louis Renault : jusque 1944
- Pierre Lefaucheux : 1945-1955, mort dans un accident de voiture, à bord de sa Renault Frégate
- Pierre Dreyfus : 1955-1975
- Bernard Vernier-Palliez : 1975-1981
- Bernard Hanon : 1981-1985
- Georges Besse : 1985-1986, assassiné sous les balles d'Action directe le 17 novembre 1986
- Aimé Jardon : 1986 (intérim)
- Raymond Lévy : 1986-1992
- Louis Schweitzer : 1992–2005
- Carlos Ghosn : 2005-2018[237]
- Jean-Dominique Senard : 2019-

| No | Portrait                                                                    | Identité                              | Période         | Période  | Durée                     |
| No | Portrait                                                                    | Identité                              | Début           | Fin      | Durée                     |
| -- | --------------------------------------------------------------------------- | ------------------------------------- | --------------- | -------- | ------------------------- |
| 1  | Louis Renault                                                               | Louis Renault (1877 - 1944)           | 1898            | 1944     | 46 ans                    |
| 2  | Pas de portrait sous licence libre disponible pour Pierre Lefaucheux.       | Pierre Lefaucheux (1898 - 1955)       | 1945            | 1955     | 10 ans                    |
| 3  | Pierre Dreyfus                                                              | Pierre Dreyfus (1907 - 1994)          | 1955            | 1975     | 20 ans                    |
| 4  | Pas de portrait sous licence libre disponible pour Bernard Vernier-Palliez. | Bernard Vernier-Palliez (1918 - 1999) | 1975            | 1981     | 6 ans                     |
| 5  | Pas de portrait sous licence libre disponible pour Bernard Hanon.           | Bernard Hanon (1932 - 2021)           | 1981            | 1985     | 4 ans                     |
| 6  | Pas de portrait sous licence libre disponible pour Georges Besse.           | Georges Besse (1927 - 1986)           | 1985            | 1986     | 1 an                      |
| 7  | Raymond Lévy en 2013.                                                       | Raymond Lévy (1927 - 2018)            | 1986            | 1992     | 6 ans                     |
| 8  | Louis Schweitzer en 2012.                                                   | Louis Schweitzer (né en 1942)         | 1992            | 2005     | 13 ans                    |
| 9  | Carlos Ghosn en 2008.                                                       | Carlos Ghosn (né en 1954)             | 2005            | 2018     | 13 ans                    |
| 10 | Jean-Dominique Senard en 2015.                                              | Jean-Dominique Senard (né en 1953)    | 24 janvier 2019 | En cours | 6 ans, 6 mois et 25 jours |

| Portrait                       | Identité                 | Période          | Période | Durée |
| Portrait                       | Identité                 | Début            | Fin     | Durée |
| ------------------------------ | ------------------------ | ---------------- | ------- | ----- |
| Luca de Meo, 6 septembre 2021. | Luca de Meo (né en 1967) | 1er juillet 2020 |         |       |

### Conseil d'administration
Le conseil d'administration est composé des membres suivants (2022) :
- Jean-Dominique Senard (Président du conseil général)
- Catherine Barba (administrateur indépendant)
- Sébastien Jacquet (Administrateur élu par les salariés)
- Miriem Bensaleh-Chaqroun (administrateur indépendant)
- Thomas Courbe (administrateur élu sur proposition de l'État français)
- Bernard Delpit (administrateur indépendant)
- Noël Desgrippes (administrateur élu sur proposition des salariés actionnaires)
- Marie-Annick Darmaillac (administrateur indépendant)
- Pierre Fleuriot (administrateur référent)
- Richard Gentil (administrateur élu par les salariés)
- Frédéric Mazzella (administrateur indépendant)
- Eric Vidal (administrateur élu par les salariés)
- Yu Serizawa (administrateur élu sur proposition de Nissan)
- Pascale Sourisse (administrateur indépendant)
- Joji Tagawa (administrateur élu sur proposition de Nissan)
- Martin Vial (administrateur désigné par l'État français)
- Annette Winkler (administrateur indépendant)

## Controverses

### Années 2000: Suicides dans les locaux de l'entreprise
Dans la deuxième partie des années 2000, plusieurs suicides ont eu lieu dans différents sites de l'entreprise, notamment au Technocentre. À la suite d'un premier suicide en 2006 sur ce technocentre, trois autres suicides ont suivi, dont deux sur le lieu de travail. L’expertise de la société a été confiée au cabinet Technologia pour enquêter sur les risques psychosociaux. S'ensuit la mise en place d'un questionnaire auquel 6 000 salariés ont répondu. Les résultats indiquaient que plus de 30 % d‘entre eux était en situation de tension au travail. Après la publication de ce rapport, la direction décide de mener des actions sur ce sujet,.
Selon un décompte du journal Le Parisien sur quatre des onze sites du groupe en France, 10 suicides et 6 tentatives liés aux conditions de travail sont à déplorer entre 2013 et 2017. Les syndicats pointent la pression de l'encadrement accentuée par l'accord de compétitivité de 2013 et le recours abusif aux intérimaires qui sont « exploités ».

### 2011: Affaire du possible espionnage industriel
Au printemps 2011, Renault licencie trois de ses cadres en les accusant d'espionnage industriel au profit d'une filière internationale organisée, sur son projet de voiture électrique. Une lettre anonyme serait à la base des accusations portées par le constructeur. La DCRI se saisit de l'affaire, mais les accusations apparaissent rapidement peu fondées, avec notamment la découverte d'un enregistrement où les dirigeants semblent bien embarrassés de ce « faux scandale ». L'entreprise a proposé aux cadres licenciés une réintégration, mais ceux-ci ont déposé plainte. Le 11 mars 2013, le responsable de la sécurité de Renault, à l'origine de la plainte pour espionnage industriel est mis en examen pour escroquerie. À la suite de cette affaire, Patrick Pélata démissionne de son poste de directeur général, et quatre personnes sont renvoyées devant le tribunal.

### 2016-2017: Dieselgate
Un rapport d'enquête de la Direction générale de la concurrence, de la consommation et de la répression des fraudes (DGCCRF), transmis au parquet en décembre 2016 et révélé par le quotidien Libération le 15 mars 2017 pointe la responsabilité du constructeur dans l'installation d'un « dispositif frauduleux qui modifie spécifiquement le fonctionnement du moteur pour en réduire les émissions de NOx (Oxydes d’azote) dans des conditions spécifiques du test d’homologation ». Une information judiciaire visant Renault pour « tromperie sur les qualités substantielles et les contrôles effectués » est ouverte par le parquet de Paris le 12 janvier. Une commission d'enquête créée en 2016 par Ségolène Royal, alors ministre de l'Écologie, a en effet montré que la quantité d'oxydes d'azote dégagée en conditions réelles de circulation (c'est-à-dire sur route) était pour certains modèles jusqu'à onze fois supérieure à la norme à ne pas dépasser (par exemple pour la Renault Captur et la Renault Talisman), sans que les modèles en question aient échoué aux tests d'homologation, effectués en laboratoire,.
Une expertise réalisée par l’Institut supérieur de l’automobile et des transports souligne l'usage par l'entreprise d'un système de dépollution qui ne fonctionnait pas en dessous de 50 km/h.

### 2017: Cobalt congolais
Le 15 novembre 2017, un rapport de l'organisation non gouvernementale Amnesty International reproche à l'entreprise un défaut de vigilance dans son approvisionnement en cobalt en République démocratique du Congo. Le cobalt permet de produire des batteries au lithium. Selon le rapport d'Amnesty International relayé par le quotidien Le Monde, « le constructeur français se fournirait auprès de mines où travailleraient des enfants ».

### 2017: Optimisation fiscale
En juin 2017, dans le cadre des Malta Files, le journal Mediapart et le réseau d'investigation européen European Investigative Collaborations révèlent que Renault (de même que son concurrent PSA) a localisé à Malte — un paradis fiscal — ses activités d'assurance à des fins d'optimisation fiscale. Cette pratique, légale mais « choquante » selon Mediapart, a permis au constructeur automobile d'économiser 62 millions d'euros d'impôts entre 2012 et 2015, via un mécanisme de l'État maltais : celui-ci rembourse une grande part des impôts qu'il ponctionne sur les sommes versées par une entreprise à ses actionnaires, faisant chuter le taux d'imposition réel à environ 5 % contre 33,3 % en France. Renault n'a pas souhaité répondre aux auteurs de l'enquête.

### 2019: Affaire Ghosn
Dans les suites de l'affaire Carlos Ghosn, l'Agence française anticorruption (AFA) a décidé de soumettre Renault à un contrôle sur ses dispositifs de conformité et de déontologie.

### 2020: Politique de recrutement
À l'issue d'une campagne de testing initiée par le gouvernement français menée à l'hiver 2018 sur un panel de 40 grandes entreprises françaises, Renault est accusée de discrimination à l'embauche envers les candidats aux noms à consonance maghrébine. L'entreprise est convoquée, en juin 2020, à une journée de formation dans les locaux du secrétariat d'État à l'égalité entre les femmes et les hommes.

### 2021: Conditions de travail
Renault Group fait partie des clients de Publicis Conseil. Anne Boistard, la gérante du compte Instagram Balance ton agency, indique avoir reçu 108 signalements sur Arnaud Belloni, le directeur marketing de Renault.

### 2021 - 2022: Moteurs défectueux
Une action collective est mise en place faisant suite à de nombreuses malfaçons constatées par les automobilistes sur les moteurs 1.2 TCe,,.

## Communication

### Identité visuelle

#### Renault
Le tout premier logo de la marque est une ellipse entourant deux "R" représentant les deux frères fondateurs. Le célèbre logo en losange apparait en 1925 après plusieurs variantes de forme circulaire.

Logo de Renault
Logo de 1900 à 1906.
Logo de 1906 à 1919.
Logo de 1919 à 1923.
Logo de 1923 à 1925.
Logo de 1925 à 1946.
Logo de 1946 à 1959.
Logo de 1959 à 1971.
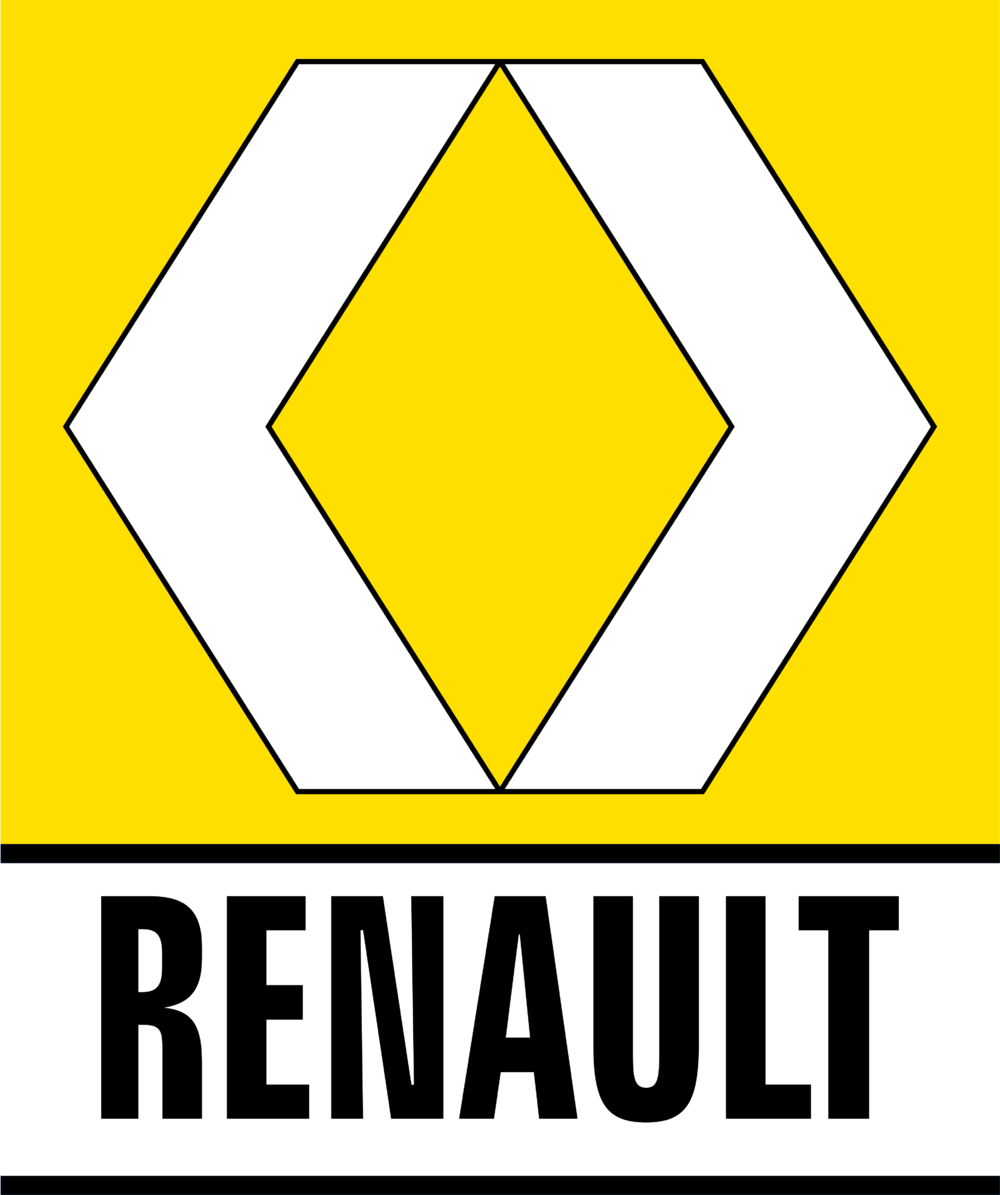
Logo de 1971 à 1972. (Logo interdit : Il est considéré comme une copie du logo de la société Kent)[264],[265],
Logo de 1972 à 1981 (logo dit Vasarely)[267].
Logo de 1981 à 1992 puis en Belgique, au Luxembourg et en Lorraine jusqu'en 1991.
Logo de 1992 à 2004 puis en Belgique, au Luxembourg et en Lorraine de 1991 à 2004.
Logo de 2004 à 2007.
Logo de 2007 à 2015.
Logo de 2015 à 2021.
Logo depuis 2021.

Le losange devient l'emblème de la marque en 1925. Le véhicule qui l’inaugure est la berline haut de gamme 40 CV Type NM. La facilité d’identification qu’apporte ce nouveau logo fait qu’il devient le symbole de la marque et tous les modèles l’arborent. En 1945, le jaune s’ajoute au logo. Une légère modification du losange est effectuée en 1959, à l’arrivée de la Renault 4. En 1972, un changement plus important le voit épuré et en 1992, le losange perd ses stries pour des pans plus lisses. Dans les années 2000, le logo reçoit quelques modifications ; il est ainsi de plus en plus gros sur les véhicules. Finalement, en avril 2021, une nouvelle version retrouve les stries des débuts.

#### Renault Group

Logo de Renault Group
Jusqu'en 2021.
Depuis 2021.

### Slogans
- « Changeons de vie, changeons l'automobile »[269] ;
- « Les voitures à vivre » ;
- « Créateur d'automobile » ;
- « La France avance, Renault accélère » ;
- « Drive the Change »
- « French touch » ;
- « La vie, avec passion »[270].

### Compétition et sport automobile

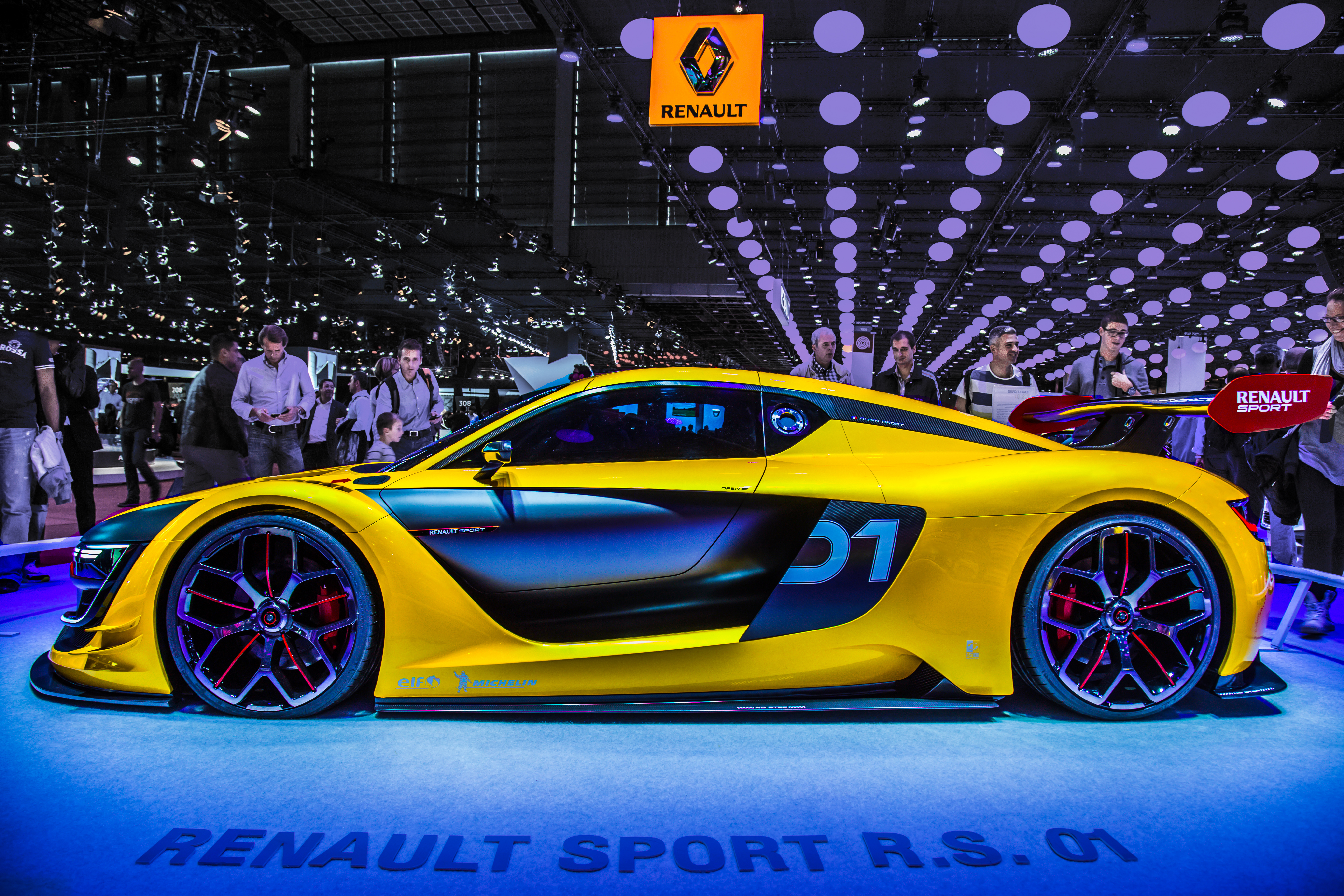
Renault Sport R.S. 01.

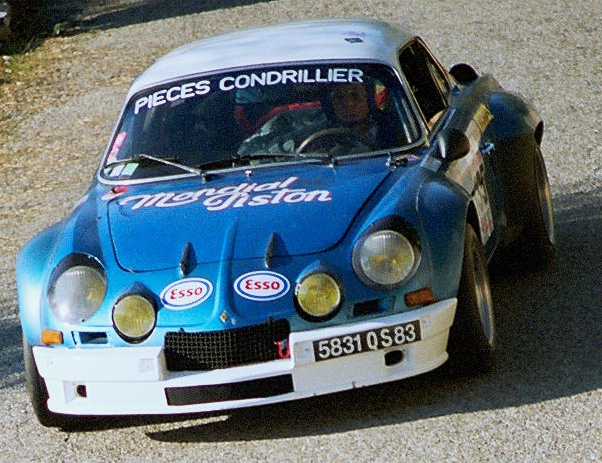
Renault-Alpine A110, première voiture Championne du monde des rallyes FIA.

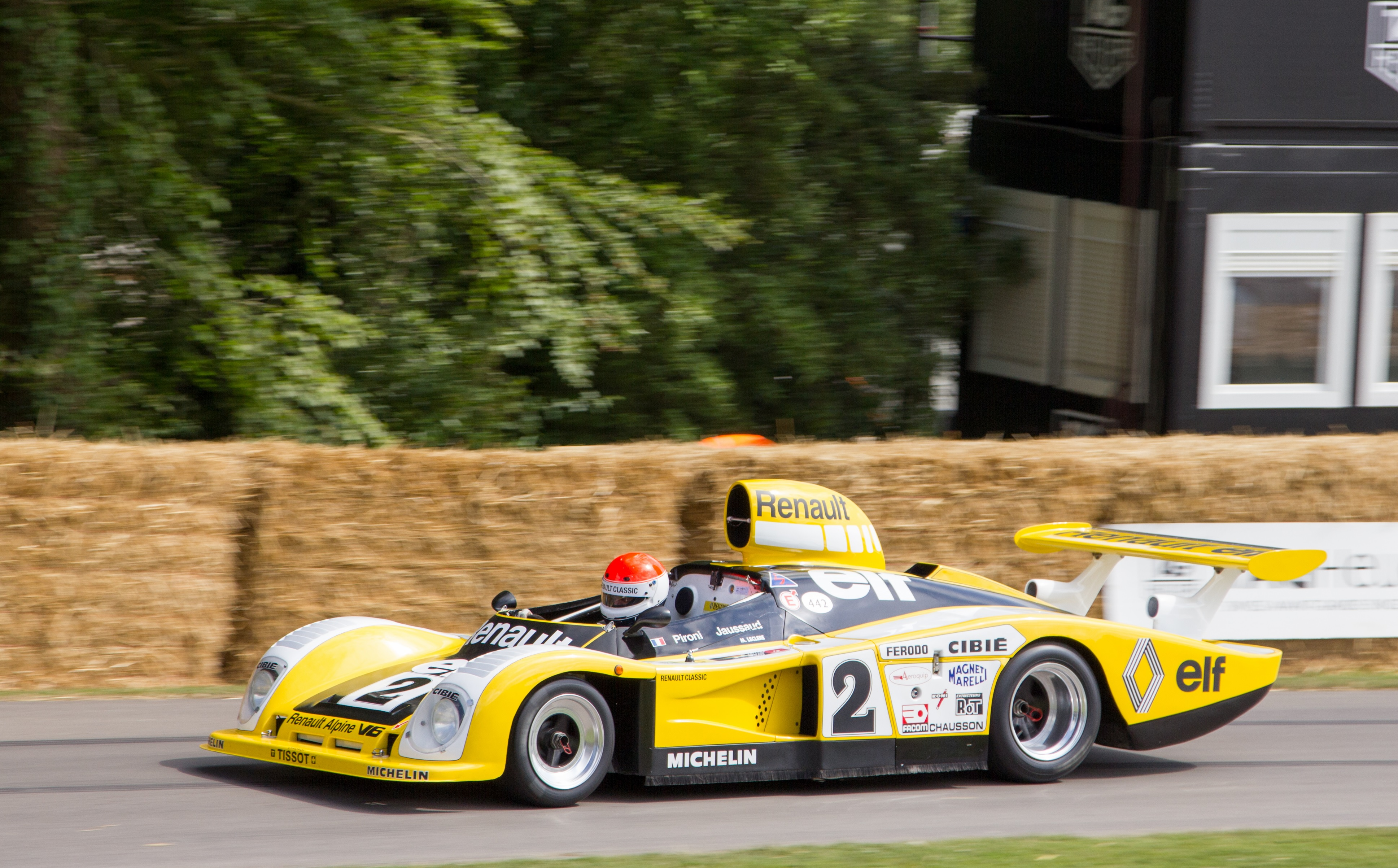
Renault a gagné les 24h du Mans en 1978 avec la Renault Alpine A442.

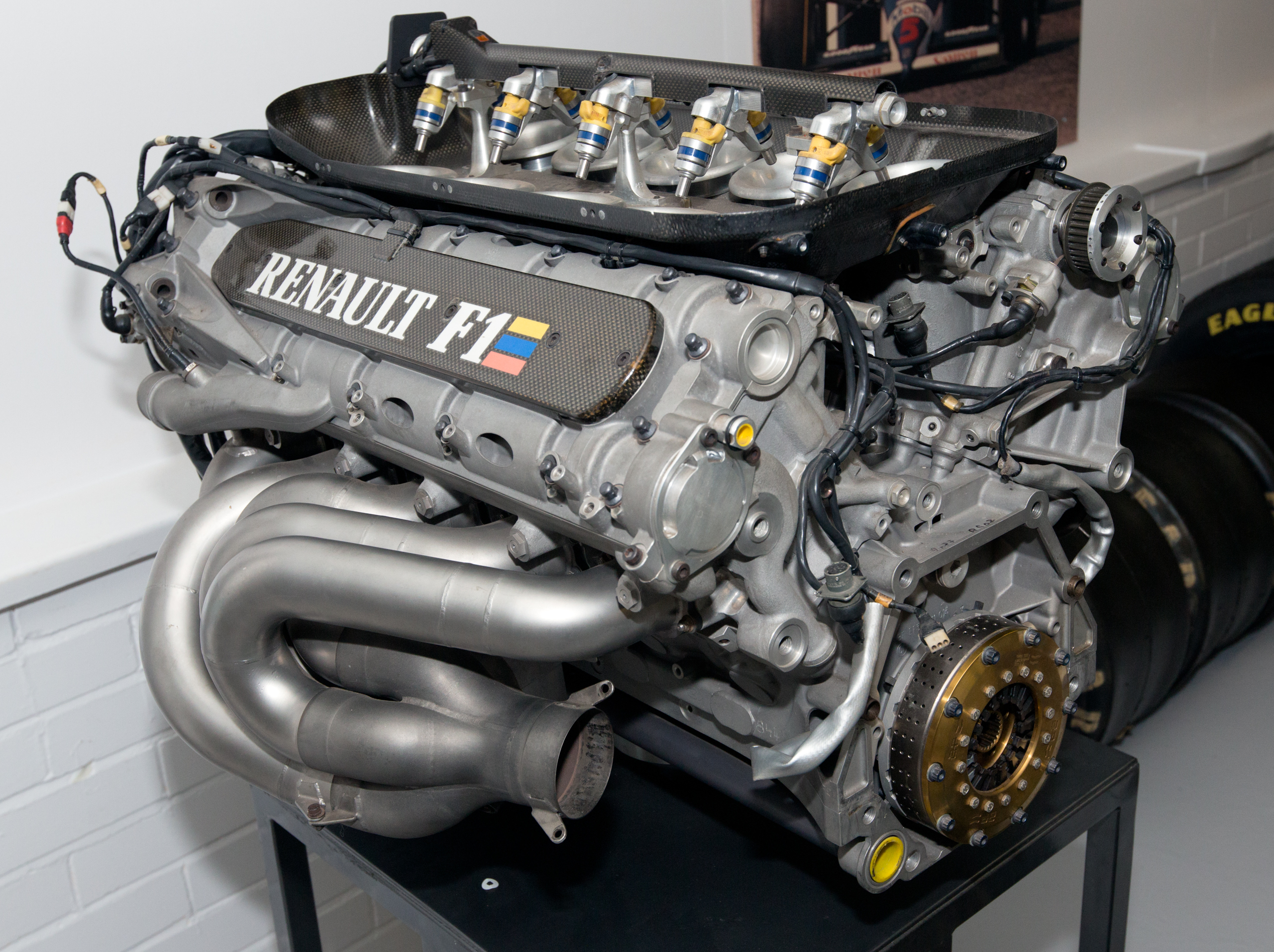
Moteur Renault de formule 1, champion du monde en 1995. Les moteurs Renault cumulent 12 titres de Champion du monde de F1 et 11 titres de Champion des pilotes de F1.

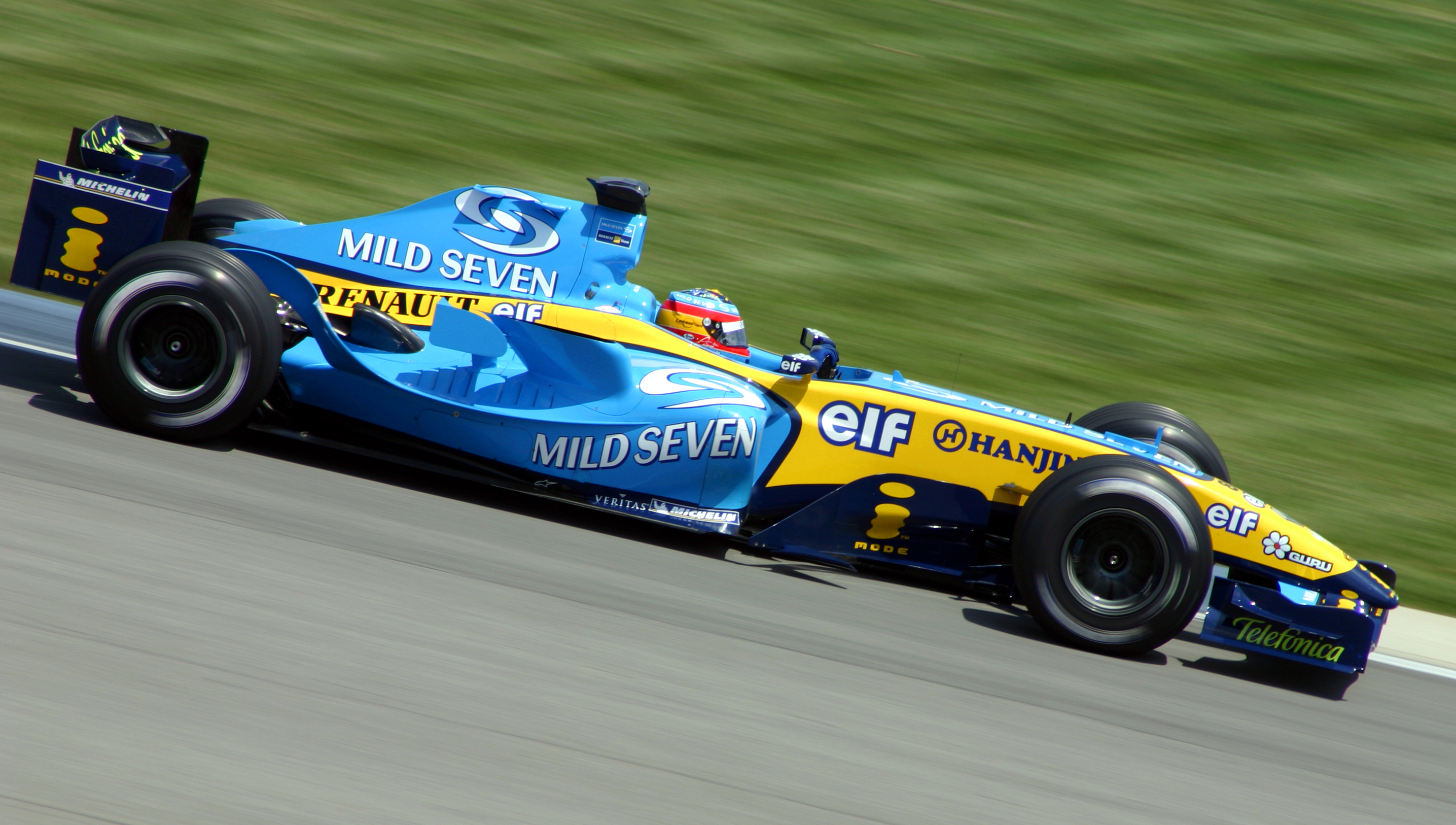
F. Alonso fut deux fois Champion des pilotes F1 avec l'écurie Renault, elle-même championne de Formule 1 en 2005 et 2006.

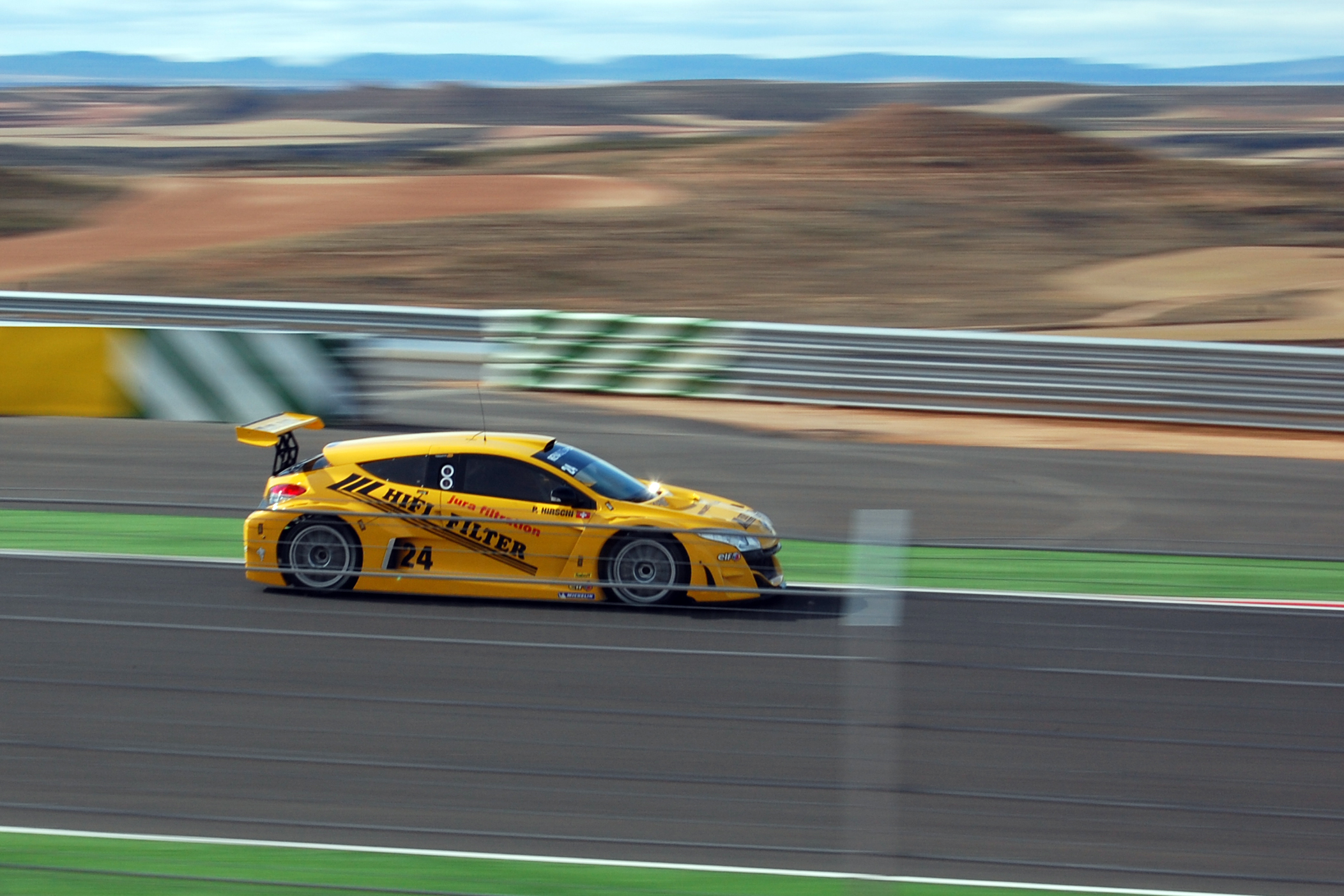
Renault Mégane Trophy 2009, des World Series by Renault.

Renault a un rôle historique dans le sport automobile. En effet, Renault a gagné le premier grand prix de l'histoire automobile en 1906 et a remporté le premier Championnat du monde des rallyes FIA avec la Renault Alpine A110 en 1973. Renault a introduit le turbo en Formule 1 en 1979 et a gagné douze Championnats de F1 comme motoriste ou comme équipe de F1. Depuis 2014, Renault fournit toutes les monoplaces courant le championnat de Formule E. Renault a aussi gagné les 24h du Mans avec sa Renault Alpine A442 en 1978.
Renault organise les World Series by Renault, des courses ouvertes au public gratuitement. Les World Series by Renault sont des compétitions qui font émerger de nouveaux pilotes utilisant les mêmes voitures de course, des versions Renault Sport « Trophy » des voitures de séries Renault ou des monoplaces mises au point par Renault Sport, comme la Renault Sport RS.01 de 2014. Les World Series by Renault ont révélé les champions de F1 Fernando Alonso, Sebastian Vettel, Kimi Räikkönen et Lewis Hamilton, mais aussi le champion d'IndyCar Will Power, ou encore le pilote de F1 et de WTCC Tiago Monteiro.
Renault a permis de grandes avancées avec les simulations numériques, notamment aérodynamiques, grâce à son ingénieur Pierre Bézier,, dont le logiciel Unisurf est à la base de tous les logiciels créés depuis pour décrire des surfaces, comme le logiciel CATIA, qui est utilisé par les industriels de l'automobile et de l'aéronautique. Les logiciels et langages pour dessiner utilisent les courbes de Bézier.
Renault possède un important palmarès aussi bien en rallyes avec Alpine et Renault Sport, qu'en Formule 1 avec l'écurie Renault F1 Team, et les moteurs Renault F1 construits par l'entité Renault Sport F1. Michael Schumacher, Alain Prost, Fernando Alonso, Sebastian Vettel, Nigel Mansell furent champions du monde de Formule 1 avec des moteurs Renault F1.

#### Rallyes
Renault a remporté le premier Championnat du monde des rallyes avec la Renault-Alpine A110. En 1973.
Outre les succès de la Renault Alpine A110, Renault compte 6 succès en championnat du monde des rallyes, ce qui la place au 12e rang (sur 21 marques), ex æquo avec Alpine-Renault et Opel. La marque a remporté le rallye Press on Regardless (USA) 1974, avec la R17 Gordini, le rallye de Monte Carlo 1981 et le Tour de Corse 1982, avec la Renault 5 Turbo, le Tour de Corse 1985 avec la Renault Maxi 5 Turbo, le rallye du Portugal 1986, avec la Renault 5 Turbo « Tour de Corse » et le rallye de Côte d'Ivoire 1989, avec la Super 5 GT turbo.
Renault a remporté le titre constructeur du championnat FIA Intercontinental Rally Challenge en 2012.
Renault a remporté trois fois le Championnat d'Europe des rallyes, en 1999, 2004 et 2005.
Renault a remporté le championnat du monde des rallyes Groupe N (production) en 1989 et 1990 avec la Super 5 GT turbo.

#### Tourisme
Renault a gagné huit fois consécutivement, de 1986 à 1993, le championnat argentin TC2000 (es) pour voitures de tourisme 2 Litres, avec la Renault Fuego, dont 6 titres remportés par Juan María Traverso (1986, 1988, 1990-1993).
Grâce au Williams Renault Dealer Racing et à la Renault Laguna, le constructeur français a remporté à deux reprises le titre constructeur du Championnat britannique des voitures de tourisme (le BTCC), en 1995 avec Alain Menu (7 succès) et Will Hoy (3), puis en 1997 avec Menu (12) et Jason Plato (2). Le suisse Menu obtint en outre le titre pilote en 1997, avec 110 points d'avance sur son suivant. Il fut aussi vice-champion en 1995 et 1996. Au total Renault s'imposa 33 fois dans le championnat britannique de 1993 à 1997, le plus souvent avec Menu (initialement avec la Renault 19).
Les World Series by Renault consacrent aussi une partie de leurs compétitions aux voitures de tourisme, telles que les Renault Clio ou Renault Mégane Trophy.

#### Endurance
En 1925, Garfield et Plessier battent début juin le record du monde des 24 Heures avec une 40 chevaux-sport strictement de série à Montlhéry (donc hors 24 Heures du Mans).
En 1974, l'Alpine-Renault A441 gagne la totalité des sept épreuves européennes et remporte le Championnat d'Europe des voitures de sport, avec Alain Serpaggi comme champion d'Europe des conducteurs.
En 1978, Renault a gagné la prestigieuse compétition des 24 heures du Mans avec sa Renault Alpine A442.
En 2013 et 2014, Renault-Alpine a remporté le championnat d'endurance European Le Mans Series avec son partenaire Signatech.

#### Formule 1
Après plus de 75 ans de succès glanés sur tous les fronts de la compétition, en 1975, Renault s'engage en Formule 1, en choisissant un moteur V6 de 1 500 cm3 suralimenté par un turbocompresseur pour défier les spécialistes de la F1 et leurs moteurs V8 ou V12 atmosphériques de 3 000 cm3. Tout le monde est sceptique, notamment les ingénieurs de Porsche, et pourtant Renault signe quinze victoires entre 1979 et 1983 et impose le turbo en Formule 1.
Bien que le titre échappe de peu à Alain Prost en 1983, de deux points, et que les Lotus Renault remportent cinq Grands Prix au cours des saisons 85 et 86, des difficultés économiques conduisent l'entreprise à suspendre ses activités en Formule 1 à la fin de l'année 1986.
Bernard Dudot, responsable des moteurs, obtient l'autorisation de maintenir une cellule de veille technique qui aboutira à l'élaboration d'un moteur V10 à angle fermé (67°) de 3 500 cm3.
En 1988, Renault Sport signe un accord de partenariat avec Williams pour la fourniture de son moteur V10, cette association Williams-Renault s’avérera couronnée de 10 championnats, pilotes et constructeurs, étant donné la supériorité de la combinaison des moteurs Renault et des châssis Williams dessinés entre autres par Adrian Newey. Entre 1992 et 1997, Renault gagne tous les championnats de Formule 1 : cinq titres avec Williams-Renault (1992, 1993, 1994, 1996, 1997) et un titre avec Benetton-Renault (1995). En 1993, Renault compte 50 succès en formule 1, notamment grâce aux 7 victoires d’Alain Prost. En 1995, Renault fournit Benetton et participe ainsi à la victoire du pilote Michael Schumacher, champion du monde pour la deuxième année. En 1996, Damon Hill est le tenant du titre pour l’équipe Williams Renault. En 1997, après la victoire de Jacques Villeneuve au Championnat des pilotes de F1 et son sixième titre consécutif de champion motoriste de F1, Renault cesse son activité en Formule 1 en tant que motoriste.
À la suite de cette domination, Renault suspend son activité en Formule 1 pour consacrer ses ressources à la création d'un nouveau moteur d'avion au sein de la société SMA Engines. Une fois ce projet réussi et ce moteur homologué en Europe, puis aux États-Unis, Renault a revendu ses parts de SMA Engines à Safran et est revenu progressivement en Formule 1 à partir de 2003 avec sa propre écurie.
Dès 2005, Renault retrouve son statut de leader en Formule 1 en remportant à la fois le titre pilote avec Fernando Alonso et le titre constructeur du championnat du monde de Formule 1.
En 2006, Renault remporte de nouveau les deux titres du championnat du monde de formule 1.
Après quatre années en demi-teinte, Renault remporte les championnats de Formule 1 2010, 2011, 2012 et 2013 avec l'écurie autrichienne Red Bull Racing et son pilote Sebastian Vettel. (En tant que motoriste)
En 2016, Renault réalise son retour en Formule 1 en tant que constructeur en rachetant l'écurie Lotus, criblée par les dettes. Son duo de pilote se compose du danois Kevin Magnussen, ex-pilote McLaren, et du britannique Jolyon Palmer, vainqueur du championnat GP2 Series en 2014.
En 2020, le pilote français Esteban Ocon rejoint Renault F1 au côté de Daniel Ricciardo. Durant la saison, ce dernier signe deux podiums tandis qu'Ocon en décroche un. Ces trois podiums sont les premiers de l’écurie depuis le retour de Renault en tant que constructeur en 2016.
En 2021, l'écurie est renommée Alpine F1 Team et Fernando Alonso fait son retour dans cette dernière. L'écurie remporte avec Esteban Ocon le Grand Prix de Hongrie, soit le premier succès depuis 13 ans pour l’équipe, ainsi que la première victoire sous le nom d'Alpine.

#### Raids
En 10 jours du mois de novembre 1924, la deuxième mission Gradis effectue une première traversée en voiture complète du Sahara jusqu'à Cotonou (avec notamment Gradis, d’Espèrey, René Estienne, son frère Georges, et de Kerillis), et le capitaine Delingette traverse à la même période le continent africain du nord au sud. Tous sont équipés de Renault type MH 6 roues jumelées de 10CV (quatre véhicules dans un cas, et un dans l'autre)... alors que débute 17 jours avant la mission Gradis la deuxième mission Haardt Audouin-Dubreuil organisée par Citroën. En 1971, les frères Marreau effectuent le trajet Le Cap-Alger sur simple Renault 12 Gordini en moins de 9 jours, record toujours d'actualité.

#### Médias
En 2017, Renault achète 40 % du capital du magazine Challenges, très lu dans les milieux économiques et politiques. Grâce à cette acquisition, Renault entend notamment influer la nouvelle réglementation sur la voiture autonome.

### Récompenses

#### Voiture de l'année aux États-Unis
- 1983 - Renault Alliance (Renault 9)

La Renault Alliance obtient une bonne critique du magazine Car and Driver, faisant sa liste des dix meilleures automobiles de l'année 1983, et décroche la palme de la meilleure voiture de l'année du magazine Motor Trend.

#### Voiture de l'année en Europe
- 1966 – Renault 16
- 1982 – Renault 9
- 1991 – Renault Clio I
- 1997 – Renault Mégane Scénic
- 2003 – Renault Mégane II
- 2006 – Renault Clio III
- 2024 - Renault Scénic E-Tech Electric
- 2025 - Renault 5 E-Tech Electric

#### Voiture de l'annéeAutobest
Le trophée Voiture de l'année Autobest est décerné par les membres du jury Autobest, issus de 15 pays : Bulgarie, Croatie, République tchèque, Chypre, Macédoine, Hongrie, Pologne, Roumanie, Russie, Serbie, Slovaquie, Slovénie, Turquie, Ukraine et Malte. Les quinze membres du jury Autobest désignent un gagnant du trophée, après notation de 13 critères dont la consommation en carburant, la polyvalence, l’habitabilité ou encore le design.
- 2005 – Dacia/Renault Logan[288]
- 2009 – Renault Symbol II
- 2011 – Dacia/Renault Duster

#### Voiture de l'année en Espagne
Le prix de la voiture de l'année en Espagne est voté par plus d'une trentaine de journaux et magazines espagnols.
- 1973 – Renault 5
- 1979 – Renault 18
- 1983 – Renault 9
- 1987 – Renault 21
- 1989 – Renault 19
- 1991 – Renault Clio
- 1994 – Renault Twingo I[Note 1]
- 1995 – Renault Laguna I
- 1997 – Renault Mégane I

#### Voiture de l'année en Irlande
Le prix de la voiture de l'année en Irlande est voté par l'association irlandaise des journalistes automobile.
- 1990 – Renault 19
- 2002 – Renault Laguna II

### Fiabilité
En 2012, la fiabilité est bonne. Au classement réputé de l'ADAC pour l'année 2011 (publié en 2012), Renault place ses véhicules dans le Top 10 de chaque catégorie où il est classé. La Twingo II est même 2e de la catégorie « mini-citadines », derrière la Ford Ka. En « petites voitures », les Sandero et Clio III sont respectivement 4e et 8e et en « voitures moyennes », les Scénic III et Mégane III sont respectivement 7e et 9e. De son côté, l'UFC Que Choisir classe la marque économique de Renault, Dacia, en 1re position, la Sandero et la Twingo II dominant la catégorie des citadines dans le classement des modèles.
En 2012, le classement de L'Automobile Magazine (publié en janvier 2013) confirme ces progrès. La presse comparera le constructeur aux allemands ou japonais. Dans leur catégorie, la Twingo et la Mégane sont premières, le Scénic, la Laguna et la Laguna coupé sont deuxièmes, sur plus de vingt voitures dans chaque catégorie. Seul l'Espace, vieux de 10 ans, est moins bien noté. Le leadership de Renault et Dacia a été confirmé par la même étude pour 2014, publiée en 2015.

### Activité de lobbying auprès des institutions de l'Union européenne
Renault est inscrit depuis 2008 au registre de transparence des représentants d'intérêts auprès de la Commission européenne. L'entreprise déclare en 2015 pour cette activité des dépenses d'un montant compris entre 300 000 et 400 000 euros, et indique avoir perçu sur la même période des subventions de la part des institutions de l'Union européenne à hauteur de 3 597 000 euros.